# トヨタ・カローラ
カローラ（COROLLA）は、トヨタ自動車が1966年より製造・販売している乗用車のブランド（商標）、および車名である。
本稿ではカローラシリーズの基本形となるセダンを中心に、以下のモデルについても便宜上記述する。
- カローラ5ドアリフトバック（日本市場を含む5代目、および6代目から8代目までの欧州市場専用車）
- カローラハイブリッド（特別行政区(香港・マカオ)を除く中国市場専用車）
- カローラミレニアム（10代目・モロッコ市場専売車）
- カローラクーペ
- カローラハードトップ
- カローラリフトバック
- カローラハッチバック
- カローラバン
- カローラリムジーネ（カローラのドイツ仕様）
- カローラコマーシャル（カローラツーリングの商用車バージョン）
- カローラTRD2000
- カローラアクシオ"GT"（TRD Turbo）
- カローラフーリア（デトロイトモーターショー13参考出品車）

なお、そのほかのバリエーションについてはCategory:トヨタ・カローラに登録されている記事を参照のこと。

## 概要

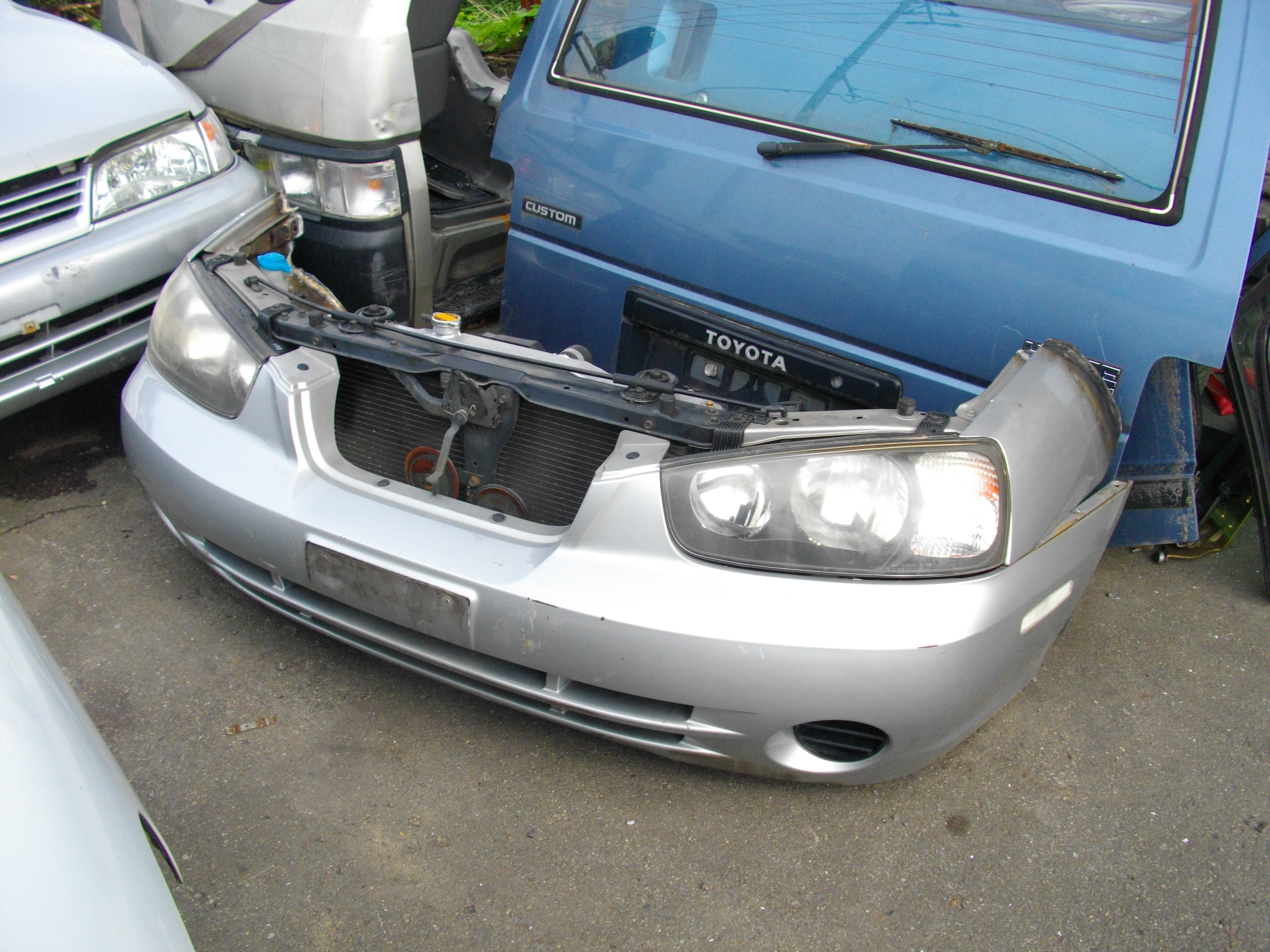
輸出のため切断された車体(左上のE100系ツーリングワゴン)

1974年に車名別世界生産台数1位、1997年には累計販売台数でフォルクスワーゲン・ビートルを抜いてギネス世界記録を樹立。現在も年間世界販売台数1位を記録し続ける、トヨタが世界に誇れる自動車でありブランド（商標）である。2013年には世界生産台数累計4000万台生産を達成したが、これはトヨタが創業以来生産した自動車の4台に1台がカローラであり、また初代登場以来世界で10秒に1台カローラが生産されている計算である。2018年6月現在、日本の小型大衆乗用車のブランドとしては11代51年と最も息が長く、同時点において日本市場に現存する大衆向け小型普通自動車全体のブランドでは1963年登場のマツダ・ファミリア（乗用車は2004年までだが商用車は継続中）に次いで2番目の長命ブランドとなっている。
基本形のセダン に加え多くの派生車を擁し、1969年度から2001年度までの33年間、ホンダ・フィットにその座を明け渡すまで長期に渡って車名別日本国内販売台数第1位を維持し、トヨタのシェア1位確立と日本のモータリゼーション促進に貢献してきた。その圧倒的な実績は、トヨタの販売チャンネル（トヨタカローラ店）にも唯一名前が残っていることからも分かる。現在もプリウス・アクアや軽自動車などに押されがちであるが、それでも月販ベスト10を常に争う安定した売り上げを見せている。2015年には日本国内販売台数累計1000万台を達成した。
初代から日本国外にも輸出あるいはノックダウン生産されており、トヨタの急速な世界展開の原動力になった。現在は世界16ヶ所で生産され、154か国で正規販売されている。現在カローラが最も売れている地域は一番が中国、次いで北米となっている。なおアメリカや中国南部では若者が買うスポーティセダンというイメージが強く、ブラジルやタイでは高級車の部類に入るという。
またカローラアクシオは基本的に日本国内専用車として開発されているが、格上の同じく日本国内専用車であるアリオンやプレミオなどとともにロシアやモンゴル、マレーシア、インドネシアなどの各東南アジア、ミャンマーやバングラデシュなどの開発途上国、オーストラリアやニュージーランドなどオセアニア地域などへそれぞれ並行輸出されている。また中古車も人気が高く、特にアフガニスタンではカーブル市内を走る乗用車の9割はカローラといわれており、「国民車」扱いを受けているという。
カローラのキャラクターは初代の開発主査であった長谷川龍雄の「80点+α主義」という思想に基づいている。これは質素・低価格を追求したパブリカの失敗から生まれた教訓で、あらゆる部分でその時代の基準から見て80点のものを確保し、プラスアルファで魅力的な先進的技術も導入するというものである。この思想はやはり初代で日産・サニーに対して排気量を100cc大きくした「100ccの余裕」とも言い換えられており、パブリカやターセル/コルサといった下級セダンより一つ上の贅沢を得られるカローラは、庶民の一つの憧れであった。こうした歴史から、現在も「カローラ」というブランドそのものに絶対の信頼と愛着を持つリピーターを多く抱えている。
コアな車好きにとっては凡庸で退屈な車というイメージが強いが、フロア式マニュアルトランスミッションを日本国内向けは初代から12代目の途中まで欠かさずラインナップしていた他、モータースポーツではWRCやBTCC、SUPER GTなどで優勝した実績も持つ。またクーペ版であるカローラレビンも安価で改造しやすいスポーツカーとして人気を博した。
車名の"Corolla"はラテン語で「花で作った冠」、英語では「花冠」（花弁の集合的呼称）を意味する。これはトヨタの主力セダンであるクラウン（王冠）、コロナ（太陽冠）に続いて「冠」を象徴し、なおかつアルファベットの"C"で始まることに由来する。日本以外では「コローラ」もしくは「コロラ」と発音することが多い。

## 初代 E1#型（1966年 - 1970年）
800cc級エントリーモデルのパブリカと、1,500cc級乗用車であるコロナの中間の車種として企画された。主査の長谷川龍雄は、機能主義に徹したパブリカが商業的に成功を収められなかったことへの反省から、大衆ユーザーの上位志向に応じた「デラックス感」のある内外装を備えつつ、「乗る楽しさ=スポーティ性」を追求し、高速道路の整備進展に伴う、十分な高速巡航性能を備える小型大衆車の開発を目論んだ。開発は、様々な面での評価において一定以上の水準を満たし、実用性に嗜好性・高級感を加えるなど、トータルでの高い完成度を追求する「80点主義+α」の思想で展開された。当初から輸出も含めた大量生産が企図され、トヨタは本拠である愛知県豊田市内に、カローラ専用の大規模新工場となる高岡工場を建設した。
エンジンは新開発の水冷直列4気筒OHV、ハイカムシャフト方式で5ベアリングのクランクシャフトを用いたK型エンジンで、1,077ccの排気量から最高出力60PS/6,000rpmを発生した。5ベアリング式として高回転に備え、前方部分の投影面積をできるだけ小さくするため、エンジンの重心を低くすることを前提にボンネット内にコンパクトに収める目的で、最初からシリンダーヘッド部を正面から見て約20°傾斜させた格好で設計されている。当初は1,000cc車として企画されたが、開発後期に至って日産自動車が1,000ccの競合モデル（初代サニー）を開発中である情報が伝わり、その営業施策における辣腕で「販売の神様」と呼ばれた当時のトヨタ自動車販売社長・神谷正太郎の強い要請で、排気量を急遽1,100cc級に拡大するスペック向上を図った。短期間での変更であったため、決死の努力を東郷平八郎のZ旗になぞらえ、エンジン名『27E』を『27E-Z』に変更している。
日本国内では同クラス初のフロアシフトによる4速マニュアルトランスミッション、また日本製乗用車としては初のマクファーソン・ストラット式の前輪独立懸架など、30以上に及ぶ新機構が取り入れられた。当時、3速が主流の中での4速化は高速化時代への対応、乗用車でコラムシフト全盛であった1960年代に敢えてのフロアシフト回帰は操作性向上とコストダウンが目的である。当時フロアシフトはトラック向けのイメージが強かったため「乗用車らしい」4速式コラムシフト仕様も用意されたが、実際に売り出すと顧客の多くは4速フロアシフトを選んだ。コンパクトなストラット式懸架は、以後日本メーカーの多くが小型車分野で追随して採用した。主流からの転換の一面は速度計の形態にも現れ、当時横長式が多かった中で丸型に回帰している。細かいところでは後退灯、「ドアキーの上下関係なく施開錠できる鍵」なども日本では初代カローラが最初に取り入れている。
当時の大衆車が軒並み1,000ccであったことに対し、プラスアルファ部分を強調したキャッチコピー『プラス100ccの余裕』を採用し発売されたカローラは、市場において競合モデルのサニーよりも2.2万円高い価格設定ながら装備と価格のバランスが良く、そこそこの高級感を有しつつも割安感が高かったことが受け入れられ、意図したとおりの商業的成功を収めた。CM出演者は竜雷太・早川雪洲。浜口庫之助がCMソングとして「恋のカローラ」「いとしのカローラ」などを作詞・作曲している。
発売翌年の1967年2月には二台のカローラで北米大陸を横断する実験を行った。極寒のロッキー山脈を超える必要があったが、当日は天気が良くマイナス10度くらいにしか下がらなかったため、無事1万1,000kmの横断を遂行した。次にはさらに北上し、マイナス32度のカナダのフリンフロンからトロントまでの耐久実験を行い、これも完遂した。
生産台数は77万2002台。
- 1966年10月20日 - 東京モーターショーで発表され、同年11月5日に発売。発売当初は2ドアセダンのみ。同時にオセアニアにも輸出を開始。
- 1967年3月 - 当時米国統治下だった、沖縄でも輸出開始。
- 1967年5月 - 4ドアセダン（KE10F型）とバン（KE16V型）が追加され、同時にデラックスにトリップメーターが標準装備（ただしバンは除く）となり、トヨグライドと呼ばれる、2速AT車も設定。
- 1968年3月 - 仕様変更。フロントバンパー取り付け位置の若干のかさ上げ（米国安全基準の対応強化）に伴う全幅の拡大（1,485mm → 1,490mm）、およびダッシュボードのソフトパッド化、メーターパネルの無反射ガラスの採用、メーターパネルの意匠の変更（2眼式 → 3眼式）、2スピードワイパーの標準装備化、メーカーオプションでフロントディスクブレーキを新設定。派生車種の2ドアクーペ「カローラスプリンター」発売。セダンにもスプリンター同様の73PSの最高出力を持つツインキャブエンジン（K-B型）を搭載したSLを追加。フロントディスクブレーキとタコメーターを標準装備。SL以外のグレードには4速コラムシフトMT追加。同年から北米と欧州へ輸出開始。
- 1968年7月 - トヨタ・オーストラリアが、オーストラリア国内における現地生産を開始[15]。
- 1969年2月 - マイナーチェンジ。エクステリアとインテリアの意匠の変更のほか、衝撃吸収ステアリングやヘッドレスト、サイドベンチレーター、部分強化ガラスなどを標準装備し、安全面、機能面での充実を図った。これに伴いセダンに64psの最高出力を持つ高圧縮比エンジン（K-D型）を搭載し、フロントディスクブレーキや専用木目インパネなどを標準装備したハイデラックスを追加。
- 1969年9月 - 一部改良。それまでのK型エンジンに代わり、排気量を100ccアップした3K型エンジンを全車に搭載。これに伴い前輪サスはトーションバー式スタビライザーが装着されたマクファーソン・ストラット式サスペンションが2ドアセダンと4ドアセダン、カローラスプリンター（2ドアクーペ）の全グレードに装備された。1,200ccエンジン搭載モデルの車体型式は2ドアセダンがKE11、4ドアセダンがKE11F、2ドアクーペ（カローラスプリンター）がKE17、バンがKE18Vとなる。

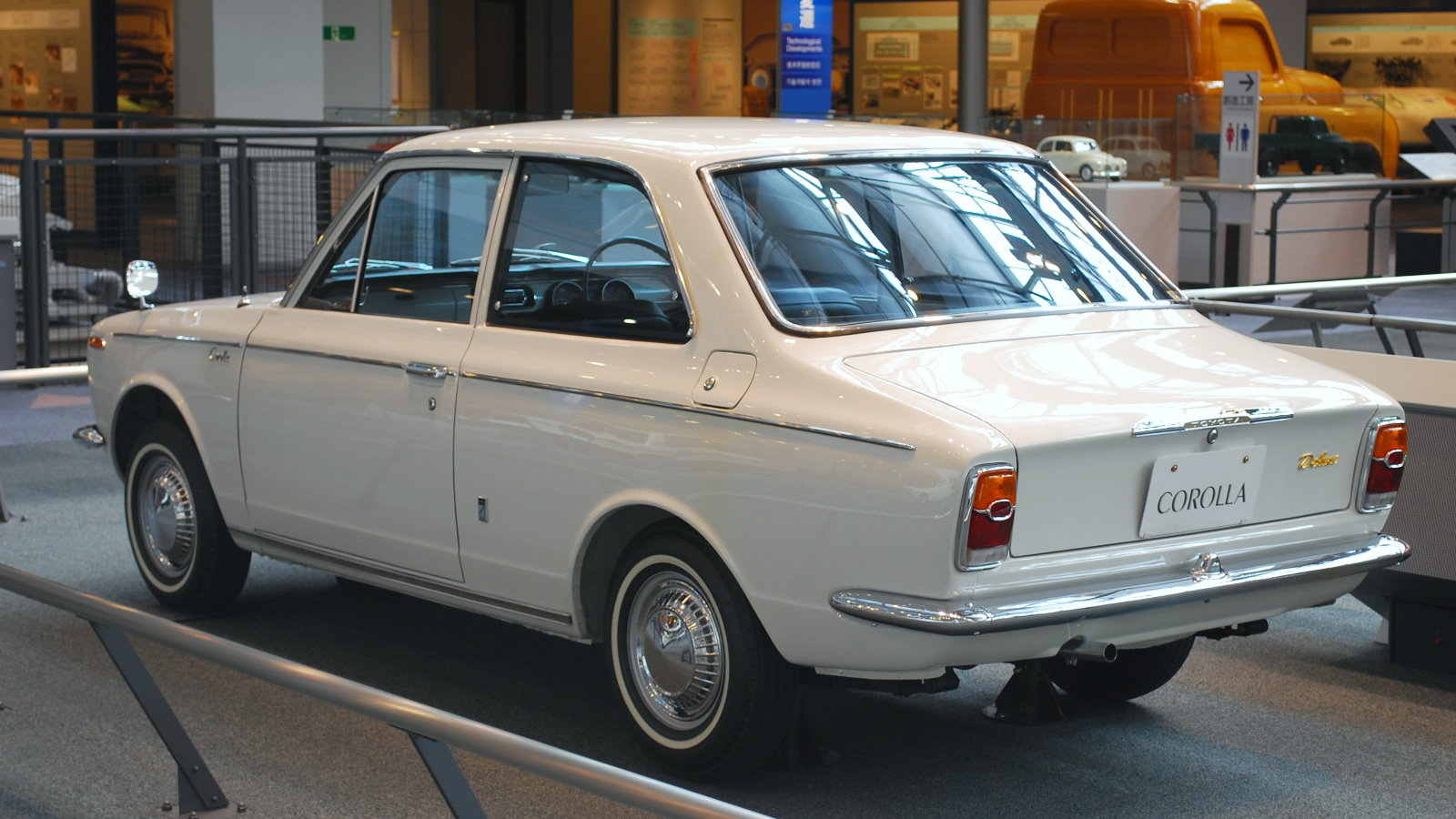
2ドア 1966年型 後
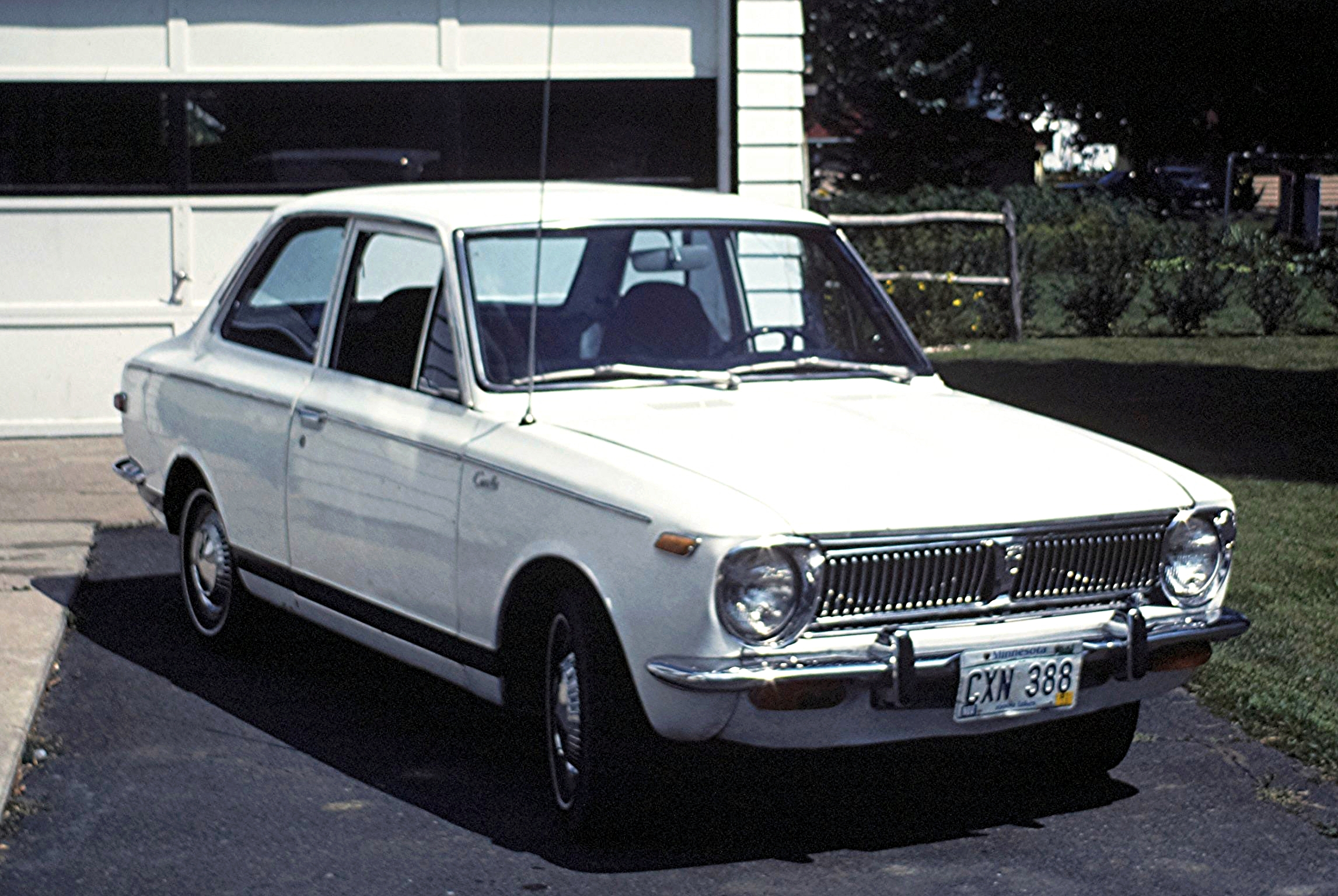
2ドア 1968年型 北米仕様（KE11L）
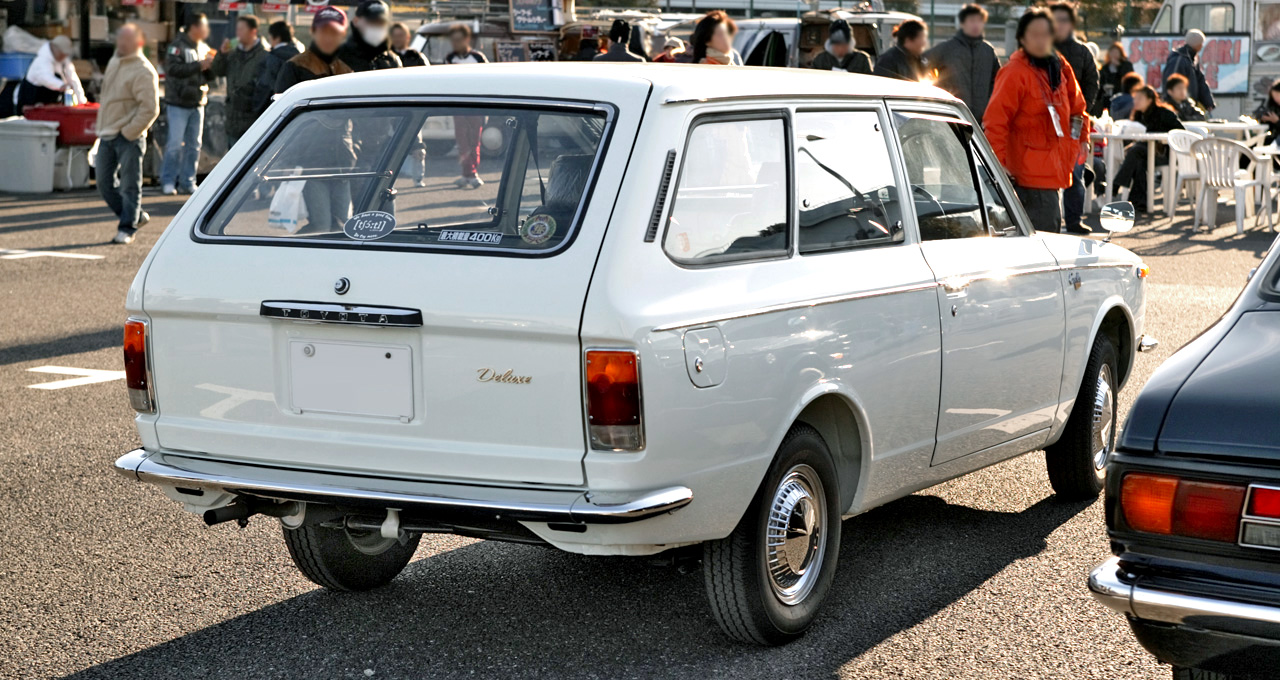
バン1200DX 1968年型 後

## 2代目 E2#型（1970年 - 1977年）
発売前年の東名高速道路全線開通など「ハイウェイ時代」を迎えた事などから、東京ICから西宮ICまで無給油で走れることを前提に開発され、燃料タンクなどは先代より大型化している。キャッチコピーは『ALL NEW カローラ』、『ちょっとうれしいカローラ』。CM出演者はマイク真木・前田美波里。販売終了前月までの新車登録台数の累計は146万439台
- 1970年5月6日 - モデルチェンジ。ステアリングギアボックスはボール・ナット（リサーキュレーティング・ボール）式。前輪サスペンションは、マクファーソン・ストラットコイルとなる。HI-DX以上はフロントディスクブレーキが標準採用。 ホイールのPCDに関しては12インチホイール仕様は110.0mm、13インチホイール仕様は114.3mmとなる（両者共に4穴）。
- 1970年9月 - 1400シリーズ追加。OHV1,400ccのT型エンジン搭載。
- 1971年4月 - T-B型OHV・ツインキャブエンジンと5速MTフロアシフトを搭載する「1400SL」、「1400SR」（いずれもTE20型）が追加。
- 1971年8月 - 最初のマイナーチェンジ。フロントグリルとリアコンビランプのデザインを変更し、保安基準改正[注釈 18] のため、後部ウインカーが赤一色のブレーキランプ兼用式から、オレンジ色発光の独立したレンズとなる（なお初代モデルでは、当初から独立した後部ウインカーレンズを採用していた）。
- 1972年3月 - 2T-G型DOHCエンジン（有鉛ハイオク仕様・115PS）および2T-GR型DOHCエンジン（無鉛ガソリン仕様・110PS）を搭載する「レビン」（TE27型）が登場。
- 1972年8月 - 2度目のマイナーチェンジで再度フェイスリフト。ターンシグナルランプの位置がラジエターグリル側面の両端から、フロントフェンダー側面の前方に移動。これに伴いクーペに1200SRを追加。
- 1973年4月 - 2T-B型OHV・ツインキャブエンジン（105PS。有鉛ハイオク仕様）を搭載したクーペに「レビンJ」、「1600SR」、「1600SL」（いずれもTE27型）、セダンに「1600SL」（TE21型）が追加。既存モデルは昭和48年排出ガス規制を実施。
- 1973年6月 - 「1400HI-DX」にオーバードライブ（英語版）付き5速MTを追加。
- 1974年4月 - E30型へのフルモデルチェンジに伴い、3Kエンジン搭載のセダン、バンのDX、STDを除いて販売終了[注釈 19]。3KエンジンはE30型と同じ3K-Hに換装。以降、E20型カローラシリーズは「カローラ20（にーまる）」と称され、販売終了までE30型カローラシリーズの廉価版としてそのまま位置付けられた。
- 1975年11月 - バン全車昭和50年排出ガス規制適合（H-KE26V）。継続販売されていたセダンが販売終了。
- 1977年12月 - 継続販売されていたE20型バンが後述するE30型バンに統合されるかたちで販売終了。名実ともに2代目カローラシリーズは全て販売終了となった。

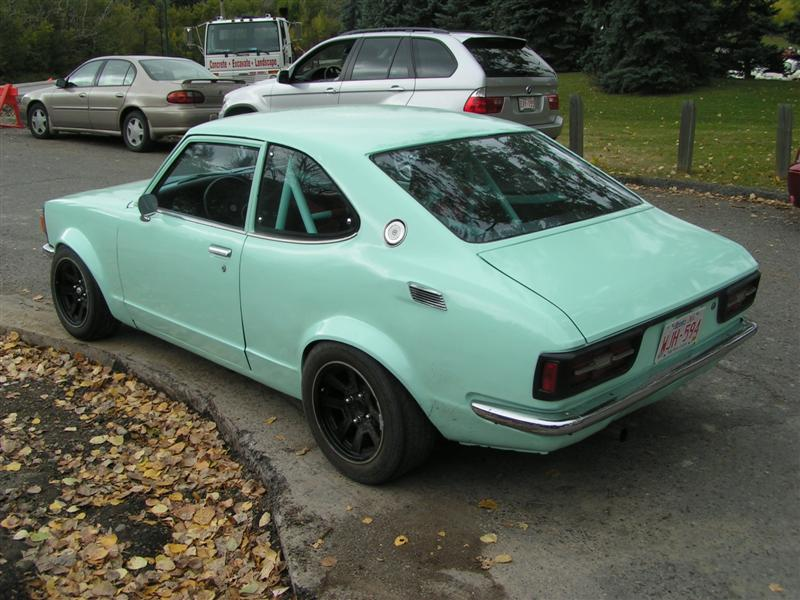
クーペ 1600SR 1971年型 (欧州仕様・後)

## 3代目 E3#/5#型（1974年 - 1979年）
来る3代目はカローラの地位を確固たるものにするため、また同時期排気ガス規制もあったため万全の力を入れて臨んだ。なお3代目カローラの開発に関しては、同じく3代目であった徳川三代将軍・家光を研究した話が有名だが、開発主査の佐々木紫郎によると「図書館で調べたのは事実であるが、あとからくっつけた様な話」であるという。2代目カローラは廉価さを求めて若干質を落としたことへの反省から、主に振動・騒音・エアコン・ヒーターなど快適性・質感の向上に力を入れた。この頃から海外への輸出も本格化する。CMではジェリー藤尾が、妻の友子（現：渡辺友子）、娘の美紀・亜紀と一緒に出演した。
- 1974年4月26日 - E3#型にモデルチェンジ。先代E2#系との併売となった前期型は「カローラ30（さんまる）」と称された。生産台数は歴代最多。ボディは従来の2・4ドアセダン、ワゴン、2・4ドアバンに加え、2ドアハードトップが加わる。エンジンは1.2Lが3K-H（STD,DX,HI-DX）/ツインキャブレギュラー仕様の3K-B型（SL,SR）。1.4LがT型（DX,HI-DX）/T-BR型（SL）、1.6Lが2T型（HI-DX）/2T-BR型（GSL）、そして2T-GR型（レビン）および2T-G型（同有鉛ハイオク仕様）である。安全対策では全車インストゥルメントパネルはフルパッドで覆われ、腰部と肩部が分割ではない（一本ベルトの）自動巻取り式フロント3点式シートベルトを採用。DX以上は衝撃吸収ステアリングシャフトが、HI-DX以上はフロントディスクブレーキが標準採用。ホイールのPCDに関してはこの代より12インチホイール仕様、13インチホイール仕様共に各4穴・114.3mmに統一（後述する4代目のE7#系まで継続された）。

レビンと合算した販売終了前月までの新車登録台数の累計は119万2537台。
- 1975年1月 - ハイオク仕様車廃止。
- 1975年11月 - 一部改良。2T-GR型エンジン廃止に伴い、レビンシリーズ一時生産中止。同時にデザイン小変更。1.4L車、T-U型。（TTC-C）、1.6L車、2T-U型。（TTC-C）それぞれ変更、昭和50年排出ガス規制に適合。
- 1976年1月 - 一部改良。シューティングブレーク風3ドアモデルのリフトバック（LB）シリーズ追加。1.2L車3K-U型に変更、昭和51年排出ガス規制に適合。（TTC-C）および希薄燃焼方式（TTC-L）の12T型エンジンを追加。
- 1976年4月 - 一部改良。1.6L、2T-U型（TTC-C）を改良し、昭和51年排出ガス規制に適合。
- 1977年1月 - マイナーチェンジ。乗用車の全車が昭和51年排出ガス規制の適合。これにより型式がバン以外E5#型となる。セダン・ハードトップの外装変更。レビンシリーズ生産再開。電子燃料噴射装置（EFI）仕様の2T-GEU型エンジンで51年規制に適合。クーペシリーズを追加、レビンは2ドアハードトップから、リフトバックのフロントとスプリンタークーペのボディーを合わせた2ドアクーペに変更。リフトバック（LB）シリーズに2T-GEU型を搭載した（GT）発売。
- 1977年8月 - 一部改良。1.6L MT車のエンジンを、12T型（TTC-C）と2T-U型（TTC-C）と分かれていたものを統合し、12T-U型（TTC-C）に変更、昭和53年排出ガス規制に適合。
- 1977年10月 - 一部改良。乗用車系の1.2L MT車のエンジンを、排気量を1.3Lに拡大した酸化触媒方式の4K-U型（TTC-C）に変更し、昭和53年排出ガス規制に適合。
- 1978年5月 -マイナーチェンジ。セダン・ハードトップ・バンは、排気量別のフロントデザインを統一、セダン・バン用、ハードトップ用となる。クーペ、リフトバック用も意匠変更。スポーティー系グレード以外に標準装備されていたホイールカバーが廃止され、全てキャップレスホイールに統一される（ただしバンに限りホイールカバーの標準装備を継続）。2T-GEU型搭載車の昭和53年排出ガス規制に適合。残存していた乗用車系1.2LのAT車をMT車と同様の1.3L4K-U型（TTC-C）に変更し昭和53年排出ガス規制に適合。同じく1.6LのAT車をMT車と同様の12T-U型（TTC-C）に変更し、昭和53年排出ガス規制に適合。
- 1979年3月 - セダン、ハードトップ、クーペ、リフトバック販売終了。
- 1979年8月 - バン販売終了。

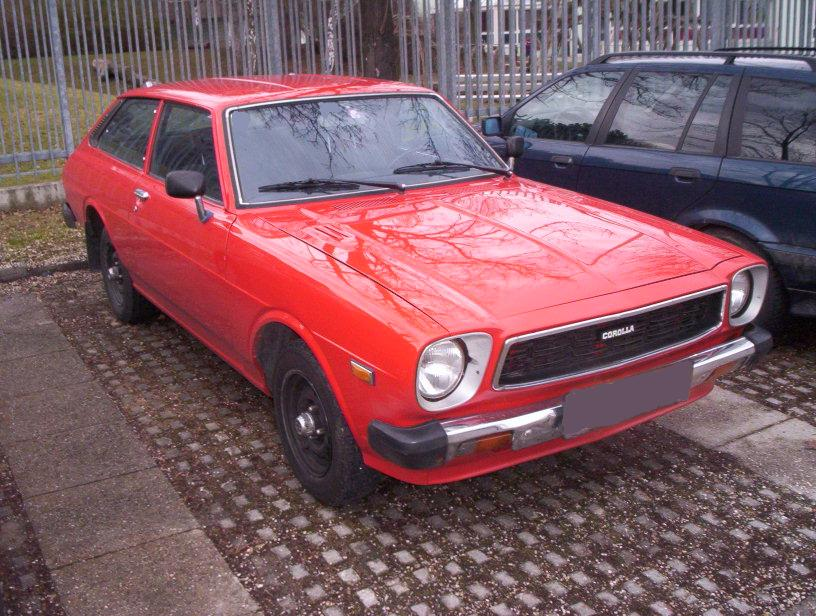
リフトバック 1200Hi-DX 1976年型（KE30L） 日本国外仕様
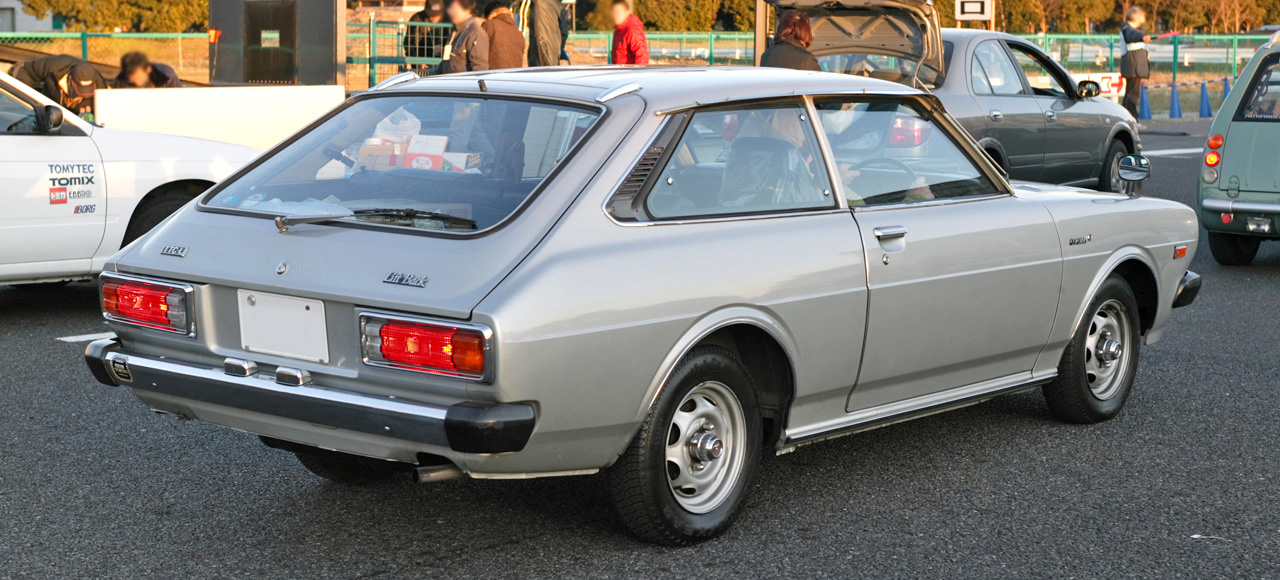
リフトバック 1600 Hi-DX 1976年型（TE31） 後
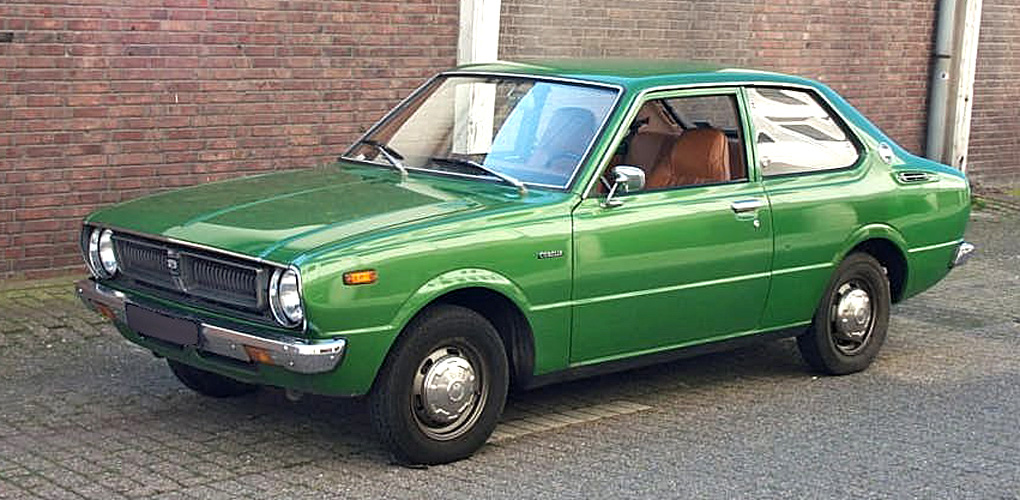
2ドアセダン 1200DX 1974年型（KE30L） 日本国外仕様
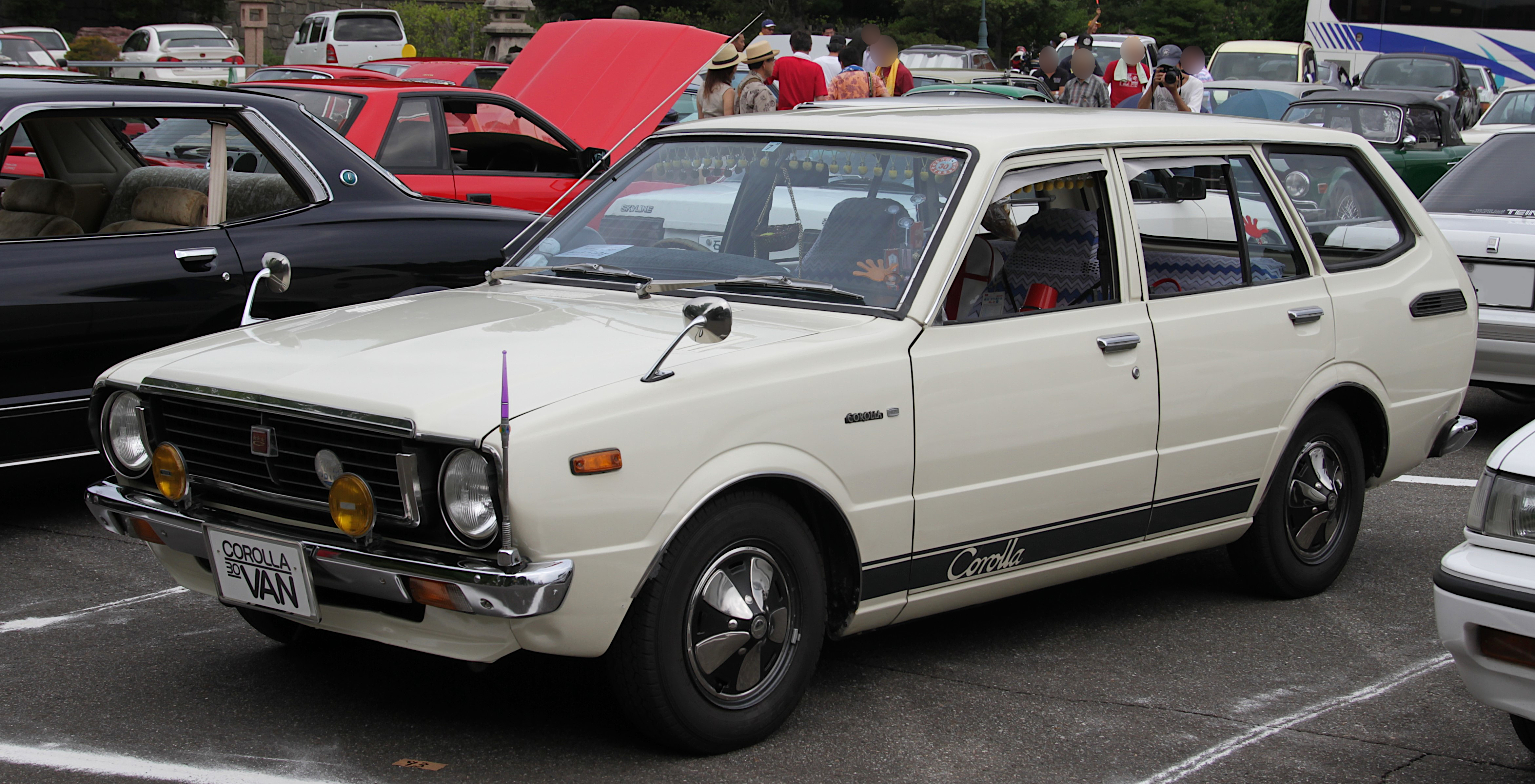
5ドアバン 1400DX 1977年型（TE30V）
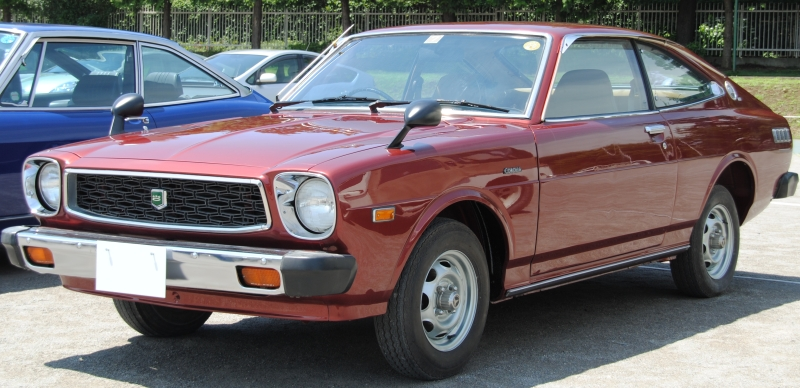
クーペ 1978年型 1400 Hi-DX（TE54）
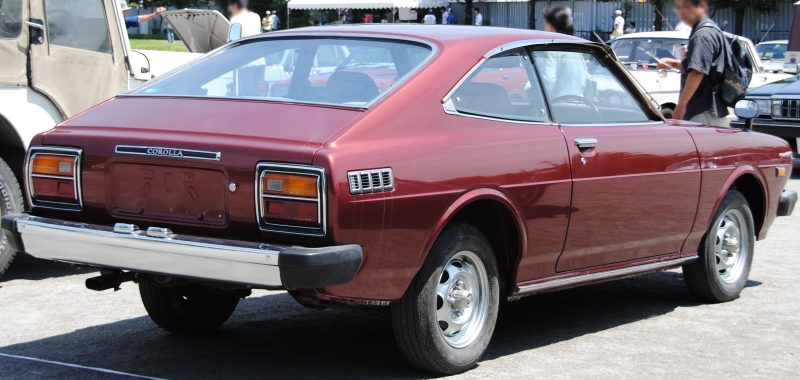
クーペ 1978年型 後
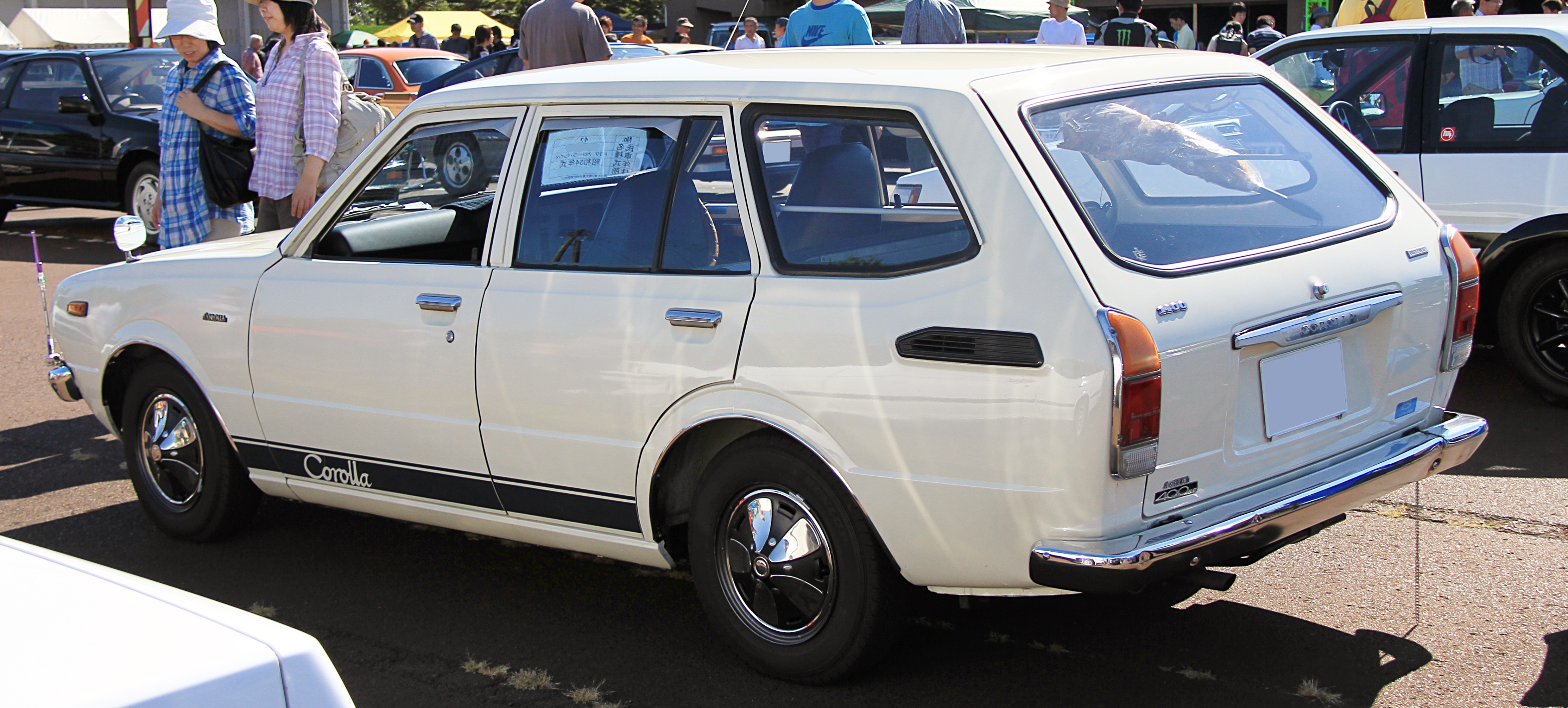
バン 1400DX 1978年型 後

## 4代目 E7#型（1979年 - 1987年）
バン、ワゴンを除き:1979年 - 1983年
キャッチコピーは『いい友、誕生。』。レビンを含むクーペ系モデルを除いた場合としては歴代最後の後輪駆動車となり、カローラとしては唯一の丸型4灯式ヘッドランプが採用され（ハードトップおよび3ドア系形式は規格型角型2灯式を採用）、ボディはカローラとして初めて空力特性を本格的に取り入れ直線基調のデザインとした。エンジンは新開発のSOHC1.5L 3A-U型を新規で搭載。この代でようやく全車にフロントディスクブレーキが標準装備となった（「1600GT」に限りリアブレーキもディスクブレーキ化）。リアサスペンションは2ドアセダンとバン、ワゴンを除き4リンク・リジット（固定）式のコイルスプリングに統一。2ドアセダンとバン、ワゴンには先代から引き続きリーフリジッドが採用される。スポーツモデルには従来通りDOHC1.6L 2T-GEU型（115PS）を搭載する「1600GT」を、4ドアセダン・3ドアリフトバック・2ドアハードトップにそれぞれ設定。いずれも車体型式はTE71型。クーペは2T-GEU搭載車のみ「レビン」を名乗る。特にセダンの1600GTはラリーフィールドで用いられた。ステアリングギアボックスの形式は、デビュー当初は1.3L車のみラック&ピニオンであったが、1981年のマイナーチェンジで1.5L車にもラック＆ピニオンが採用。中堅グレード以上のグレードにウレタン樹脂を用いた大型バンパーが標準装備。クーペはこの代より3ドア化。初代モデルからの伝統であったOHVヘッドを用いたガソリンエンジン、および2ドアセダン、最廉価グレードの「STD」（スタンダード）の各種設定に関してはこの代を以って最後となる。また、2016年現在ではほぼ一般常識となっているメーカーオリジナルの特別仕様車の設定に関してもこの代からとなる（日本国内仕様のみ）。CM出演者は前期はジェリー藤尾一家。後期は伊武雅刀。給油口はこの代のみ全車右側に配置される。販売終了前月までの新車登録台数の累計は105万9274台。
- 1979年3月23日 - 4代目にモデルチェンジ。
- 1979年8月 - 13T-U型エンジン搭載の1800シリーズ（E-TE70型）が登場。これと同時にバンがモデルチェンジ（J-KE71V／J-TE73V型）。エンジンは1.3Lの4K-J型と1.6Lの12T-J型の各OHVガソリンエンジンを搭載。
- 1980年2月 - 3ドアリフトバックにムーンルーフがメーカーオプションで新たに設定された。
- 1981年8月 - マイナーチェンジ。ヘッドランプを異形角型2灯式にすべて統一。上級モデルはハロゲンランプが使用される。1.3Lの4K-U型エンジンおよび1.5Lの3A-U型エンジンを改良（両者ともLASRE(レーザー)エンジンに変更）。フェイスリフトを行う。これに伴い1800シリーズが廃止されバンを除く全車にラジアルタイヤが標準装備。
- 1982年2月 - 日本の小型大衆車クラス初の1.8L、1C型ディーゼル搭載車を追加（N-CE70型）。4速AT採用（カローラとしては史上初）。
- 1982年5月 - バンがマイナーチェンジ。ヘッドランプを前期ハードトップ等と同様の規格型角型2灯式に変更。1.3Lモデルは型式がL-KE72Vに、1.6Lモデルは型式がL-TE74Vにそれぞれ変更。1.8Lディーゼルの1C搭載モデル（N-CE71V型、5速MTのみ）、ワゴンを追加（E-KE73G型）。ワゴンのエンジンは1.3Lの4K-Uのみでトランスミッションも4速MTのみ。グレードは1300DXと1300GLの2種。また、4ドアセダン・3ドアリフトバック・2ドアハードトップ・3ドアクーペには新たに女性向けグレードの「1300ライム」をそれぞれ設定。
- 1983年5月 - セダン・3ドアリフトバック・2ドアハードトップ・3ドアクーペ販売終了。
- 1983年8月 - バン・ワゴンがマイナーチェンジ。ルーフを45mm高いミドルルーフとし、エンジンフード・フェンダー・ランプ類・インストルメントパネル・ダッシュボード等のデザインをE80系に合わせた物に変更。ワゴンにはドアミラーをオプション設定。バンに搭載済みの1.8Lディーゼルエンジンをワゴンにも追加設定。バンに1.5Lの5K-J型OHVガソリンエンジン車（L-KE74V型）を追加設定。
- 1985年8月 - バン・ワゴンがマイナーチェンジ。1.8Lディーゼルエンジン（1C型）がパワーアップされた「1C-II」へと変更され、フロントグリルなどの外観を小変更。DX・GLにはセミフラットシートを採用した。
- 1987年8月 - バン・ワゴン販売終了。

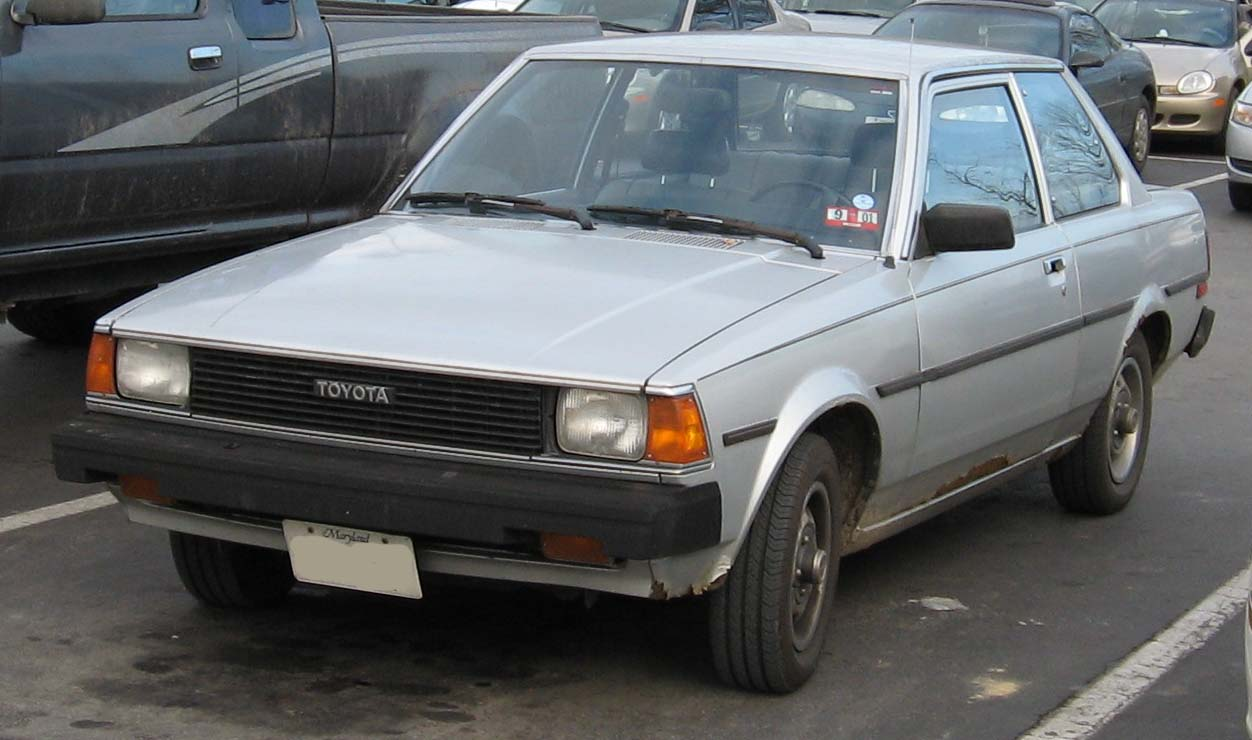
2ドアセダン 1600 米国仕様 1981年型 （AE71L）
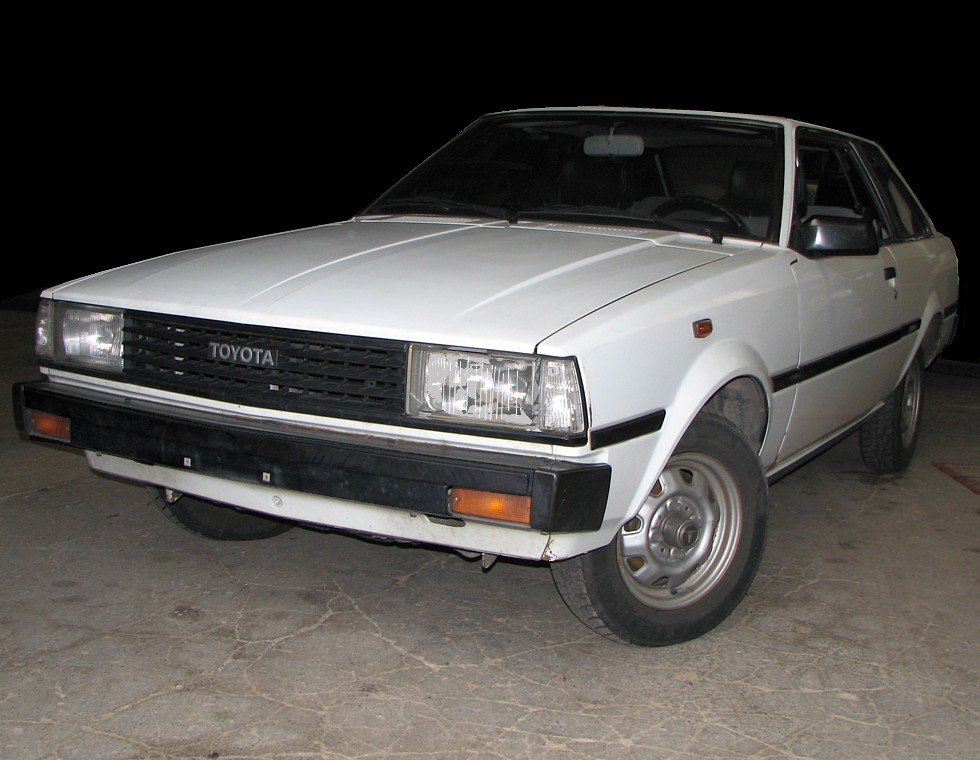
リフトバック 1300 欧州仕様 1981年型 （KE70L）
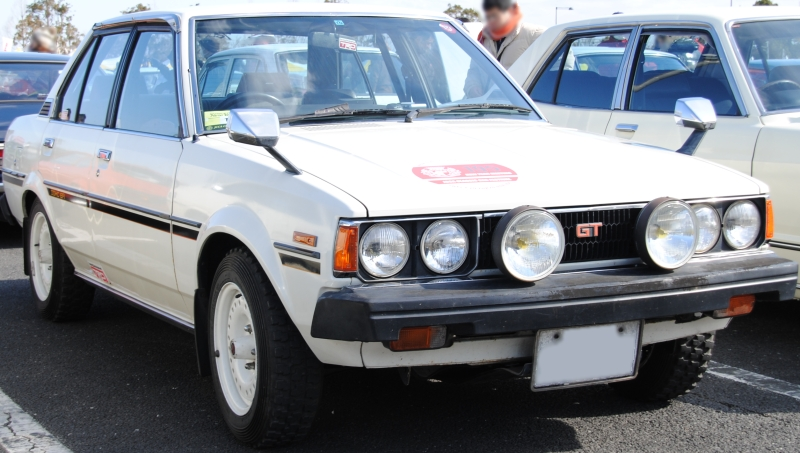
4ドアセダン1600GT 1979年型
（TE71）[22]
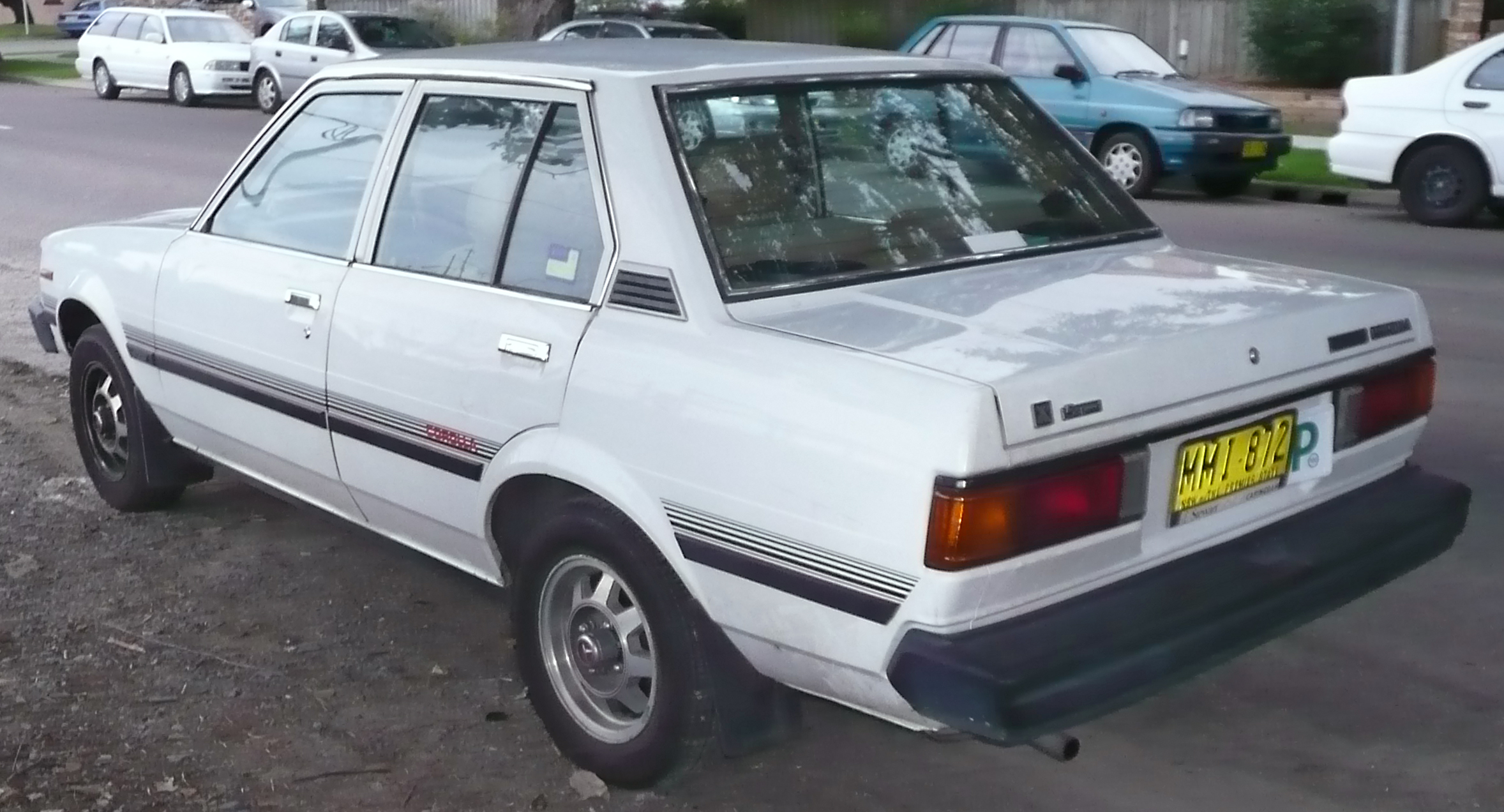
4ドアセダン 1300 1979年型（KE70R） オセアニア仕様

## 5代目 E8#型（1983年 - 1987年）
キャッチコピーは『素敵に、スポーティーハンサム。』。CM出演者は郷ひろみ、CMソングは「素敵にシンデレラ・コンプレックス」。歴代カローラで初めて前輪駆動（FF）化され、四輪独立懸架が採用された。2/3ドアのクーペ（この代より車名がカローラレビンに統一）は従来通り後輪駆動を採用。ホイールのPCDに関してはセダン系は100.0mm、クーペ系は114.3mmとなる（両者共に4穴）。上級モデルには一部カラードウレタン樹脂製バンパーが採用されたが、下級モデルはポリプロピレンの素材色のままであった。国内向けとしてはこの代よりドアミラーを採用。5ドアリフトバックを新規に設定。1.6L 4A-ELU型エンジン搭載車（当初は5ドアリフトバックのみ）には電子制御4速AT（ECT-S）搭載車とオプションとしてカローラ初のデジタルメーター・オートドライブが設定された。特にセダンに関しては先述の通り4代目まで存在していた「STD」の設定が廃止されたため事実上、全車にトリップメーターが標準装備となった。バン/ワゴンは4代目のまま5代目シリーズの意匠に合わせたマイナーチェンジをして1987年9月まで継続販売。販売終了前月までの新車登録台数の累計は70万754台

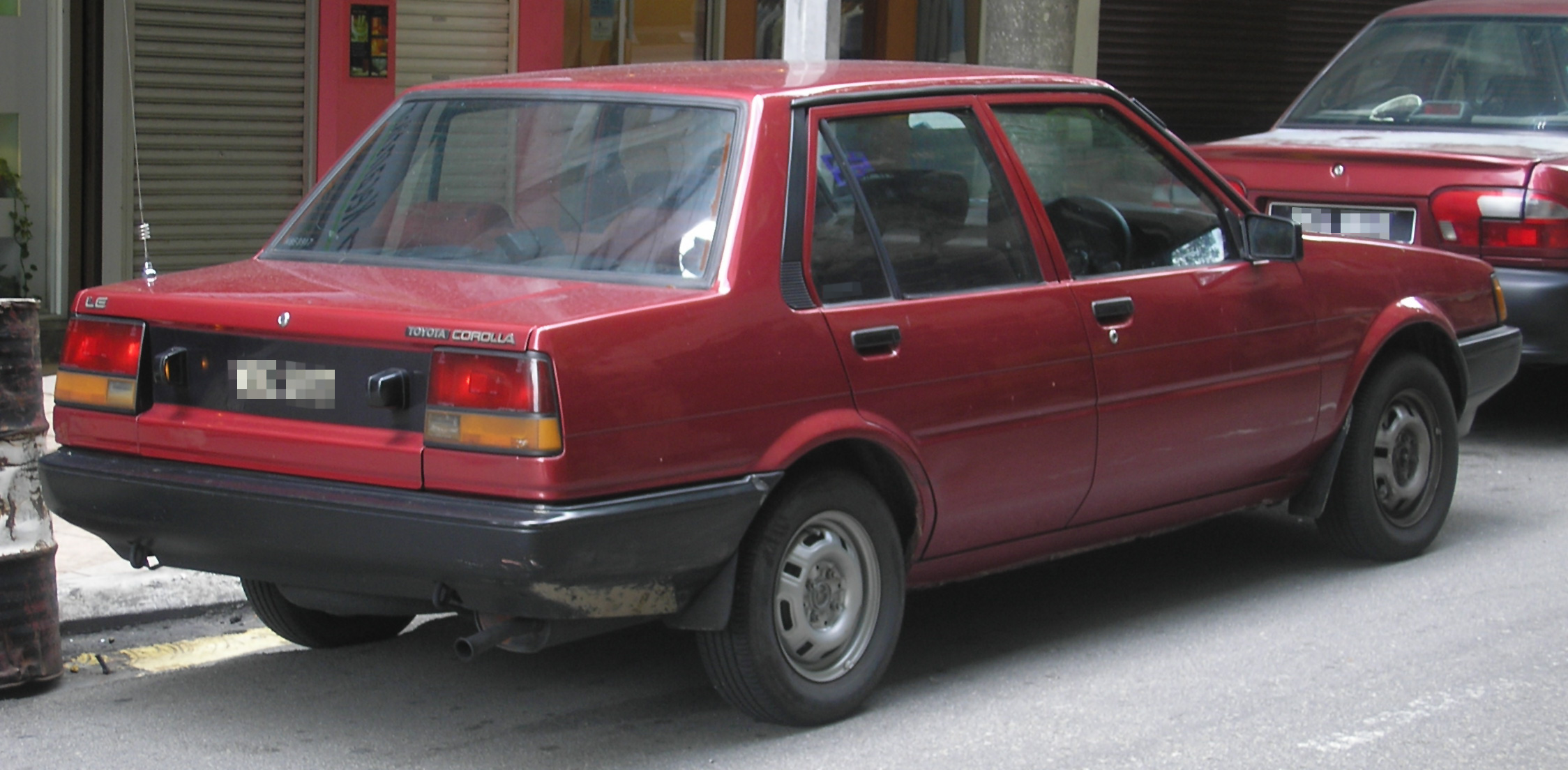
1983年5月12日 - 5代目にモデルチェンジ。
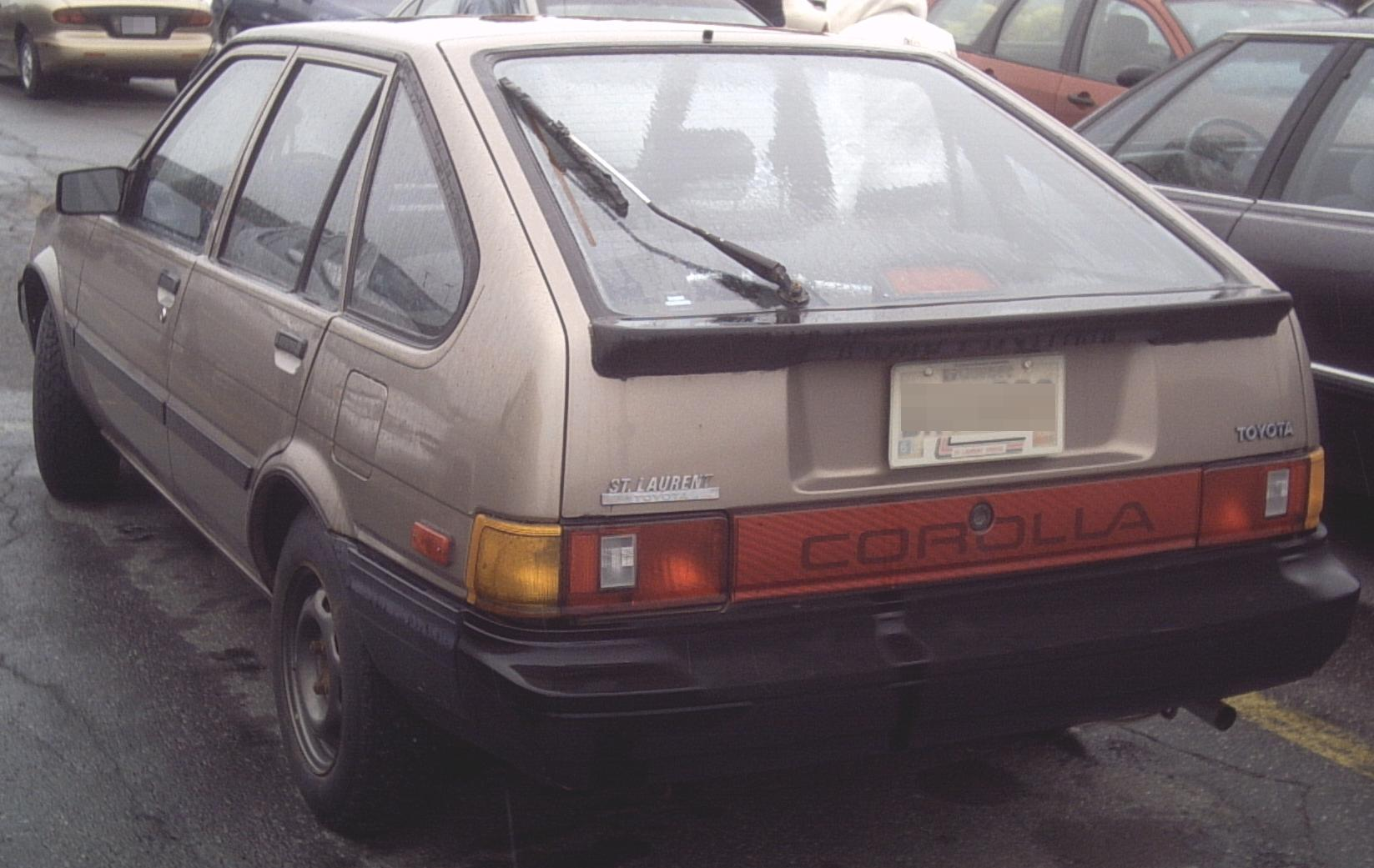
1983年10月 - 4ドアセダンに4A-ELU型エンジンを搭載した「1600 SR-EFI」を追加。
- 1984年1月 - 一部改良で「GLサルーン」シリーズが追加。「1500 SEサルーン」と「1500 SE」は4速ATが設定される。外装の一部が変更され、バンパーは大部分がカラードバンパー（車体色）となる。ドアミラーは手動可倒式電動リモコンに変更され、さらにスチールホイールのデザインも変更された。
- 1984年10月 - 派生車種のハッチバックモデル「カローラFX」の登場に伴い4ドアセダンに4A-GELU型エンジンを搭載した「1600GT TWINCAM 16」を追加。6:4分割式のハイバック式リアシートを標準装備。5速MTのほか、電子制御4速AT（ECT-S）も選択可能だった。
- 1985年5月 - マイナーチェンジ。フェイスリフトを行い、1.3Lのガソリンエンジンがこれまでの2A-LU型から新開発の2E-LU型SOHC12バルブエンジンに換装。「SE系」で後席センターアームレストを装備。
- 1986年9月 - 一部改良、および仕様変更。保安基準に基づき、後席中央のシートベルトとフロント合わせガラスを全車に装着。これに伴いスーパーホワイトのボディカラーを特別採用したカローラシリーズの生誕20年を記念した特別仕様車「1500SEサルーンリミテッド」[注釈 20]を発売。

- 4ドア 後 1983年型
- 5ドア 後 1985年型

## 6代目 E9#型（1987年 - 1991年）
キャッチコピーは『ニッポンの自動車の新しい物語が始まります。』（前期型）、『続・ニッポンの自動車の新しい物語。』（後期型）、2代目E2#型でも使われた『ALL NEW カローラ』。スタイリングは基本的にE8#型からのキープコンセプトとなるが、全高がやや低くなり、丸みを帯びた滑らかなデザインとなる。1.5L以上のガソリンエンジンは、すべてDOHC16バルブ（ハイメカツインカム）となった。
先代の5ドアリフトバックは廃止され、スプリンターシエロが後継車種となった。なお、レビンもこの代で前輪駆動化され、ボディタイプもノッチバックの2ドアクーペのみとなった。またカローラとしてはこの代より、ボディの下塗り塗装にカチオン電着塗装が用いられ、ホイールのPCDに関してはこの代より全て4穴・100.0mmに統一された（後述する日本国外仕様を含む9代目のE12#系まで継続）。
最上級グレードとして「SEリミテッド」が新設される。パワーウィンドウ、電動格納式ドアミラーなどが標準設定されたほか、GTにはデジタルメーター、TEMSがオプション設定される。エアコンは最廉価グレードの「CUSTOM DX」を除く全グレードで販売店装着オプションとされた。
当時のバブル景気と重なり、上級車種に迫る高品質と装備が好評を得たことで、1990年には年間新車販売台数30万8台を記録した。この記録は、2010年に3代目プリウスに抜かれるまで国産車の最多販売記録を誇っていた。
販売終了前月までの新車登録台数の累計は92万4592台。
- 1987年
  - 5月15日 - モデルチェンジ。
  - 8月 - ワゴンおよびバンをモデルチェンジ。
  - 9月 - セダンにフルタイム4WDが追加される。ガソリンエンジンのMT車にはメカニカル・デフロック付フルタイム4WD、ガソリンエンジンのAT車には電子制御油圧式ハイマチック4WD搭載。
- 1988年
  - 5月 - 一部改良。1.5L 5A-FEハイメカツインカムエンジン搭載の「SEリミテッドEFI」を追加。リアスタビライザー・175/70R13タイヤ・4スピーカーカセットステレオ・3スポークウレタンステアリングなどを標準装備。同時に「SEリミテッド」に1C型1.8Lディーゼルエンジン車を追加。特別仕様車として、XEサルーンを発売。
- 1988年12月 - オーストラリアにおける現地生産が一旦終了[15]。
- 1989年5月 - マイナーチェンジ。バンパー形状が変更されて全長が伸び、4,235mmとなる。A系エンジンがすべてEFI（電子制御燃料噴射装置）化され、1.5Lに追加された「SEリミテッドG」に5A-FHE型ハイメカツインカムを搭載。2C-III型2.0Lディーゼルエンジンを搭載する四輪駆動モデルが追加。ビスカスカップリング・センターディファレンシャル式のフルタイム4WD搭載。MT車のみ。1.6L 4A-GE型はハイオク仕様となり、最高出力がネット値140psに向上した。1.8Lディーゼルエンジン・1C-II型を1C-III型に変更、1.3L 2E型ガソリンエンジンは電子制御キャブレターとなる。

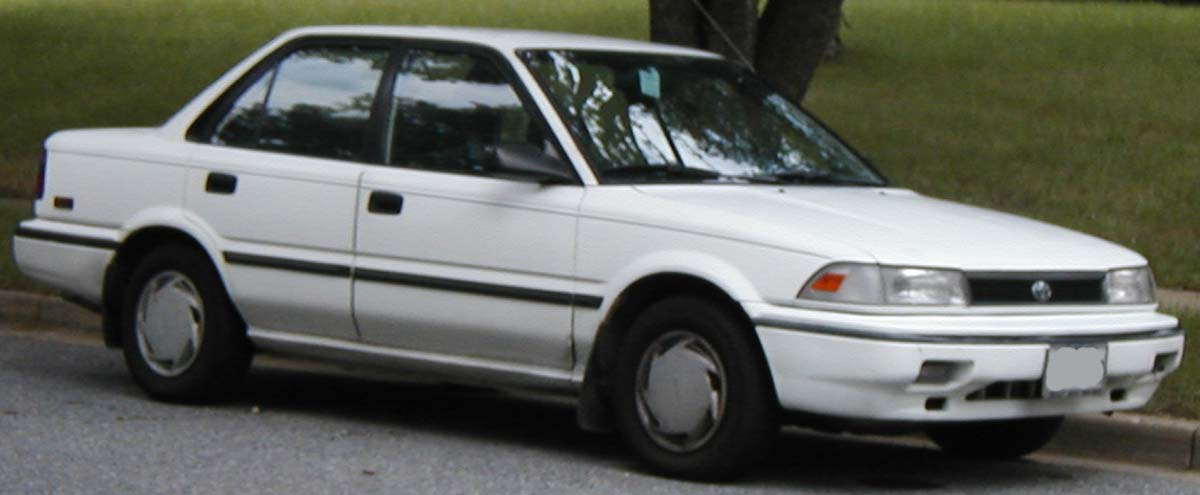
4ドア 米国仕様（AE92L）

## 7代目 E10#型（1991年 - 2002年）
セダン:1991年 - 1995年、バン・ビジネス（→アシスタ）ワゴン:1991年 - 2002年
日本のバブル景気絶頂期に設計され、セルシオにも通ずる張りのある面構成とハイデッキの意匠、金メッキ端子を用いたハーネスの採用
、ボディの80 %以上に亜鉛メッキ合金を用いた防錆鋼板の採用 など、内外装や装備も含め、それまでの歴代カローラから一気に進化した高品質なモデルであった。キャッチコピーは『大きな、愛のようなカローラ』。CMキャラクターは東ちづる・イッセー尾形（両者共に後期型のみ）。
車体設計にフルラップ衝突対応の「CIAS（サイアス）」を採用。また、国内向けのカローラとしてはこの代より全車にサイドドアビームが標準装備。1.6 L 4A-GE型は1気筒あたり5バルブのDOHC 20バルブ となる。その他のガソリンエンジンはバン並びにビジネスワゴンを除き、全てDOHC 16バルブ。ディーゼルエンジンは2C-III型2.0 Lに統一。1.5 L 5A-FEエンジン搭載車のMTが全て5速化。上級グレードのSEリミテッドは、発売当初SE-Lという名称を用いていたが、古くから類似した名称を使用していたメルセデス・ベンツ（例：560SEL）からクレームが付き、名称を変更した経緯がある。「SE」系グレードにはパワーステアリング、パワーウィンドゥ、エアコンなどが標準装備。5ドアハッチバックは先代同様スプリンター版のみが欧州やオセアニアで、「カローラ・リフトバック」等の名称で販売された。
販売終了前月までの新車登録台数の累計は67万7359台。
- 1991年6月12日 - モデルチェンジ。
- 1991年9月 - ビジネスワゴン・バンをそれぞれフルモデルチェンジ。バンにフルタイム4WDがディーゼル車のみ設定される。
- 1993年5月 - マイナーチェンジ。コスト削減のためSE-Gのデジタルメーターとパワーシートなどのオプション廃止。内外装変更。SEリミテッドの装備厳選、および1500XEの4速AT化、エアコンの冷媒を代替フロン（R-134a）に変更。1.3 L 4E-FE型エンジン搭載車は、常用域におけるドライバビリティ（運転性）の向上を目的に最高出力が100 PS（ネット値）から97 PS（ネット値）へダウンした。また、ツーリングワゴンも同時にマイナーチェンジを実施。リアドアウインドウをパワー化、Gツーリングに電動格納ドアミラーを装備するなどの変更が行われた。
- 1994年1月 - ビジネスワゴン並びにバンがマイナーチェンジ。1.3 L並びに1.5 Lの各ガソリンエンジンが全てハイメカツインカム化される[注釈 25]。
- 1994年5月 - オーストラリアにおける現地生産が再開[15]。
- 1994年 - GTをベースに3S-GE型エンジンを搭載し、全日本ツーリングカー選手権出場マシンの開発テクノロジーを活かした特別仕様車「カローラ TRD2000」を台数限定（99台）で発売（実生産は12台）[28][29]。
- 1995年5月 - セダン販売終了。ツーリングワゴンシリーズのみ2度目のマイナーチェンジ。ツーリングワゴン、バンのガソリン車（1.6 L）にフルタイム4WDをそれぞれ追加設定。
- 1996年5月 - バン・ビジネスワゴン一部改良。運転席エアバッグを標準装備にした。
- 1998年4月 - バン・ビジネスワゴンのガソリン車が平成10年アイドリング規制に適合。ディーゼルエンジンが電子制御式噴射ポンプの3C-E型2.2 Lに変更されると同時に平成9年規制に適合。同時にビジネスワゴンは助手席エアバッグ・ABS・プリテンショナー・フォースリミッター付きシートベルトが標準装備化される。
- 2000年8月7日 - バン・ビジネスワゴンがマイナーチェンジ。これに伴いビジネスワゴンはアシスタワゴンシリーズに改名。全車MT車は5MT化されたほかバンにも助手席エアバッグ・ABS・プリテンショナー・フォースリミッター付きシートベルトが標準装備化され、バン・ビジネスワゴンのガソリンエンジン全車が「平成12年排出ガス基準25%低減レベル（G-LEV(☆)）」を達成した。
- 2002年7月1日 - バン・アシスタワゴンシリーズ販売終了。後継車はプロボックス。

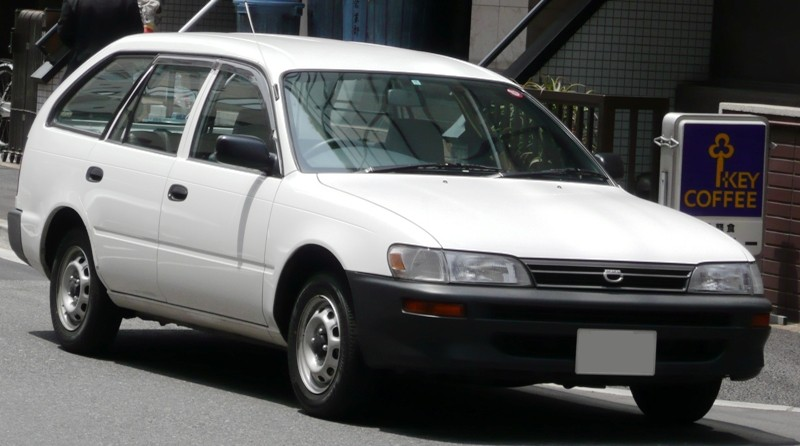
バン 1.5DX 1991年型（EE101V）
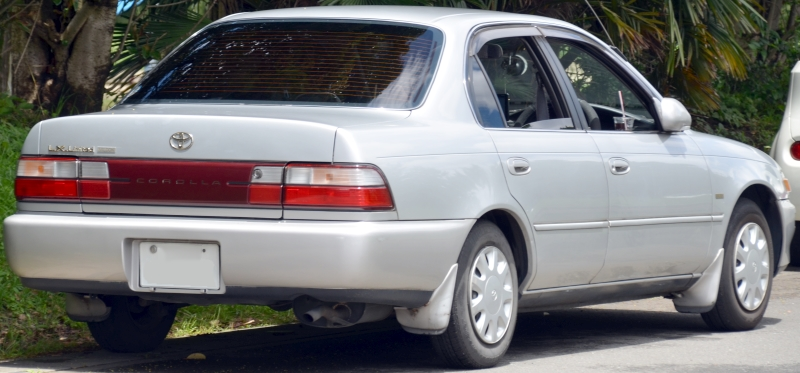
4ドアセダン 1993年型 1.5LXリミテッド サルーン 後
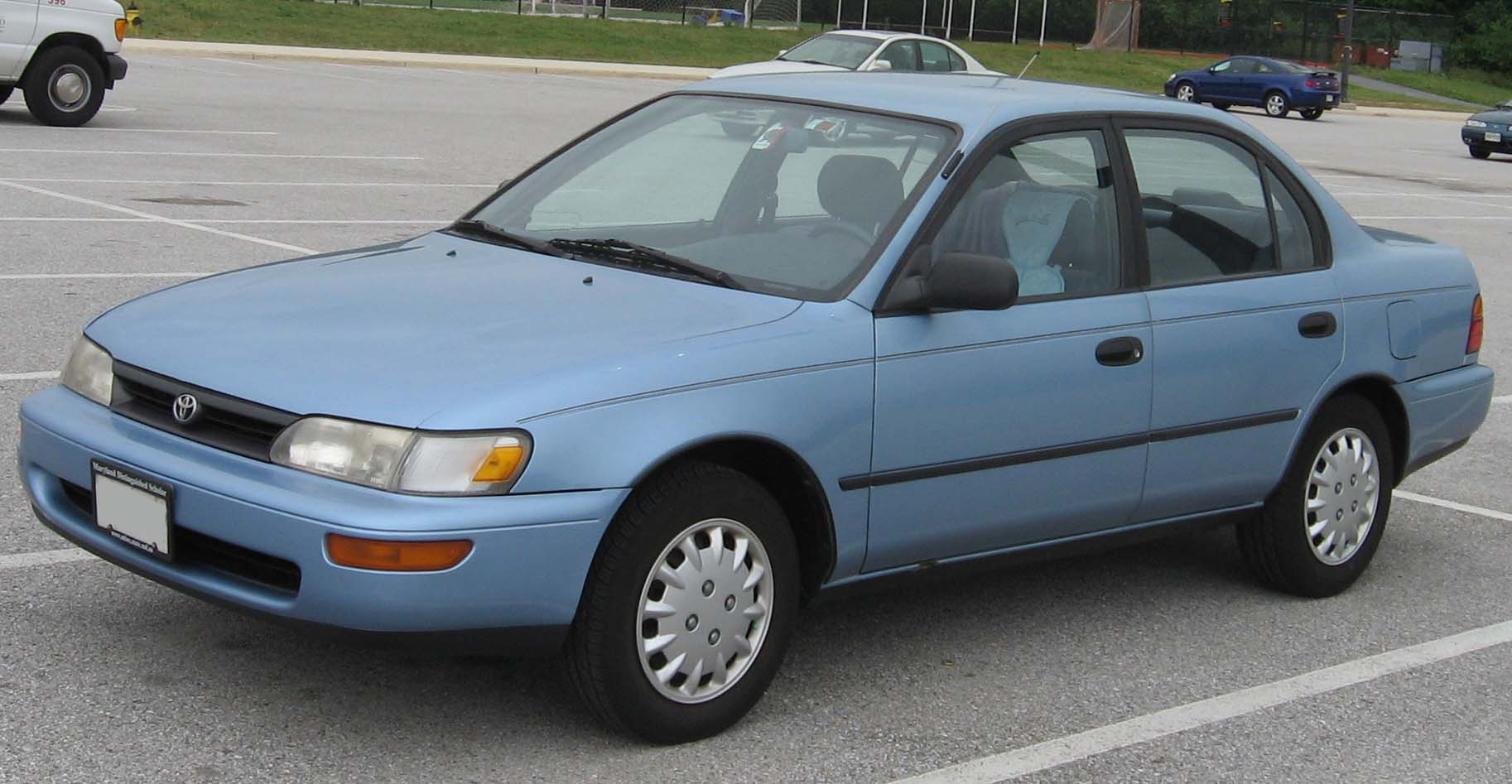
4ドアセダン 米国仕様（AE101L）
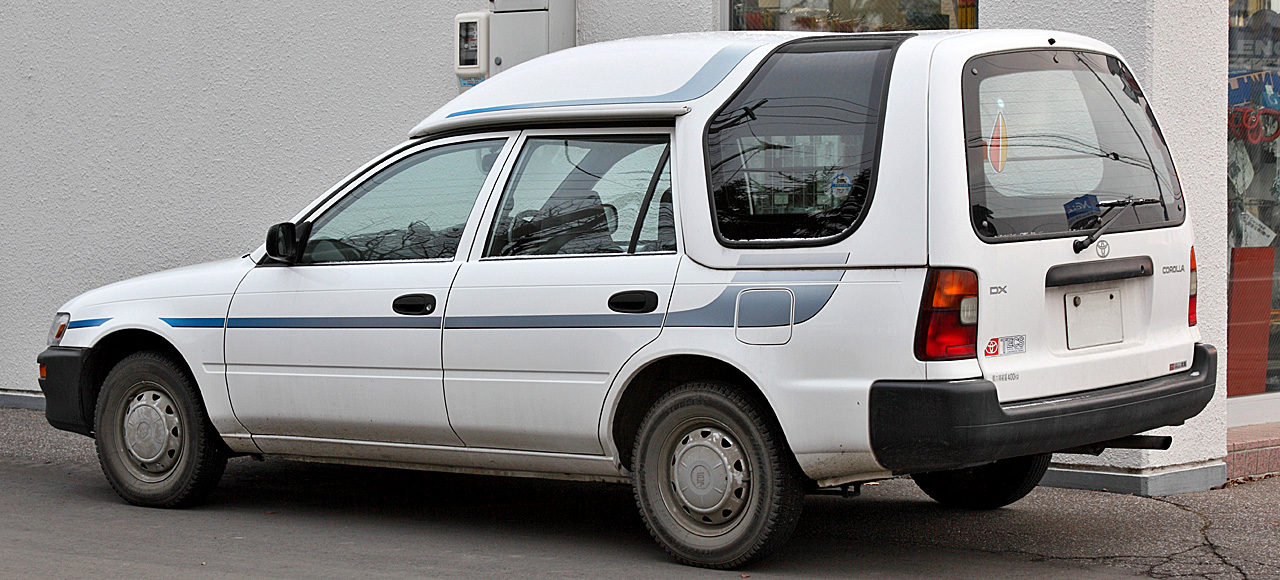
TECSハイルーフバン（EE101V改）

## 8代目 E11#型（1995年 - 2002年）
日本仕様:1995年 - 2000年
キャッチコピーは『ずっといいですよ。』。この代から日本国内向けと海外輸出向けで大幅に異なる外装デザインが採用されるなど、市場に合わせた作り分けが始まる。基本構造は先代と同じで、リベット溶接の採用、防錆鋼板の使用比率を約88%に拡大するなど耐久性の向上を行った。しかし日本のバブル崩壊後に設計されたため、内外装の低廉化（トランクルーム内の鉄ヒンジむき出し、一部無塗装のバンパー採用）など、大幅なコストダウンが図られた。
国内向けはセダンのみ。1.5L 5A-FEエンジン搭載車のATは全車4速となった。CM出演者は前期は刑事コロンボ（ピーター・フォーク・声：石田太郎）、後期は藤本義一。
レビンと合算した販売終了前月までの新車登録台数の累計は92万4045台。
- 1995年5月15日 - 8代目にモデルチェンジ。
- 1996年5月 - 一部改良。「SEサルーン」などの一部に、無地だったバンパー上部にシルバーメタリックあるいはグレーメタリックの塗装が施され、同時にABS・デュアルエアバッグを標準装備。これに伴い、特別仕様車としてカローラシリーズの生誕30年を記念した「SEサルーン 30th アニバーサリーリミテッド」（1.5/1.6 4WD/2.0D/2.0D 4WD）を発売。
- 1997年4月 - マイナーチェンジ。コスト優先の設計を見直し、内外装の改良および質感の向上を図る。車体設計がこれまでのフルラップ衝突対応の「CIAS」基準からオフセット衝突対応の「GOA（ゴア）」基準になる。「SEサルーン」に限りオートエアコンが標準装備。同時に後席ヘッドレストを分割式に、ヘッドランプが全車マルチリフレクター式となる。インパネデザインが変更された。スポーツグレードのGTが6速MTを装備して復活。Dジェトロ方式の採用、各気筒独立のスロットルの口径拡大により最大出力は165psとなる。これに伴い、前期型の「1.6 Sクルーズ」は廃止。
- 1998年4月 - 一部改良。ガソリン車がすべて平成10年アイドリング規制に適合され、1.3L 4E-FE型エンジンがディストリビュータレスの点火方式に変更。ディーゼル車がこれまでの2.0Lの機械式燃料噴射ディーゼル（2C-III型、73PS）から2.2Lの電子制御燃料噴射（EFI）ディーゼル（3C-E型、79PS）に変更および平成9年規制に適合。これに伴い1.3L 4E-FE型エンジン車のマニュアルトランスミッションが5速化される。
- 1999年11月 - 特別仕様車「1.3/1.5XEサルーン リミテッド」、および「1.5SEサルーン リミテッド」発売。
- 2000年4月 - 特別仕様車「1.3/1.5XEサルーン スペシャルリミテッド」、および「1.5SEサルーン スペシャルリミテッド」発売。
- 2000年8月27日 - 日本国内向けセダンシリーズ販売終了。

日本国外仕様
- 欧州仕様（E11#型）:1995年 - 2001年
- 米国仕様（E11#型）:1997年 - 2002年
- 豪州仕様（E112R型）:1998年 - 2001年

プラットフォームや内装に関しては日本国内仕様と共通であるが、欧州・オセアニア仕様は丸型ヘッドライトや横長リアコンビランプなど、日本国内仕様とは全く別の外装デザインが採用された。オセアニアではオーストラリアやニュージーランドでE100型の現地生産が1998年頃まで行われていたため、E110型の投入が他の市場より遅くなっている。
- 世界ラリー選手権で活躍したカローラWRCのベースは欧州仕様の3ドアハッチバックモデルである（ラリー仕様を含む前期型のフロントフェイスはE110系後期型スプリンターカリブ・Rossoとほぼ同じデザインである）。
- 1999年 マイナーチェンジ。特にフロント周りのデザインが大きく刷新され、4型4灯ヘッドランプをカバーで覆うようなデザインとなる。ガソリンエンジンがこれまでのA型から新開発のZZ型エンジン（1.4L 4ZZ-FE、1.6L 3ZZ-FE、1.8L 1ZZ-FE）に換装された。

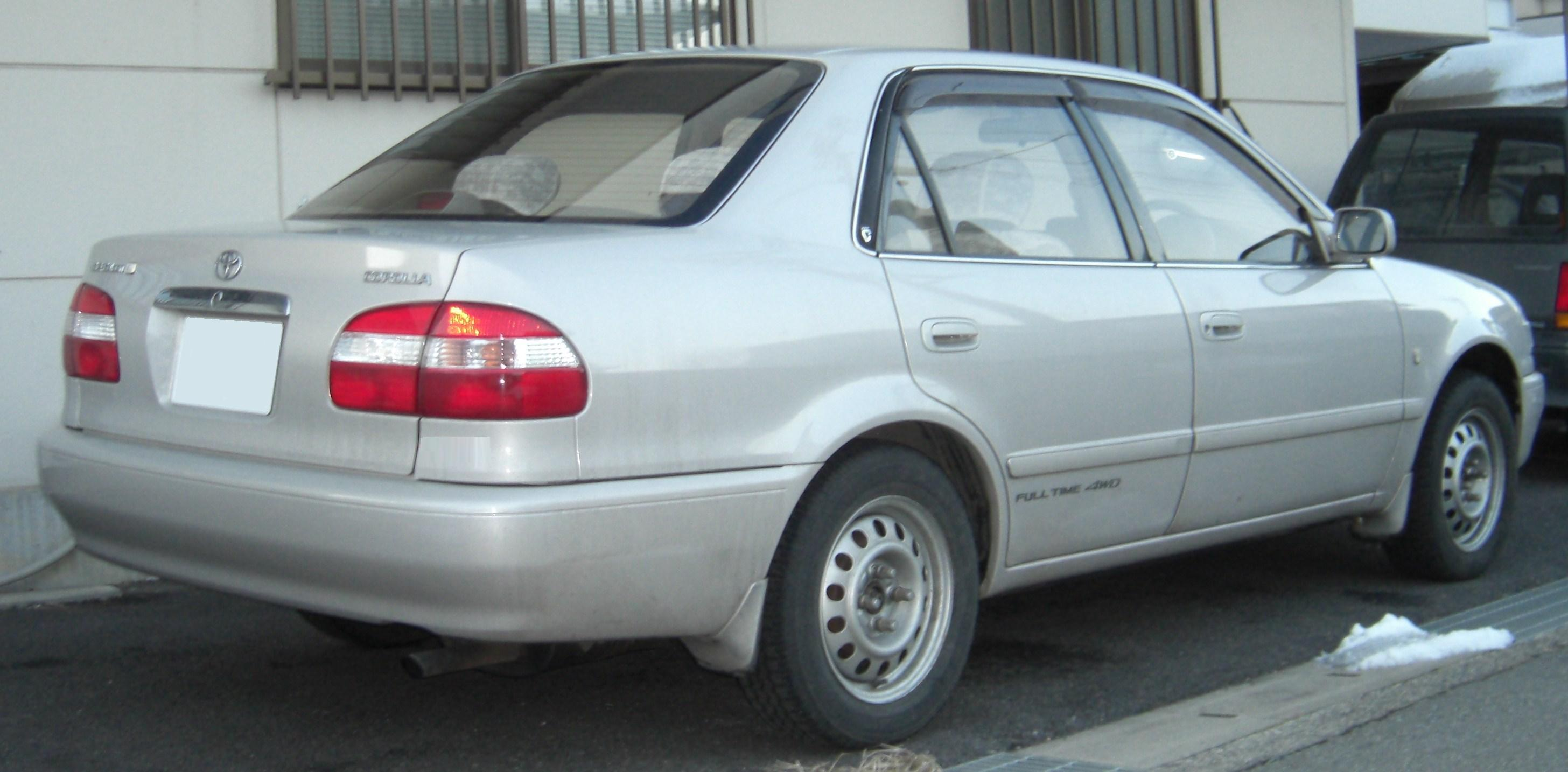
1997年型 1.6XEサルーン4WD 後（AE114）
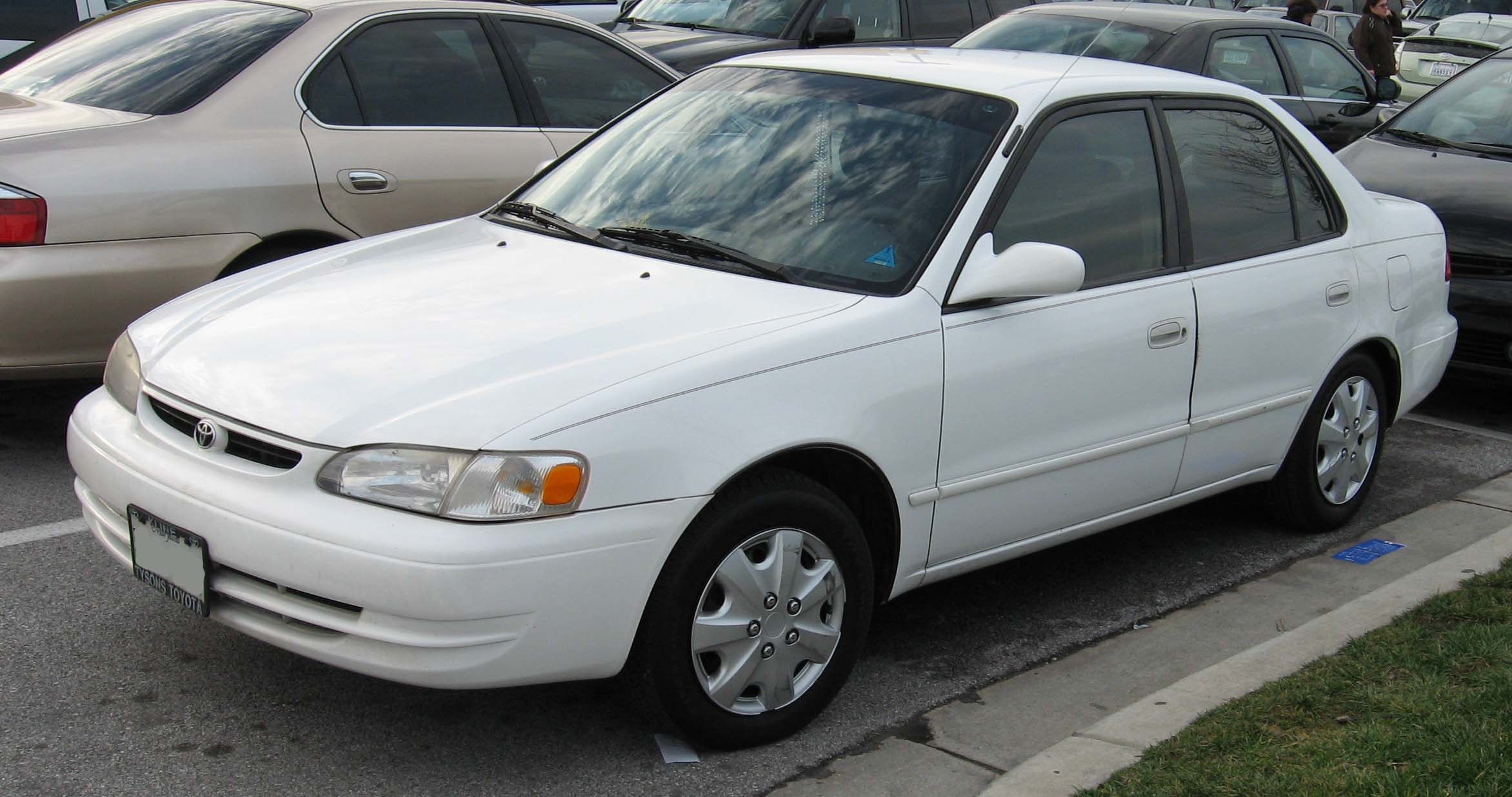
4ドアセダン 米国仕様 1995年型（AE111L）
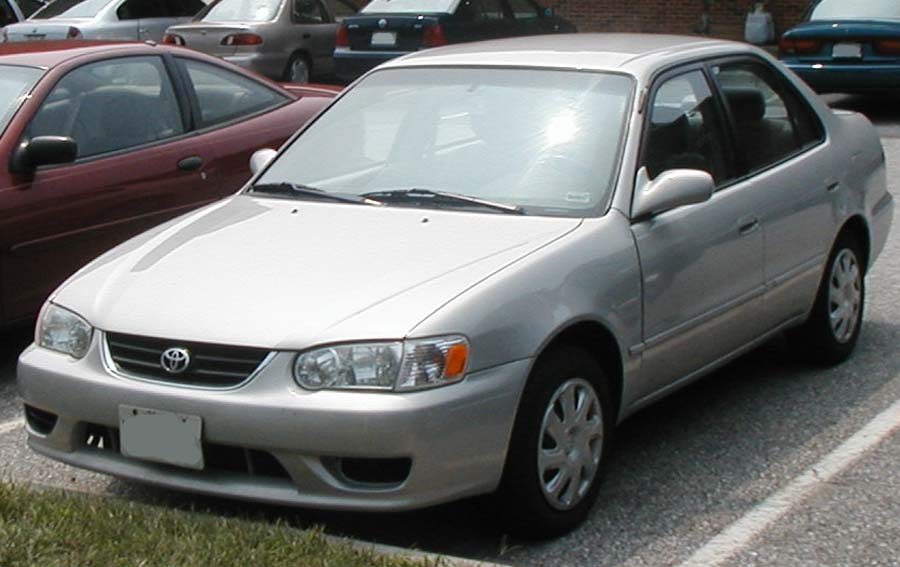
4ドアセダン 米国仕様 1997年型（AE111L）
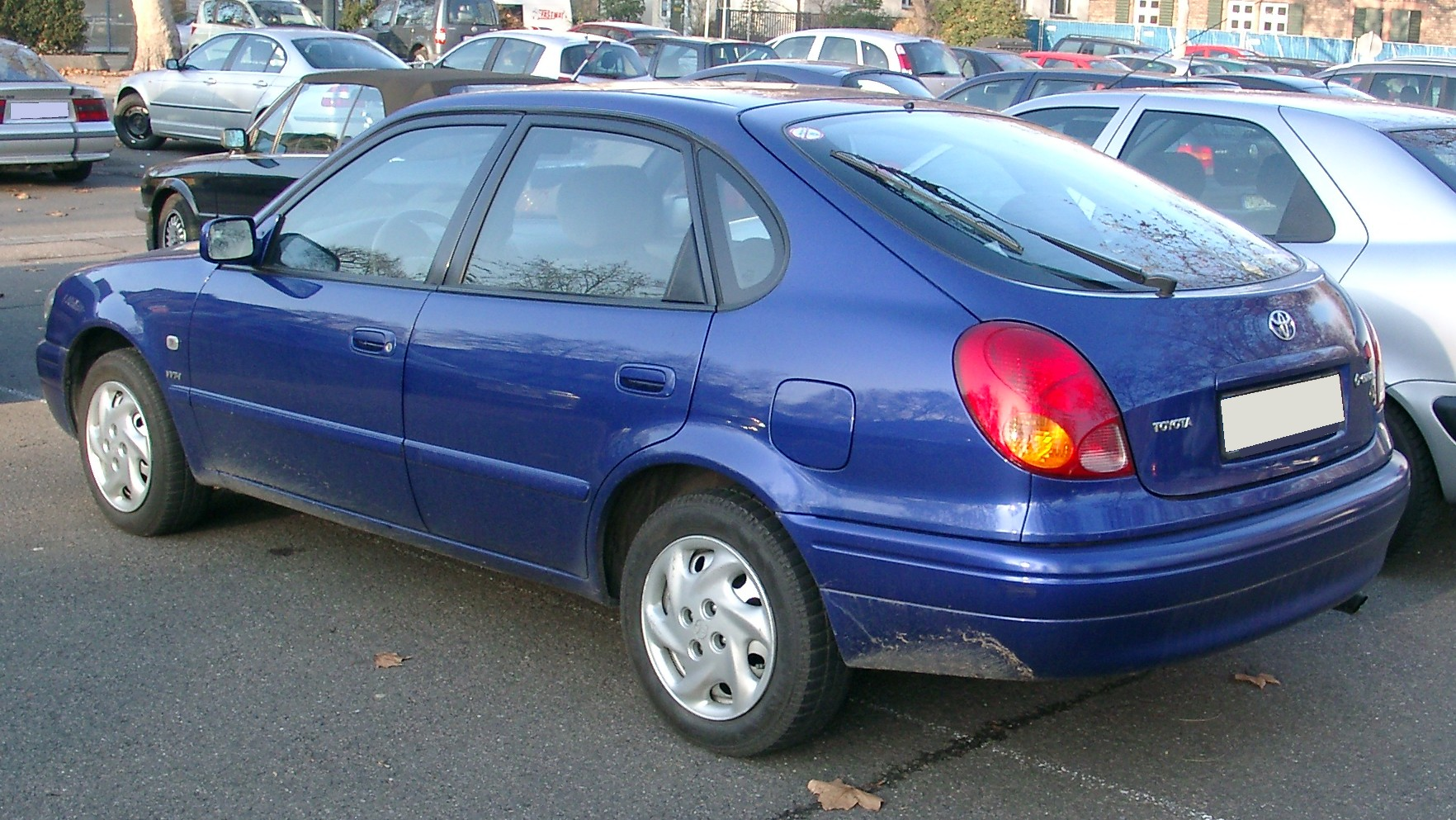
5ドアリフトバック 欧州仕様 1997年型（ZZE111L）
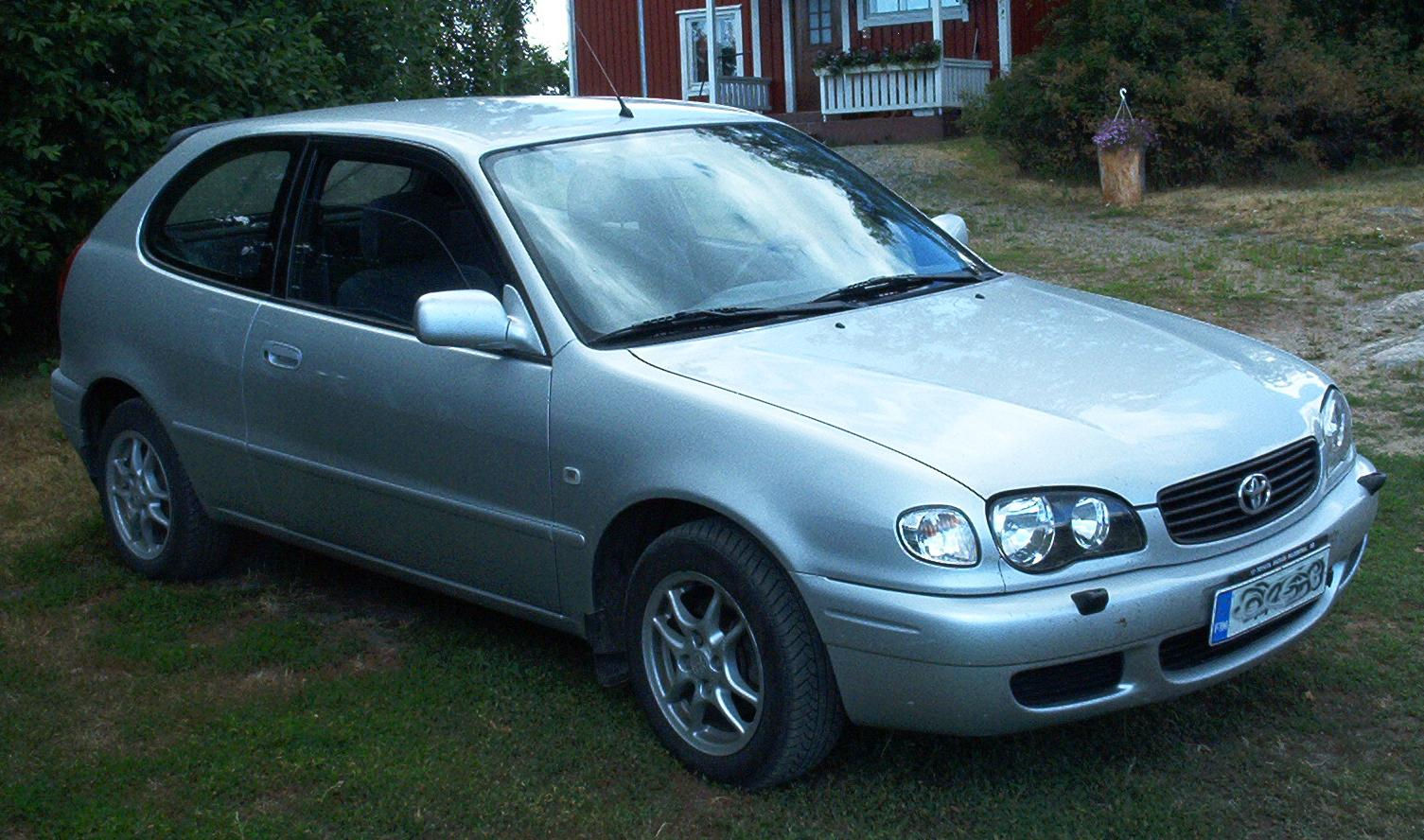
3ドアハッチバック 欧州仕様 1997年型（ZZE112L）
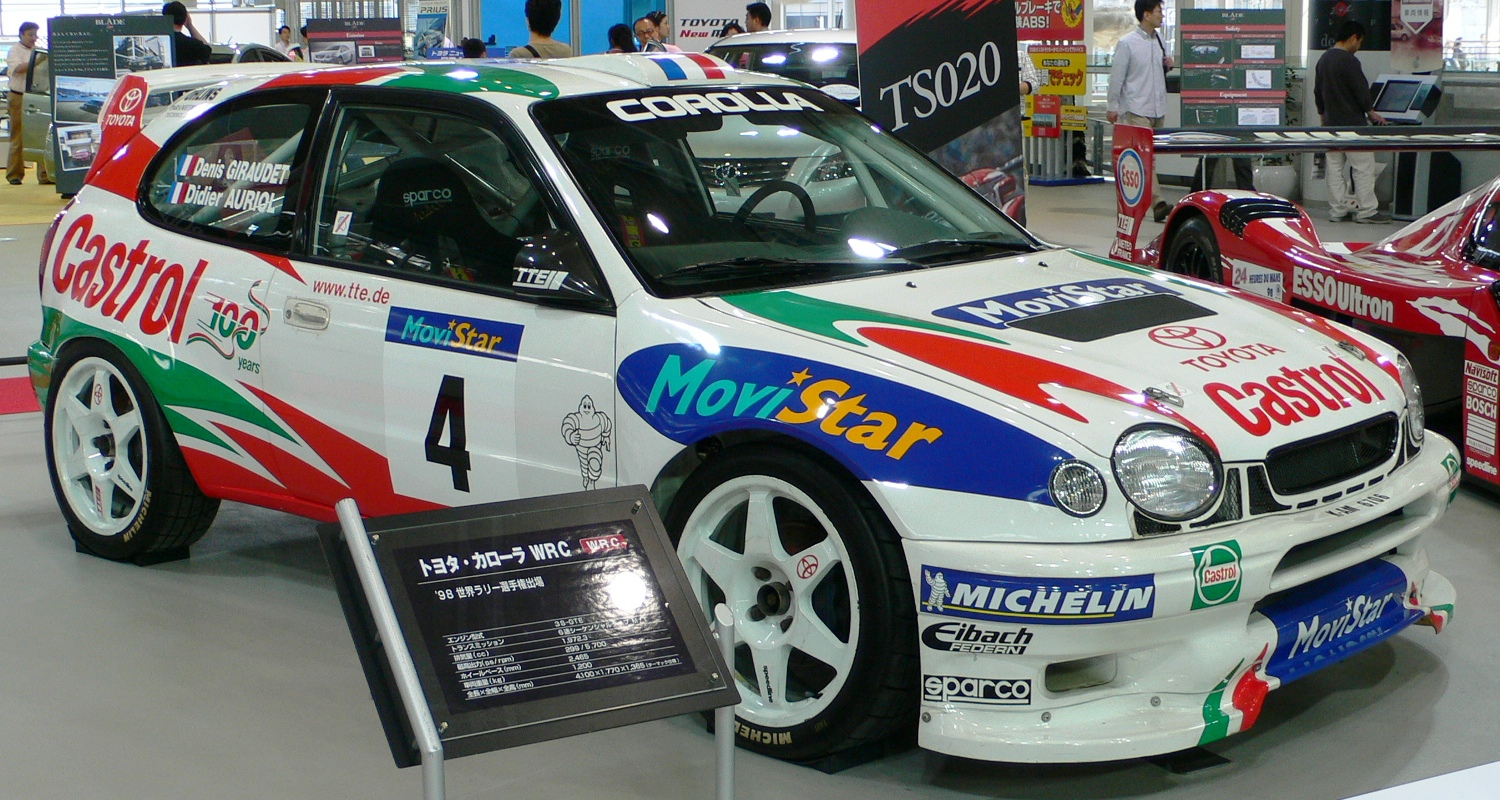
3ドアハッチバック WRC 欧州仕様 1995年型

## 9代目 E12#/13#型（2000年 - 2017年）
日本仕様:2000年 - 2006年
開発主査（以下CE）は東南アジア専売小型セダンであるソルーナ（今日のヴィオスの源流となった車種）のCEを歴任した吉田健。プラットフォームやエンジンが一新され、先代まで設定されたセダンのGT系グレードおよびカローラレビンなどのスポーツモデルと初代からの姉妹車であったスプリンターは廃止された。
本代より掲げられた新コンセプト「New Century Value」（NCV）と『変われるって、ドキドキ。』という登場当初のキャッチコピーが示す通り、この9代目を最も特徴付けるのはこれまでのカローラとは一線を画す革新的なデザインである。特にセダンのエクステリアデザインの原型はトヨタの欧州デザインスタジオの「EDスクエア」（旧・EPOC）の手によるもので、前進させたキャビンとやや短めのリアオーバーハングを持った塊感の強い造形が特徴である。フロントグリルのエンブレムは、それまでのカローラ（花冠）マークからNCVを図案化したものに変更。前輪駆動車用のリヤサスペンションは軽量化と合理化、走行安定性向上のため、カップルド・リンク方式のトーションビーム式となり、四輪駆動車用にはヴァイザッハ・アクスル方式のダブルウィッシュボーン式独立懸架となる。サイズは大型化され、ホイールベースは2,600mmに延長された。4ドアセダンのCd値は前期型、中期型、後期型共に0.29を達成した。カローラにとっては初の横滑り防止機構（VSC）やトラクション・コントロール（TRC）といった安全装備が採用された ほか、燃費のさらなる向上を前提とし1.5L車（四輪駆動は除く）と1.3L車にそれぞれ電動式パワーステアリングが採用された。 車体下部に用いられるアンダーコートに関しては、この代よりボディの軽量化を図る目的でこれまでのアスファルト系ソルから塩ビ系ソルに変更され、ボディの塗装に関しても油性系塗料による塗装から水性系塗料による塗装に変更されている。搭載するエンジンに関しては、ガソリンエンジンは全て新開発となっており、1.3Lの2NZ-FEおよび1.5Lの1NZ-FE、1.8Lの1ZZ-FEがそれぞれ用意され、いずれもVVT-iに対応したDOHC16バルブ機構を採用する。カム駆動はタイミングチェーンを採用している。また、ディーゼルエンジンは直動式バルブ機構を用いたSOHC8バルブ機構を採用し、吸排気レイアウトが変更された2.2Lの3C-Eが設定された。ガソリンエンジンは当初、全て「平成12年度排出ガス基準25%低減レベル（G-LEV(☆)）」を達成していた。オートマチック車は全て電子制御（Super ECT）化され、「1.8 LUXEL（ラグゼール）」には同社の小型クラス初のゲート式シフトレバーが採用されている。四輪駆動車はこの代よりMT仕様がすべて廃止された。外装関係に関してはこの代よりドアアウターハンドルの形状がこれまでのフリップ式に代わり、グリップ式が採用されるようになった。
販売終了前月までの新車登録台数の累計は107万138台。
- 2000年8月28日 - 9代目にモデルチェンジ。ステーションワゴンのカローラフィールダーも同時に発売された。月間販売目標はセダン8,000台、フィールダー3,500台と発表された。CM音楽は映画「菊次郎の夏」のメインテーマ「Summer」。CM出演者はビートたけし（中期まで。ただし、本名の北野武名義で出演）・近藤真彦（前期のみ）・関谷正徳[注釈 32]（前期のみ。近藤真彦と共演）。
- 2001年10月3日 - 一部改良。運転席ワイドビュードアミラー（一部グレードを除く）を新たに装備。また、一部グレードを除き、メッキ使用部位を拡大したり、ワイアレスドアロック対応キーを2本用意するなどの改良が加えられた。これに伴い「1.8 LUXEL」をベースに本革シートなどを標準装備したプレミアムグレードの「1.8 LUXEL プレミアムエディション」および、DVDボイスナビが装着された「1.8 LUXEL ナビエディション」（どちらの仕様にもエンジンイモビライザーが標準装備）を追加。
- 2001年11月1日 - 特別仕様車「1.3 Xリミテッド/1.5 X リミテッド」および「1.5 G リミテッド」が発売。Xリミテッドにはサイドプロテクションモールが、Gリミテッドにはメッキサイドドアアウターハンドルとメッキリアガーニッシュなどをそれぞれ特別装備しながらも、購入し易い価格設定にした。
- 2002年5月16日 - 特別仕様車「1.3 X リミテッド/1.5 X リミテッド(改訂版)」」と「1.5 G リミテッド・ナビスペシャル」を発売。また、1.5 G リミテッド・ナビスペシャルにはリミテッドの装備に加え、ワイドマルチAVステーションIIと6スピーカーが特別装備された。
- 2002年9月19日 - 最初のマイナーチェンジ。内外装が若干変更され、中期型になる。併せてエンジン改良などを行い、「平成12年度排出ガス基準75%低減レベル（U-LEV(☆☆☆)）」を達成。セダン[注釈 33]、フィールダー、ランクス全車のリアシートの中央部に新たにヘッドレストが装備される。セダンの「1.8 LUXEL」シリーズのみ、4灯式HID（ディスチャージ）ヘッドランプおよび専用ラジエターグリル、中期型フィールダー用と共通の大型フロントバンパーが標準装備となり、更に同グレードの前輪駆動車のパワーステアリングがこれまでの油圧式から電動式に変更となる。
  - 上記の改良と同時に、特別仕様車の「1.5G リミテッド・ナビスペシャル」も新仕様で発売され、一旦販売を休止していた「1.5G リミテッド」がオーディオレス仕様の特別仕様車として再発売。 また、特別仕様車として、安価版グレードであるXの装備を簡略化したビジネスグレードの「1.5 X アシスタパッケージ」を販売開始。アシスタの名は、アシスタワゴン（かつてのビジネスワゴン）が販売終了して以来の名称復活となった。
- 2003年9月2日 - 特別仕様車「1.5 X リミテッド・ナビスペシャル」および「1.5 G リミテッド・ナビスペシャル」を発売。なお、1.5 G リミテッド・ナビスペシャルの場合、基本的な特別装備は2002年9月に発売されたものと共通である。
- 2004年2月 - 平成17年基準排出ガス50％低減『新☆☆☆』をガソリンエンジン全車で達成（U-LEV）
- 2004年4月28日 - 2度目のマイナーチェンジ。全車ヘッドランプが4灯式化され、ラジエターグリルのデザインを除くフロントまわりをフィールダーと同一化するとともに、HIDヘッドランプ装着車にはオートレベリングシステムが追加された[注釈 34]。内装も変更が加えられ、「1.8 LUXEL」系のメーターにマルチインフォメーションディスプレイが追加された。また、ウィンドシールドガラスには赤外線もカットされるようになり、撥水機能付フロントガラスと電動格納式リモコンカラードドアミラーを全車標準装備化された。 また、ガソリンエンジン全車が環境性能を向上し「平成17年基準排出ガス50%低減レベル（U-LEV(☆☆☆)）」を達成するとともに、1.5Lの1NZ-FEエンジン搭載の前輪駆動車は同時に「平成22年度燃費基準+5%」も達成。1NZ-FEはヘッドのバルブ駆動メカを従来の直打式からローラーロッカーアーム+油圧ラッシュアジャスターに設計変更し、電子スロットルを採用することで、燃費、静粛性を向上させた。また、自動車NOx・PM法の新基準に適応しないという理由により、3C-E型2.2Lディーゼルエンジン搭載車が廃止された。SRSカーテンシールドエアバッグをオプション設定にて追加された。また、オーディオのメーカーオプションも廃止された。
- 2004年9月2日 - 1.5 Xをベースにディスチャージヘッドランプ、オートエアコン、タコメーターを装備し、同じセダンの中堅グレードである「1.5 G」並みの装備とした特別仕様車「1.5 X HIDセレクション」を発売。
- 2004年12月1日 - 一部改良。1.5L・前輪駆動・4速AT車の排出ガスをクリーン化し「平成17年基準排出ガス75%低減レベル（SU-LEV(☆☆☆☆)）」を達成。
- 2005年5月24日 - 1.5 Xをベースとした特別仕様車「1.5 X HIDリミテッド」を発売。ディスチャージヘッドランプ、タコメーター、専用木目調インパネクラスター&ドアスイッチベースを装備。
- 2005年12月27日 - カローラシリーズの生誕40年を記念した特別仕様車「1.5X HID 40thアニバーサリーリミテッド」を発売。1.5 Xをベースに、ディスチャージヘッドランプ、タコメーター、専用木目調インパネクラスター&ドアスイッチベース、カラードマッドガード、メッキサイドドアアウターハンドルを装備した。
- 2006年10月9日 - 日本国内向けセダンシリーズ販売終了。日本における後継車は国内専用車のカローラアクシオとなり、冠名称のつかない「カローラ」の販売は一旦終了することとなった。
- 2006年11月 - 欧州市場向けモデル販売終了。
- 2007年11月 - 中国を除くアジア市場向けモデル販売終了。
- 2008年1月 - 米国市場向けモデル（E13#型）販売終了。
- 2017年2月17日 - 既存の3代目ヴィオスに統合されるかたちで中国市場向けモデル（カローラEX）販売終了。

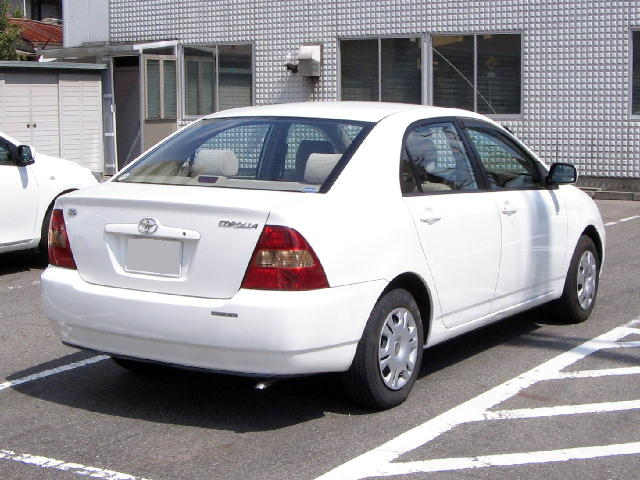
1.5 X 2000年型 後
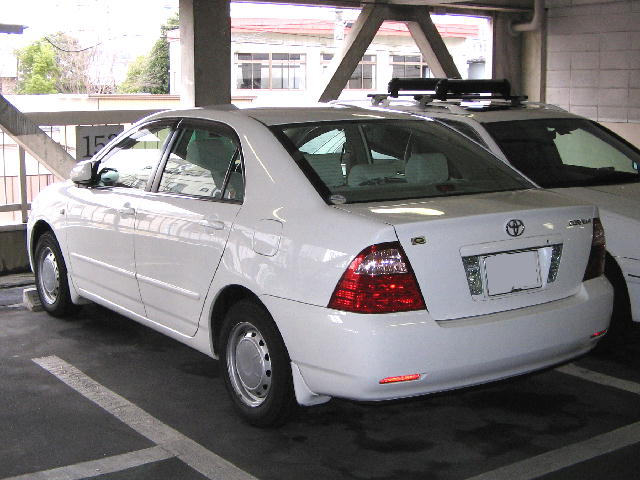
1.5 G 2004年型 後

### グレード
※2004年4月発売型での場合。なお、2000年8月発売型のパワーウィンドウに関しては全仕様で運転席のみオート開閉対応となる。
1.3/1.5 X "アシスタパッケージ"
法人ドライバー向けに特化した最廉価グレード。ハロゲンランプ（マルチリフレクター）、アナログメーター(タコメーターは非装備)、マニュアルエアコン、Aピラー内蔵ホイップ式ロッドアンテナ等が装備されるが、ワイヤレスドアロック・リモート・コントロールは非装備となり、パワーウィンドウ（全ドアオート開閉対応）はメーカーオプションとなる。このほか14インチタイヤ&アシスタパッケージ専用デザイン14インチスチールホイールが（175/70R14 84S & 14×5.5J。14インチ樹脂製フルホイールカバーはメーカーオプション）標準装備となる。このグレードに限りフロントエンブレムが「NCV」をモチーフとしたエンブレムではなく、トヨタのCIが用いられたエンブレムが装着され、さらにラジエターグリルとサイドドアアウターハンドルがそれぞれ未塗装（無地ブラック）となる。ボディカラーはスーパーホワイトII（040）とシルバーメタリック（199）の2色に限定され、インテリアカラーはグレーのみとなる。また、公式な発表はないが、通常仕様に対して遮音材が簡略化されており、ドアを閉めたときの手応えや音が通常車と異なる。
1.3/1.5 X
（オーナードライバー向けの）基本グレードにして最量販グレード。1.3/1.5 X "アシスタパッケージ"同様タコメーターなしのアナログメーターとマニュアルエアコン（ただし1.3Lモデルを除くこのグレードをベースとした特別仕様車にはタコメーター やオートエアコンが追加装備される）、14インチ樹脂製フルホイールカバー、Aピラー内蔵ホイップ式ロッドアンテナの標準装備（ただしメーカーオプションでカーナビゲーションシステムを装着した場合はリアガラスアンテナに強制変更される）が基本だが、これに加え、「NCV」エンブレム付メッキモールディングフロントラジエターグリル、パワーウィンドゥ（全席オート開閉対応）、2スピーカー（オーディオレス）、ワイヤレスドアロック・リモート・コントロール、ブラックアウトドアサッシュ、カラードサイドドアアウターハンドル、上下調整式トリプル（左右・中央）リヤヘッドレスト等が装備されている。
1.5 G
オーナードライバー向けに特化した上級グレード。Xの装備に加えて、リアガラスプリントアンテナ、タコメーター付アナログメーター、オートエアコン、4スピーカー（オーディオレス）、バニティミラー付サンバイザー、2段式コンソール・ボックス、リアセンターアームレスト等を装備した中堅グレードである。またメーカーオプションで14インチタイヤ&アルミホイール（185/70R14 88S & 14×6J）の装着設定、および電動開閉式ムーンルーフの装着設定がある。
1.8 LUXEL（ラグゼール）
大型化・上級化したカムリとの隙間を埋めるべく新設された最上級グレード。フロント上部ぼかし加工（ティンテット）ガラス、オプティトロン・メーター、マルチ・インフォメーション・ディスプレイ、ゲート式シフトレバー、本革巻きステアリング&シフトノブ、木目調パネル、パワーシート、盗難防止システム等各種豪華装備が装着された上級グレードである。またメーカーオプションで15インチタイヤ&アルミホイール（195/60R15 88H & 15×6J）の装着設定、およびVSC&リアディスクブレーキ の装着設定、電動開閉式ムーンルーフの装着設定がある。
1.8 LUXEL "プレミアム・エディション"
そのグレード名の示す通り、LUXELのパッケージ・オプションで本革シート、木目調4本スポークステアリング（オーナメント付）が追加されているプレミアム仕様である。
日本国外仕様
欧州仕様（E12#型）2001年 - 2006年、豪州仕様（E12#R型）:2001年 - 2007年、米国仕様（E13#型）:2002年 - 2008年、東南アジア仕様（E12#型・初代カローラアルティス）:2002年 - 2007年、中国仕様（E12#型・カローラEXを含む）:2004年 - 2017年
欧州およびアフリカ、中近東、オセアニア、シンガポール、中華圏特別行政区（香港・マカオ）では国内仕様と同仕様である。オセアニア向けのカローラは小型ミニバンのスパシオが販売されない点を除けば国内仕様と同じボディバリエーションとなる。また 欧州向けのカローラは5ドアハッチバックのほか3ドアも販売されており一部地域では、セダン（ただし東欧の共産圏のみ）やステーションワゴン（ドイツでの車名はカローラコンビ）、スパシオ（欧州での車名はカローラヴァーソ）も販売。米国ではセダンのみが販売され、前後のデザインが日本や欧州向けとは大きく異なり、米国仕様のみ型式がE13#型となり、ホイールのナット数も全車5穴タイプとなる（PCDは100.0mm）。なお、販売期間は2002年から2007年までであった。台湾および東南アジア諸国では米国仕様車のそれに準拠し、「アルティス」のサブネームが与えられている。中国仕様車はE150型が発売後もカローラ（花冠）EXとサブネームが付けられ、カローラ（卡羅拉）の廉価版として数回のマイナーチェンジや年次改良を繰り返しつつ、先述の通り2017年2月まで引き続き併売されていた。なお、中国仕様の前後のデザインは2012年モデルまで東南アジア仕様にほぼ準拠していた。

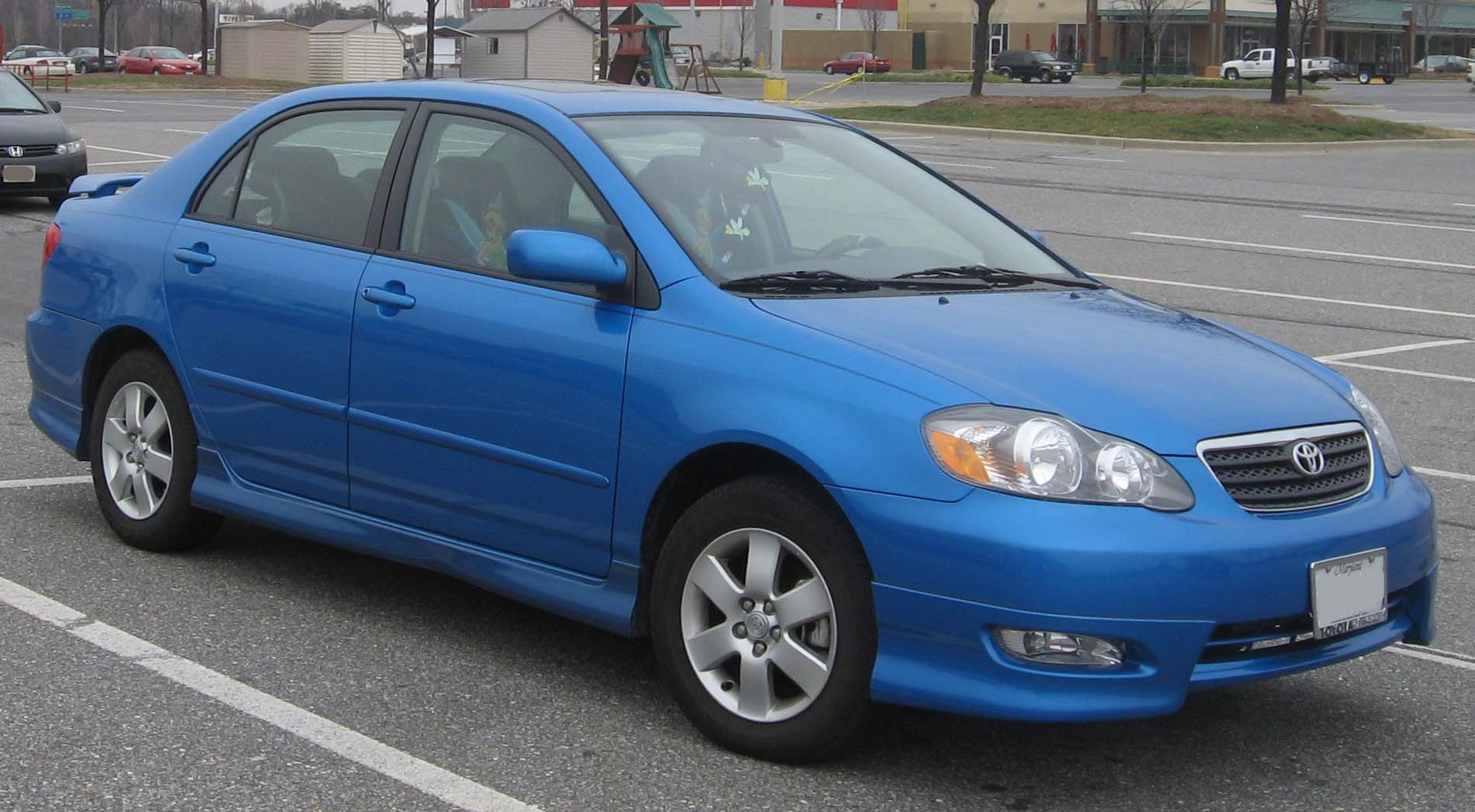
セダン 米国仕様 2000年型 （ZZE130L）
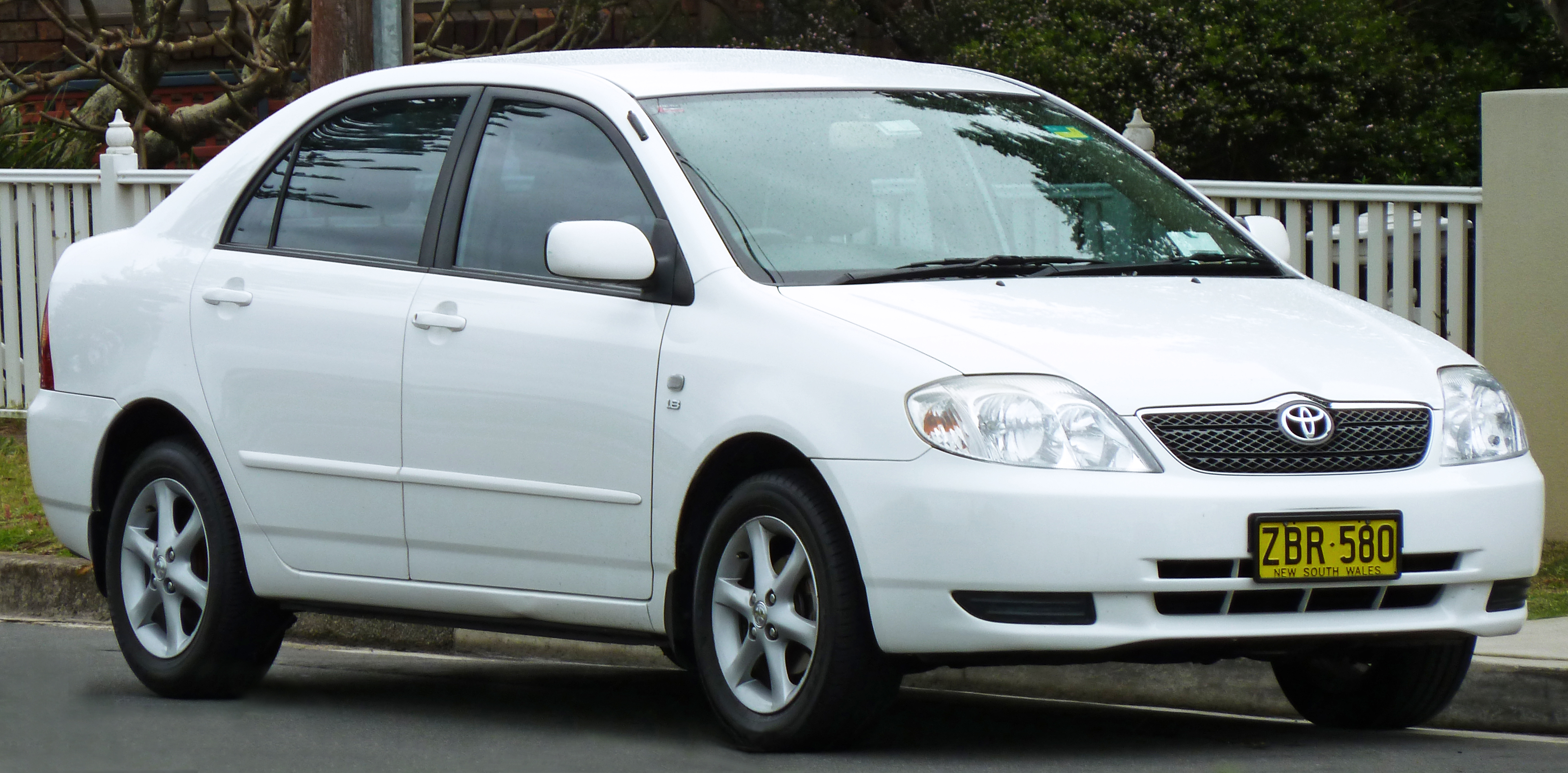
セダン 豪州仕様 2000年型 （ZZE122R）
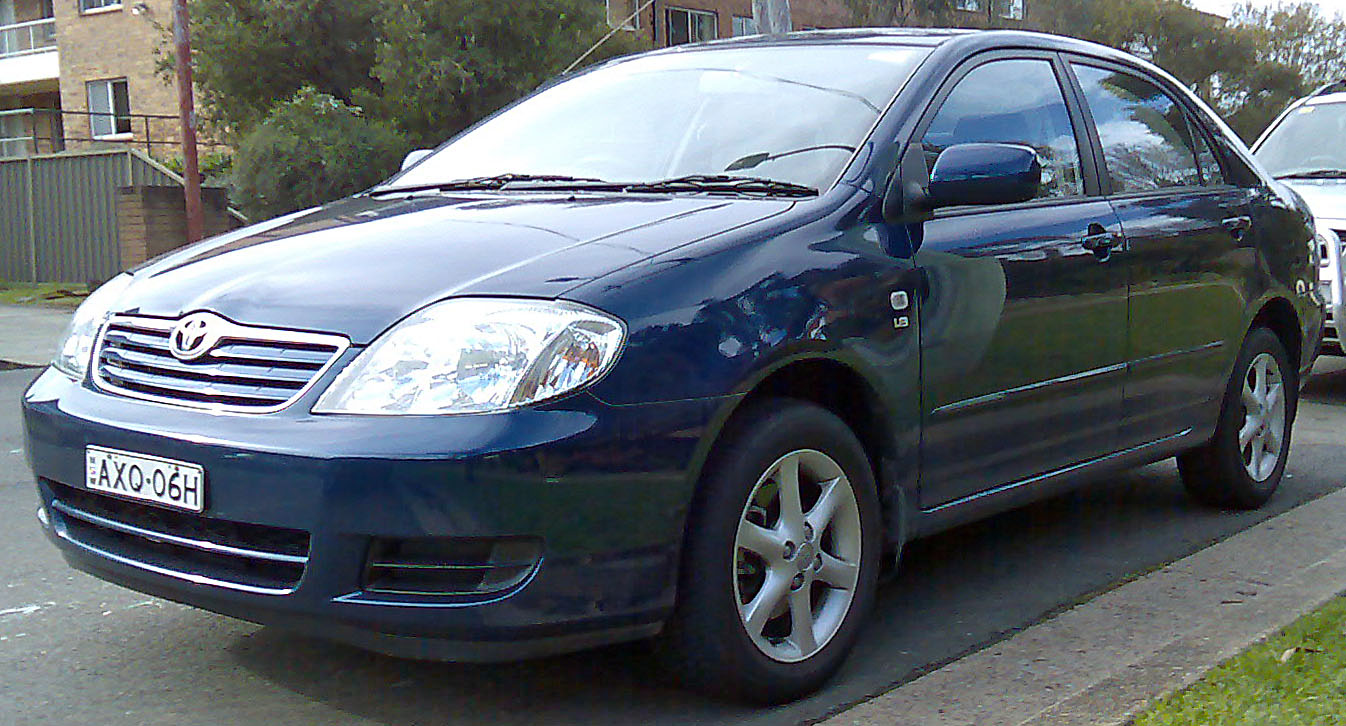
セダン 豪州仕様 2004年型 （ZZE122R）
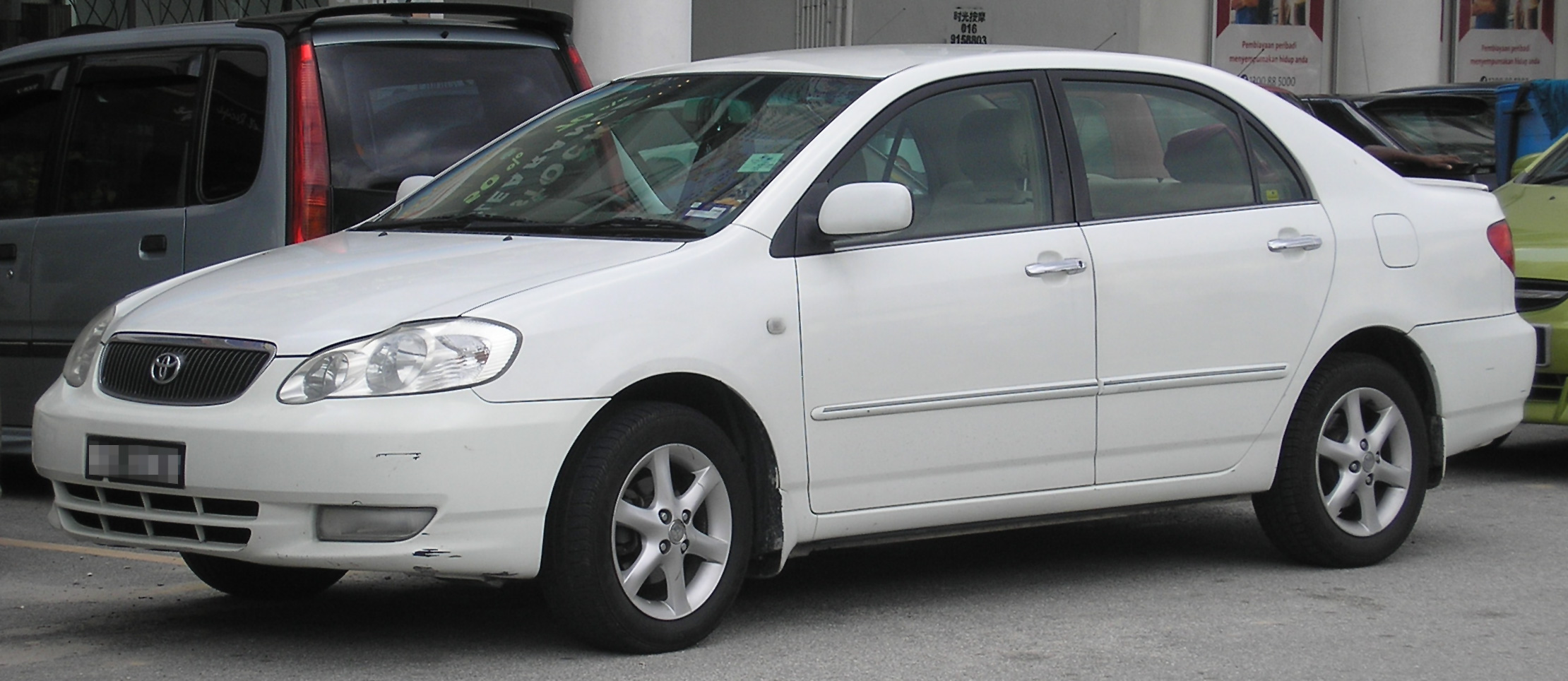
セダン 東南アジア仕様 カローラアルティス （ZZE121R）
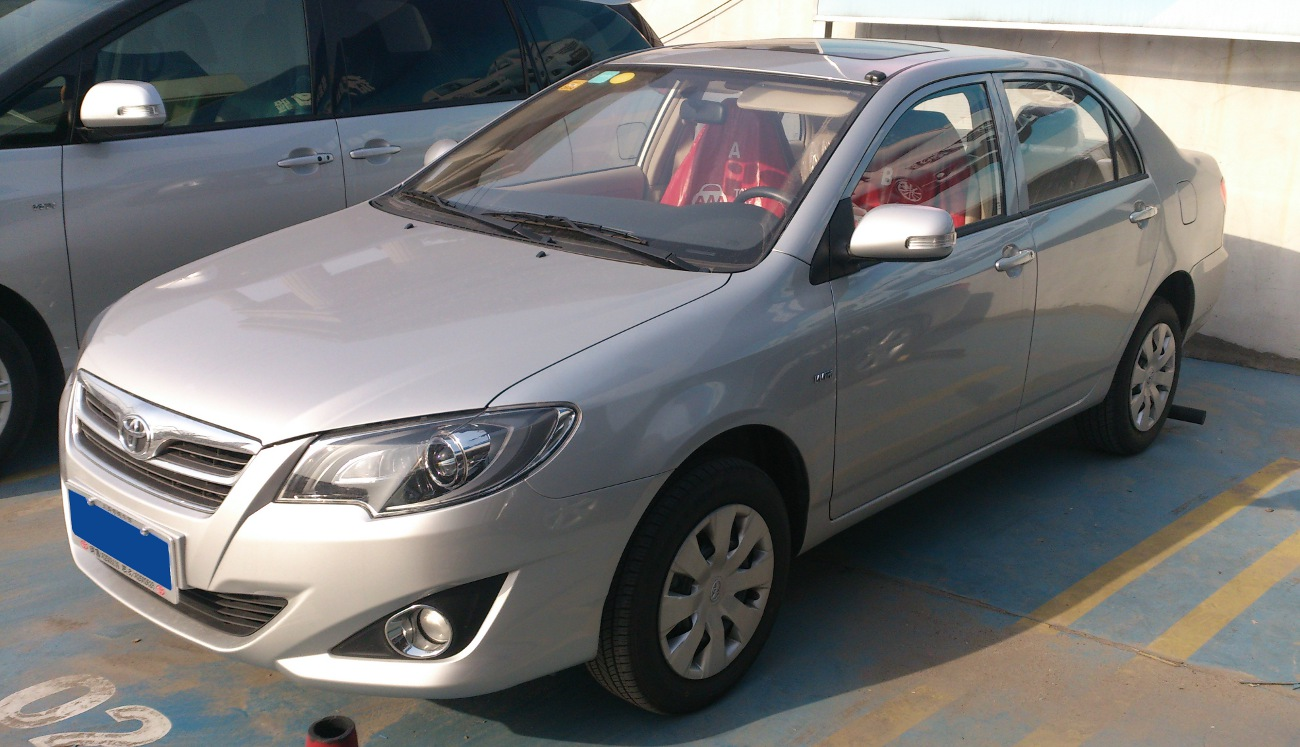
セダン 中国仕様 カローラEX （ZRE120L）

## 10代目 E14#/15#型（2006年 - 2020年）
欧州仕様（E15#型）:2006年 - 2013年、豪州仕様（E14#R型）：2007年 - 2013年、中国仕様（E15#型）：2007年 - 2014年、米国仕様（E14#型）:2008年 - 2013年、東南アジア仕様（E14#型・2代目カローラアルティス）:2007年 - 2013年、韓国仕様（E15#型）:2011年 - 2014年、南アフリカ仕様（E15#型・カローラクエストを含む）:2007年 - 2020年
10代目は日本では販売されず、日本向けにはカローラアクシオとして別プラットフォームを採用する。ボディタイプはセダンのみで、サイズは先代比で全長が130mm、全幅が65mm、全高が30mm拡大されている（中国仕様）。仕向け地や生産設備の都合で型番がE140型とE150型に分かれている。E150型はオーリスかのプラットフォームをベースにしている。日本・英国・ドイツ・フランス・イタリア の計5国を除く世界各国で導入される。E140型で導入されているのは北米、中華圏特別行政区（香港・マカオ）、台湾、シンガポール、インドネシア、UAE向けなどである。英国・ドイツ・フランス・イタリア以外で販売される一部の欧州仕様車（主に東欧向け）は1.4L 4ZZ-FE型VVT-i型および1.6L 1ZR-FE型DUAL VVT-i型の各ガソリンエンジンに加え、1.4L1ND-TV型SOHC8バルブおよび2.0L 1CD-FTV型DOHC16バルブの各インタークーラーターボ付直噴式ディーゼルエンジンを搭載する。日本向けのアクシオを除く日本国外仕様のカローラセダンはこの代より全て5穴ホイールとしPCDを140型は100mm、150型は114.3mmとしている。南アフリカ仕様車に限りE170型が発売後も『カローラクエスト』とサブネームが付けられ、E170型カローラの廉価版として年次改良を繰り返しつつ、2016年現在も引き続き生産されている。搭載エンジンは1.6Lの1ZR-FE型Dual VVT-iエンジンのみとなる。
- 2006年11月 - 中国・北京で開催されたオートチャイナ（北京国際モーターショー）にて先行公開。中国仕様車の1.8Lは2ZR-FE型Dual VVT-iエンジンを搭載[注釈 44]。また、中国名が先代の「花冠」から「卡羅拉」に改名された。
- 2006年12月 - 英国・ドイツ・フランス・イタリアを除く一部の欧州市場で販売開始。
- 2007年12月27日 - 台湾で発売。台湾および東南アジア諸国向けは「カローラアルティス」の名称を継続。エンジンは従来型のZZエンジンの1.6Lと1.8Lが用意される。
- 2008年2月 - 米国で販売開始。エンジンは「XRS」を除く一般グレード用に1.8L 2ZR-FE型DUAL VVT-iエンジンが搭載され、「XRS」専用エンジンとして2.4L 2AZ-FE型VVT-iエンジンが搭載される。エクステリアデザインは基本的に欧州および中国向けなどのE150型カローラセダンと共通だがフロントグリルやバンパーなどのデザインが一部異なる。
- 2011年3月31日 - ソウルモーターショー2011初日に韓国で発表（韓国語で書くと「코롤라」、読み的には「コロラ」）。韓国トヨタを通じて同日発売。E150型が導入される。
- 2011年5月6日 - 北米にてマイナーチェンジに伴い、初音ミクを起用したプロモーションPVを自動車メーカーで初めて公開した[35]。
- 2013年2月 - 香港、およびマカオで販売終了。後継車は日本市場同様、カローラアクシオとなる。

## 11代目 E17#型（2013年 - ）
米国仕様：2013年 - 2019年、豪州仕様（E17#R型）:2013年 - 、欧州仕様:2013年 - 2019年、東南アジア仕様（3代目カローラアルティス）：2013年 - 、中国仕様：2014年 -
- 2013年6月6日（JST、2013年6月7日） - トヨタ自動車の米国法人、米国トヨタ販売は米国カリフォルニア州において、北米市場専用の新型カローラを公式発表した。ボディタイプはセダンのみで同年1月に同国で開催された『デトロイトモーターショー13』に出品されたコンセプトカー「カローラフーリア」のデザインコンセプトがほぼ反映されている。これまで通り3ナンバーボディを継承するが、先代モデルに対し全長、および全幅、ホイールベースをそれぞれ拡大[36]。特に全長とホイールベースは先代モデルに対しそれぞれ100mm延長され、その大半は後席の居住空間に充てられ、また、全長・全幅に関しては後発の4代目プリウスよりもさらに全長が長く、全幅が広い。エンジンは1.8Lの「2ZR-FE」を基本とし、「S」のみバルブマチックを採用した「2ZR-FAE」を搭載する。トランスミッションには4速ATもしくはCVTと6速MTのほか、「S」には新開発の無段変速機、「CVTi-S」を用意。

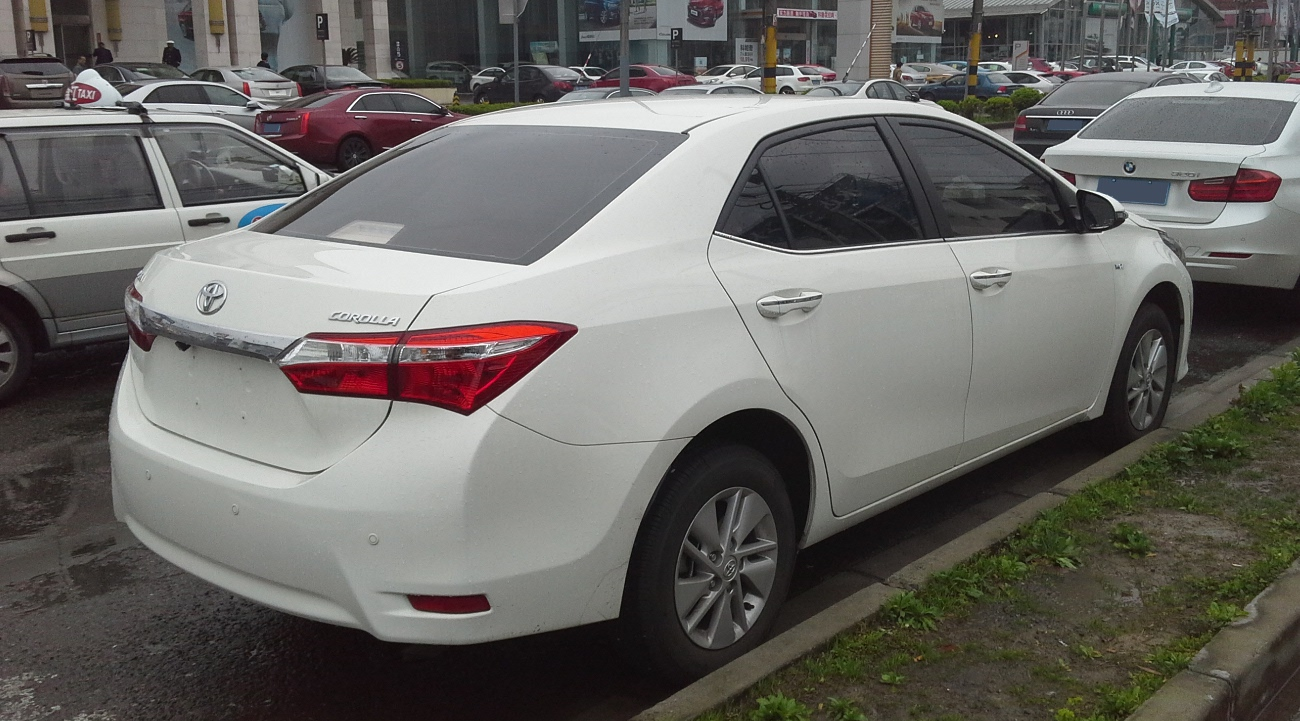
2013年6月7日 - 欧州・中国・東南アジア・中東・南米仕様を発表。北米仕様をベースとするも、フロントマスクが大幅に異なる。メカニズムの詳細についてはこの時点では発表されていないが、その後、ルーマニア、ハンガリー、キプロスなどで順次販売を開始した。
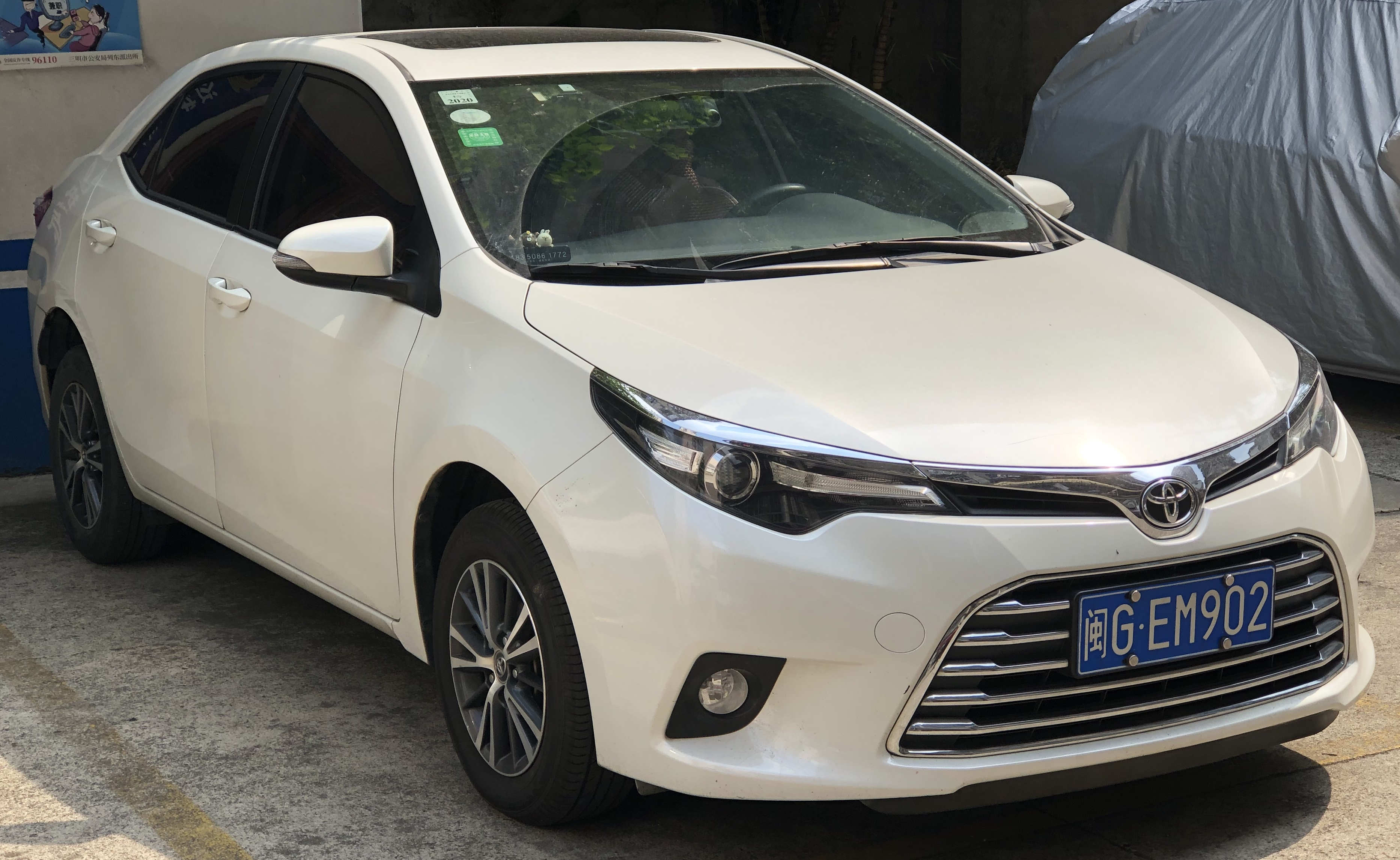
2013年10月7日 - 和泰汽車傘下の国瑞汽車を通じて台湾仕様を「カローラアルティス」の名で発表。欧州仕様をベースとする。全車2ZR-FEエンジン+Super CVT-iの組み合わせのみ。
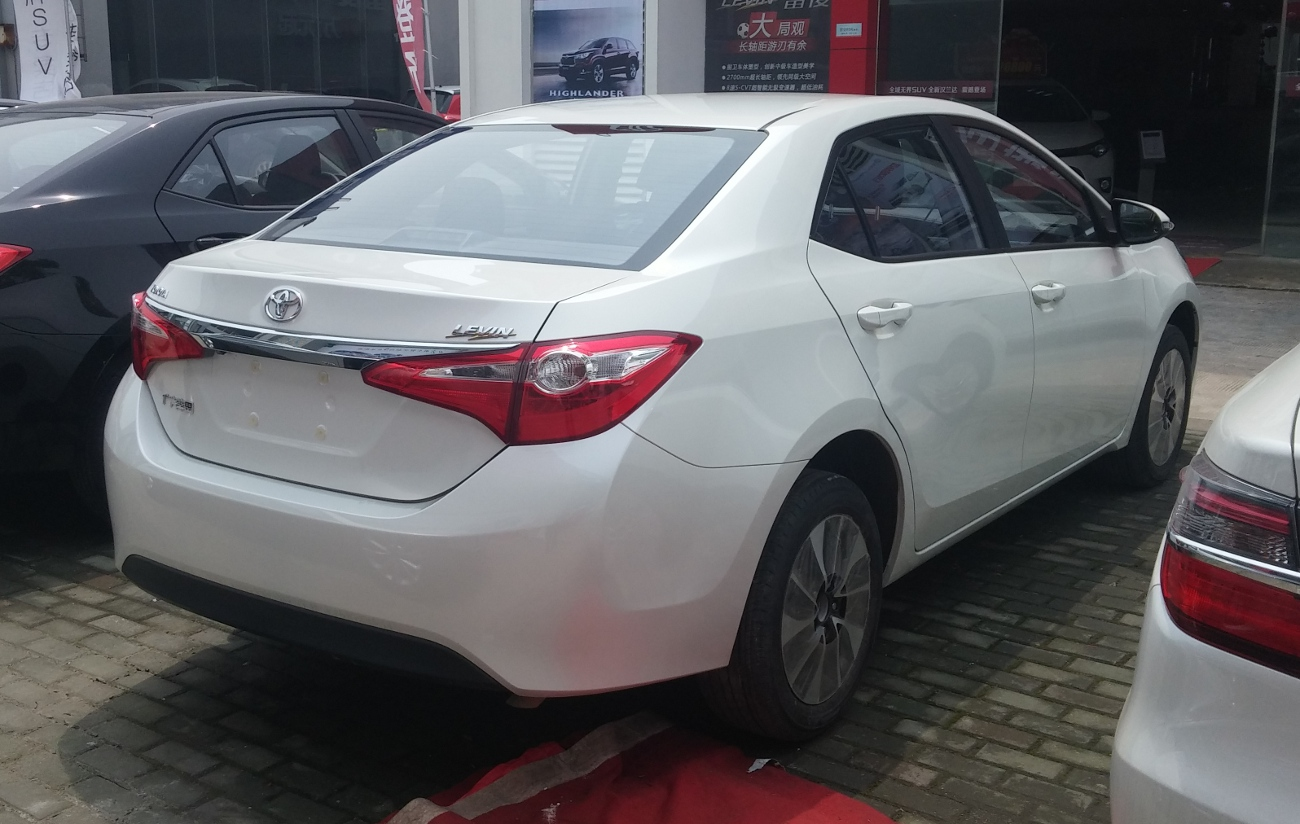
2014年4月20日 - 北京モーターショーにて中国仕様の新型カローラ（今回は非ハイブリッド(ガソリン)車のほかハイブリッド車も存在する）、およびそのハイブリッド専用版にあたる中国専用の新型車種「レビン」を発表。前者は欧州仕様を、後者は北米仕様をそれぞれベースとする。
- 2015年4月1日 - 台湾において、国瑞汽車がカローラアルティスをベースに自社開発した「カローラアルティス X」を発表。カローラアルティスよりもスポーティな外観とすることで、若者をもターゲットとしている。尚、同車はトヨタ車をトヨタおよびトヨタ直系以外のメーカーが開発した初例である。
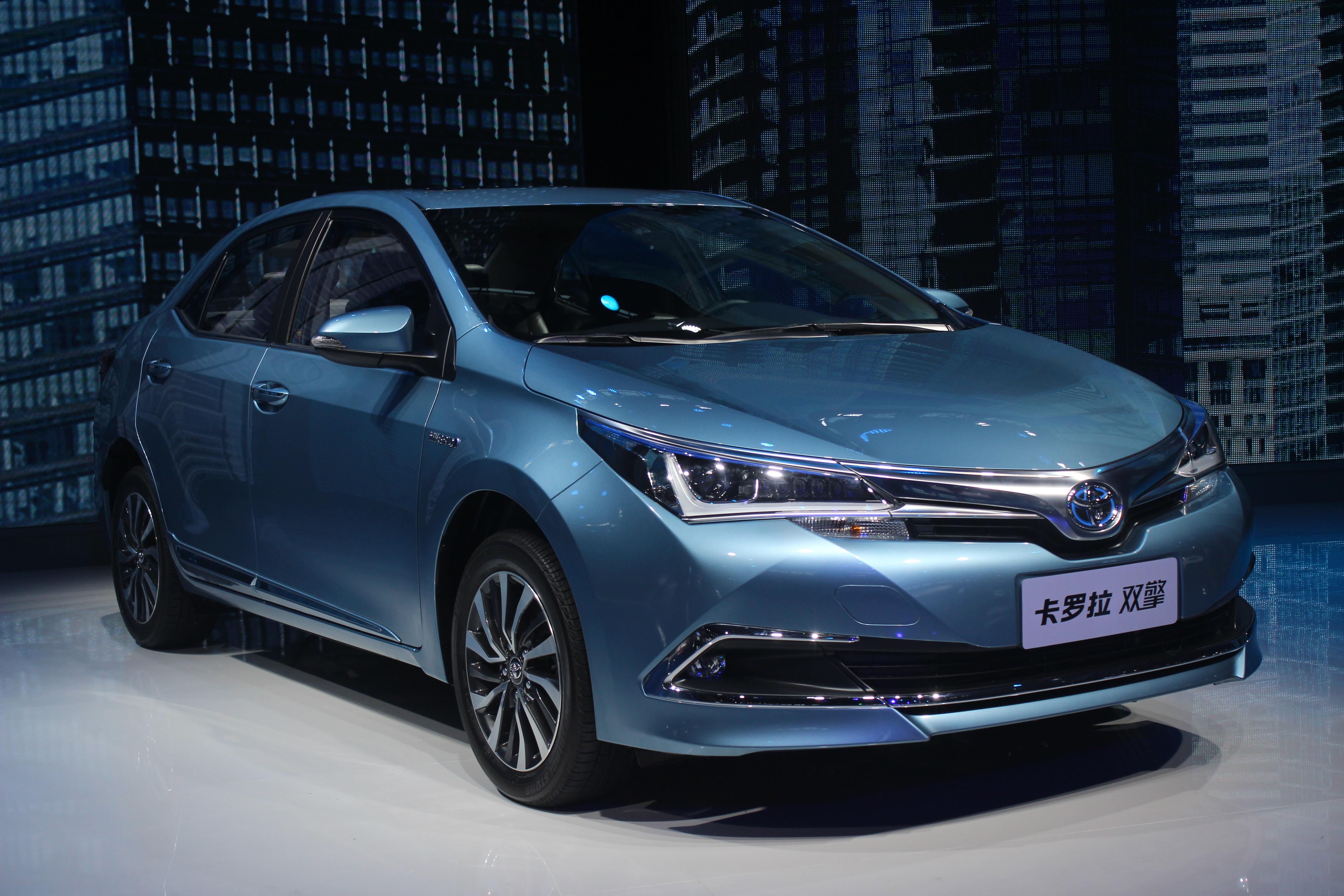
2015年10月 - 中国の広汽豊田において「レビンHEV」（中国国内完全生産ハイブリッド車）を発表。
- 2016年3月 - 欧州・中国・東南アジア・中東・南米仕様のマイナーチェンジを発表。
- 2016年9月 - 中国仕様の1.2L直噴ターボエンジンモデルを発表。
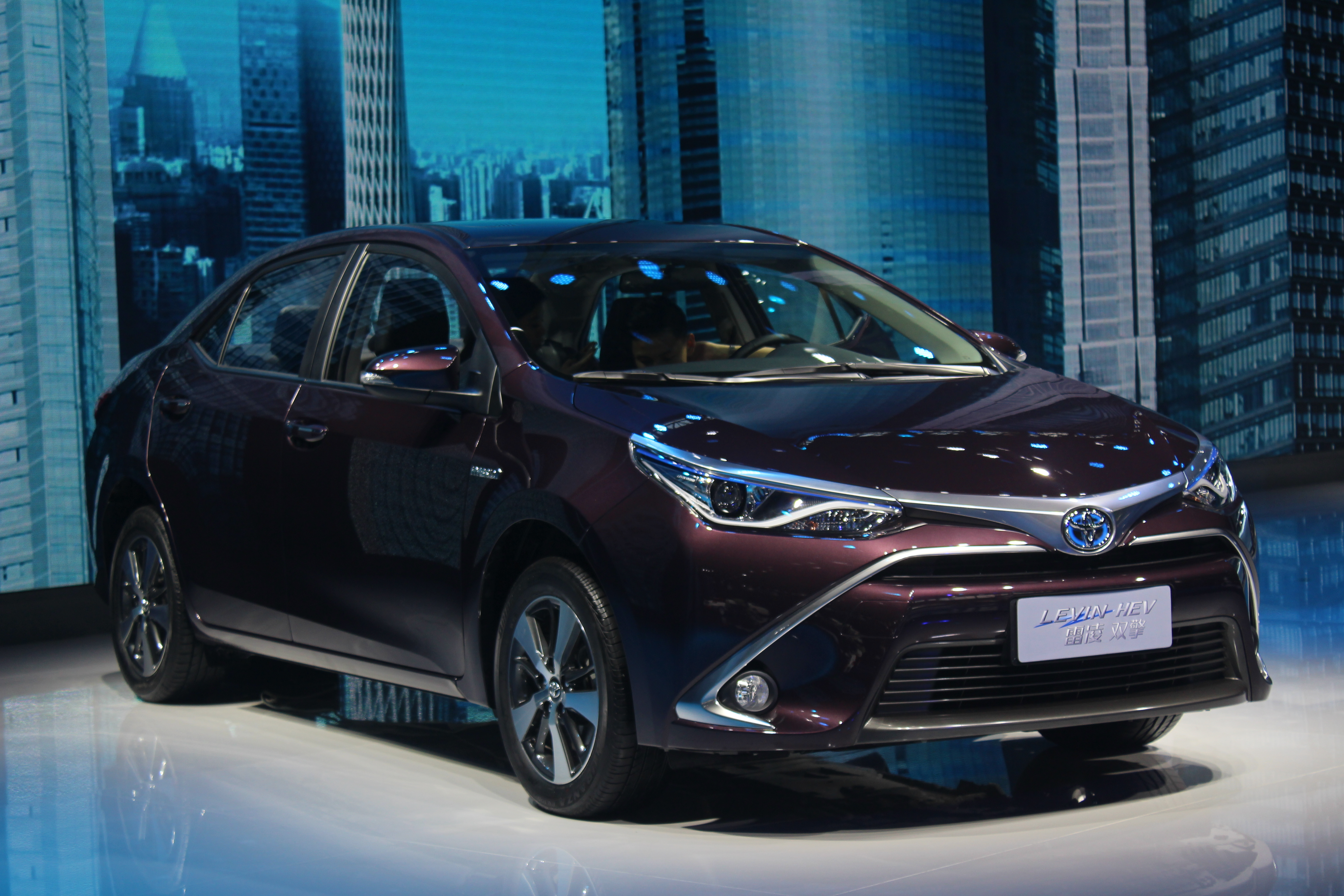
2018年4月25日 - 北京モーターショーにてE17#型セダンをベースとしたプラグインハイブリッド仕様の「カローラPHV」、および「レビンPHV」を世界初公開。2019年頃を目処に中国で発売予定。

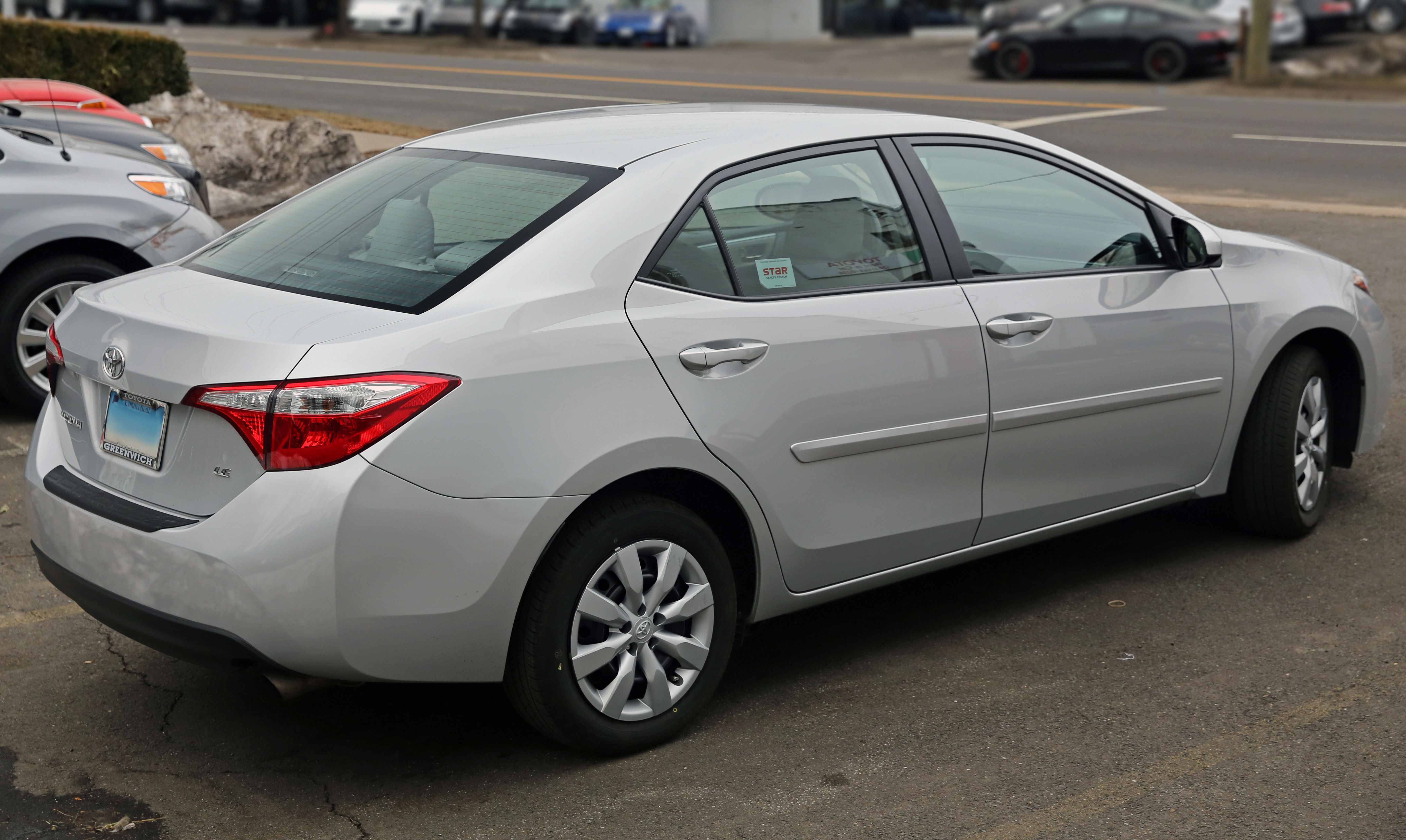
北米仕様（2013年型）後
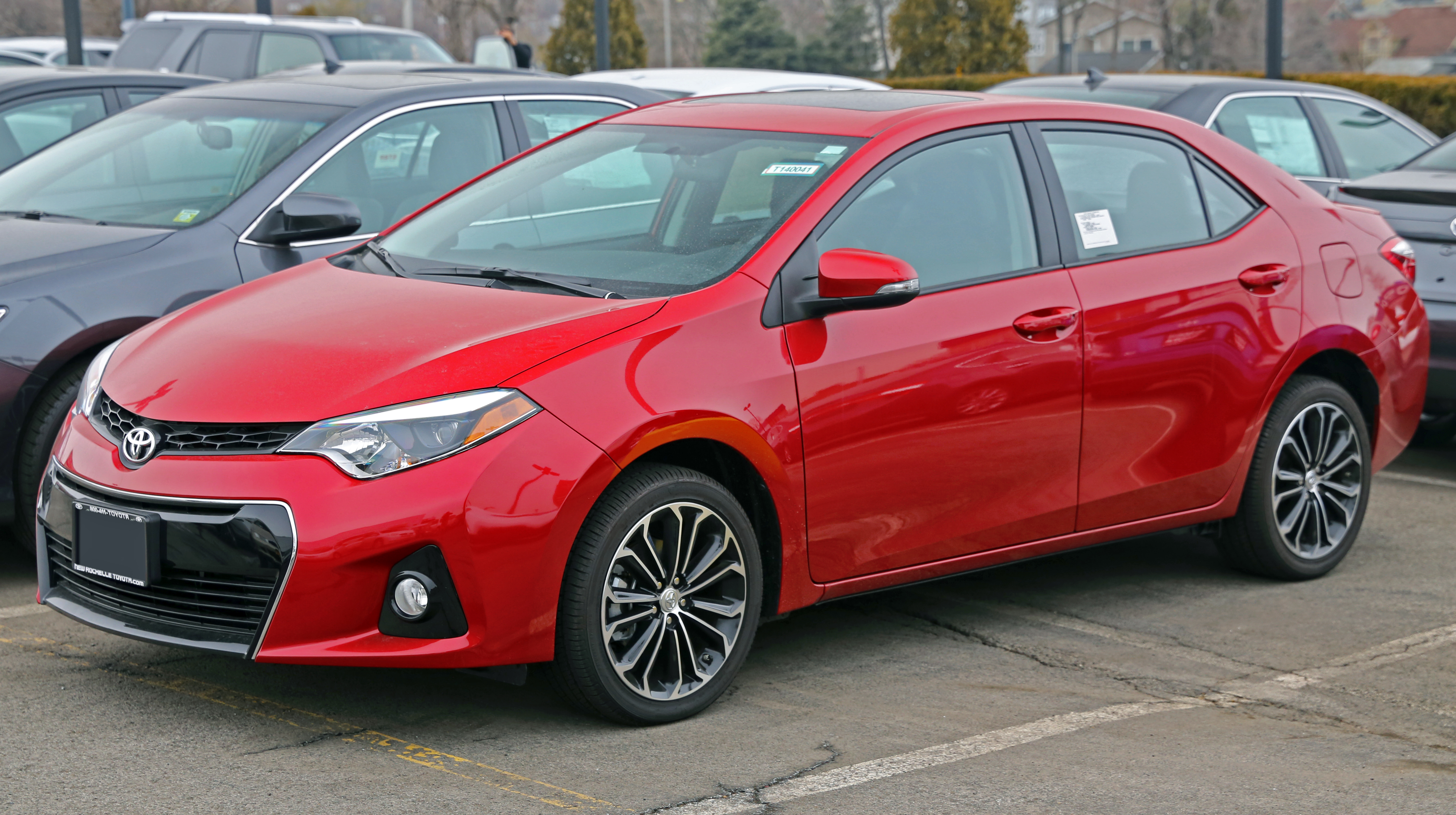
北米仕様 S
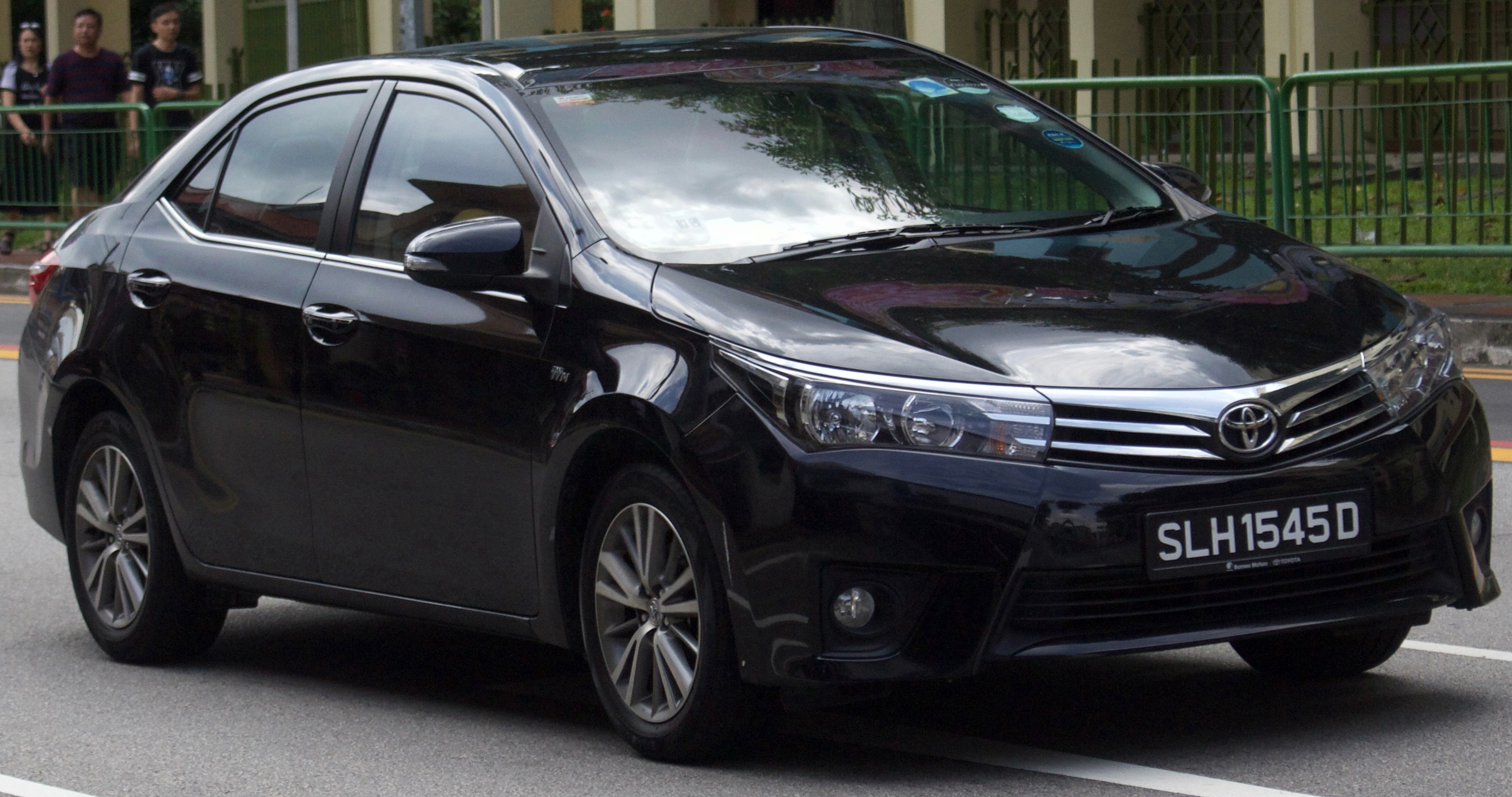
シンガポール仕様 カローラ・アルティス
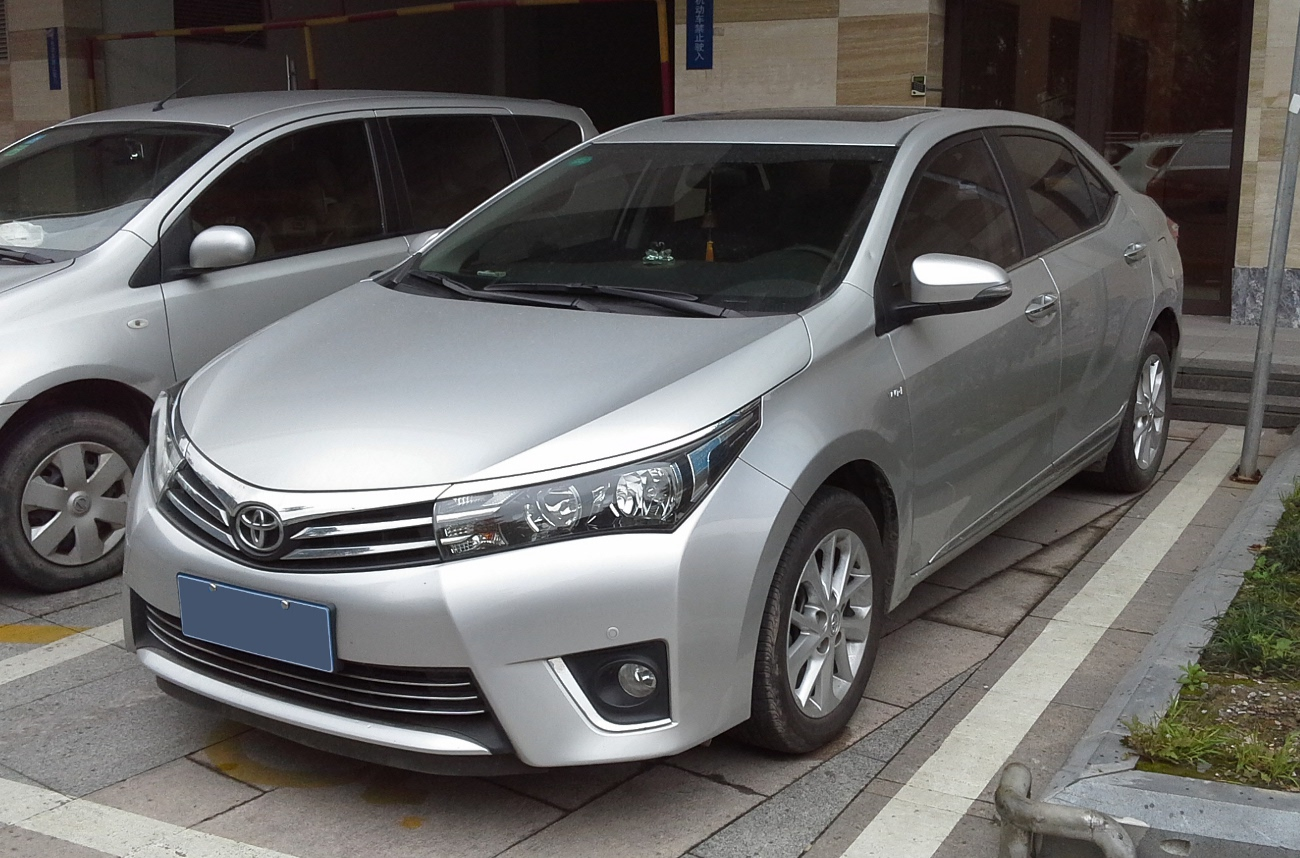
中国仕様

- 中国仕様 後
- レビン
- レビン 後
- 中国仕様 HEV
- 中国広汽 レビンHEV

## 12代目 E21#/EA1#型（2018年 - ）
2018年のニューヨーク国際オートショーで、ショートファストバックスタイル（いわゆる2ボックススタイル）のハッチバックモデル（カローラスポーツ）が初披露された。
これまでのカローラは世界の仕向地ごとに仕様を大きく作り変えておりプラットフォームも異なっていたが、この代では全てにTNGA（GA-Cプラットフォーム）が導入され、全世界でほぼ統一されたカローラとなる。従来のハッチバック、セダン、ステーションワゴンの他、カローラシリーズでは初となるクロスオーバーSUV型も投入された。また欧州ではステーションワゴンをクロスオーバーSUV風に仕立てた「トレック」も登場している。
海外仕様：2019年 -
米国では2018年7月にカローラiM（旧「サイオンiM」）の、欧州では2019年3月にそれぞれオーリスの後継モデルとして販売が開始されている。
欧州仕様のセダンはカローラ・リムジンの名で販売されている。
2018年10月のパリモーターショーでは、欧州地域で販売されていたオーリスツーリングワゴンの後継車種であるステーションワゴンタイプの「カローラツーリングスポーツ」が、同年11月の広州国際モーターショーでは一汽トヨタ自動車扱いのセダンタイプの「カローラ」がワールドプレミア。広州では広汽トヨタ自動車扱いである兄弟車のレビンも登場し、従来同様カローラがプレミアム（公式呼称:プレステージ）モデル、レビンがスポーティーモデルという棲み分けがされることになった。また、それぞれにロングホイールベース版が設定され、前者には「アリオン」の名が、後者には「リンシャン」の名が与えられている。
2022年10月18日、アメリカで2023年モデルを発表。新しい8インチタッチスクリーンを採用した他、 トヨタセーフティセンスがバージョン3.0にアップグレードされた。また、コネクティッド機能が強化され、Over-the-Air (OTA) で機能更新も可能となった。さらにXSEグレードには、新たに7インチのフル液晶メーターも搭載される。このほか先進運転支援機能「トヨタセーフティセンス」はバージョン3.0にアップグレード。
2022年11月15日に発表されたコンシューマー・レポートでは信頼性調査において1位を獲得した。

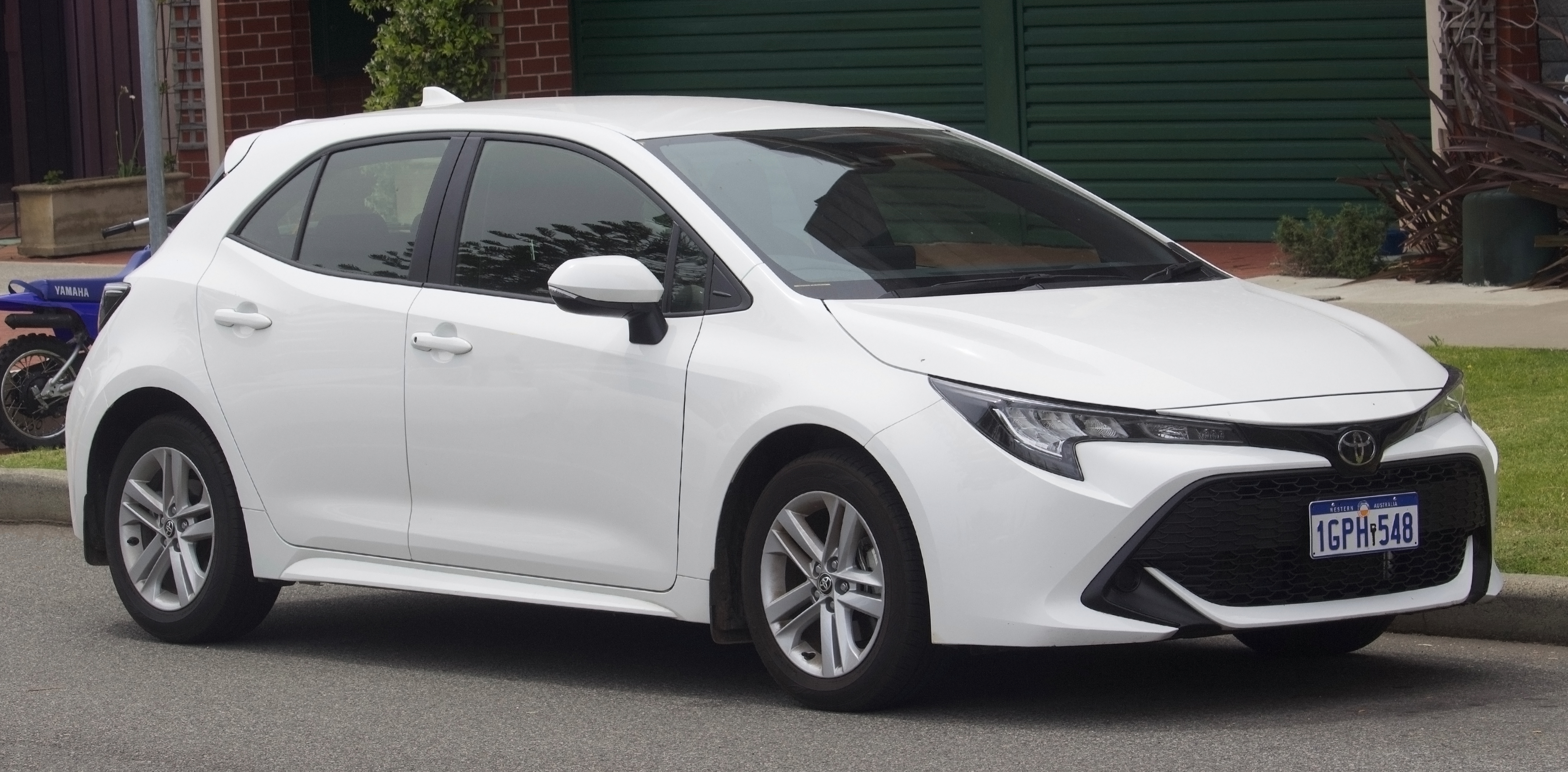
カローラハッチバック オーストラリア仕様 Ascent Sport
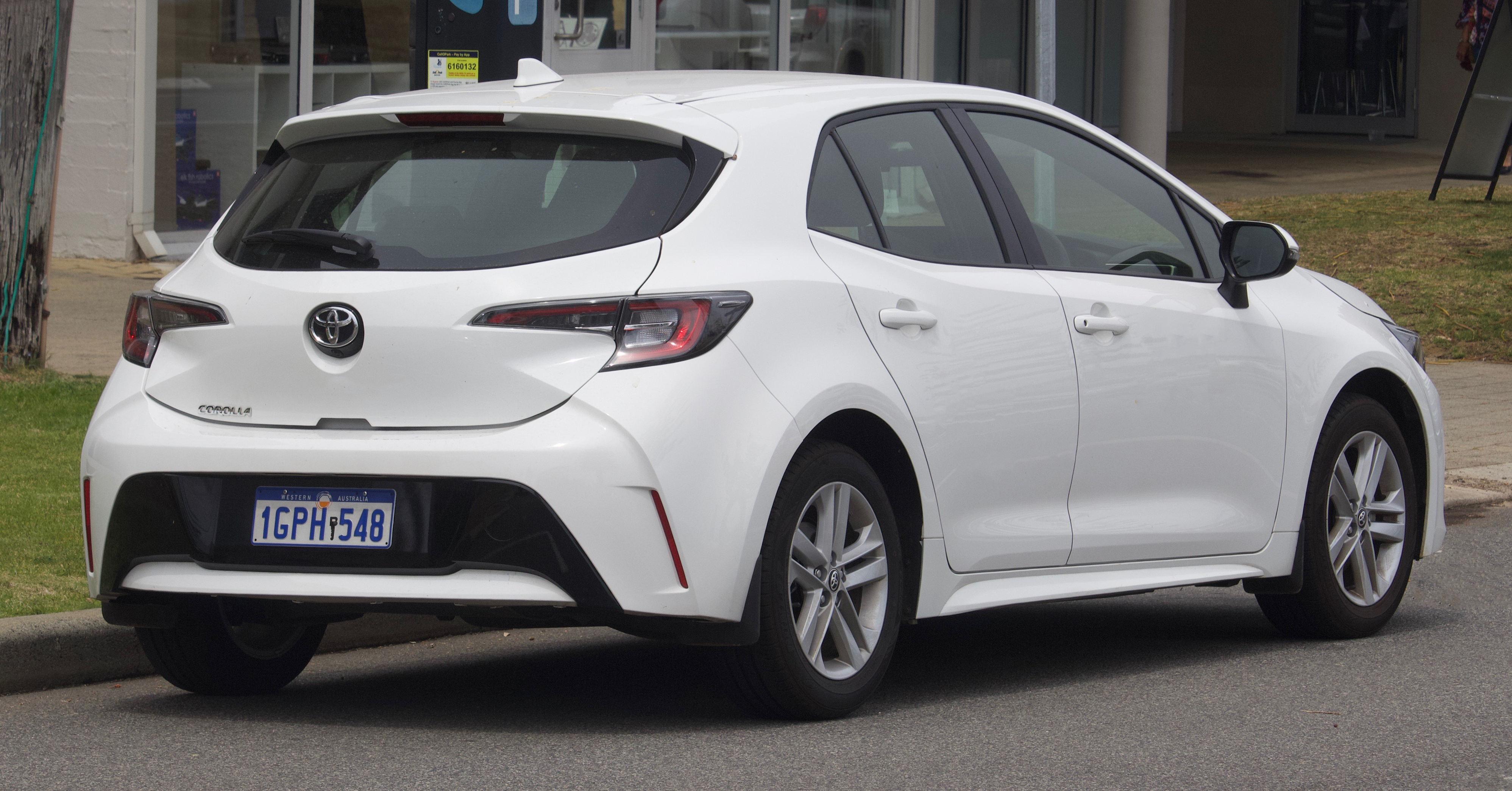
カローラハッチバック オーストラリア仕様 Ascent Sport 後
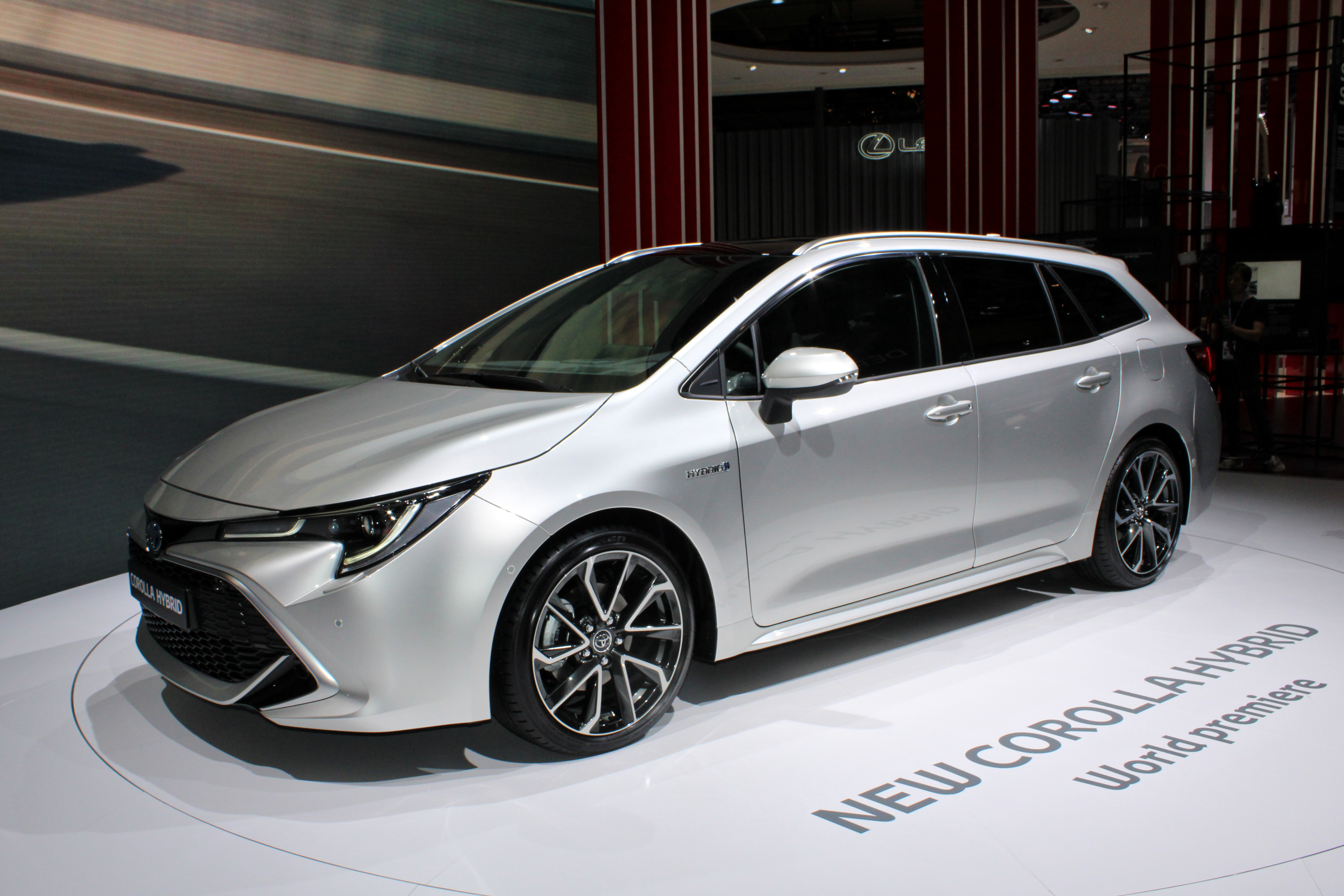
カローラツーリングスポーツ
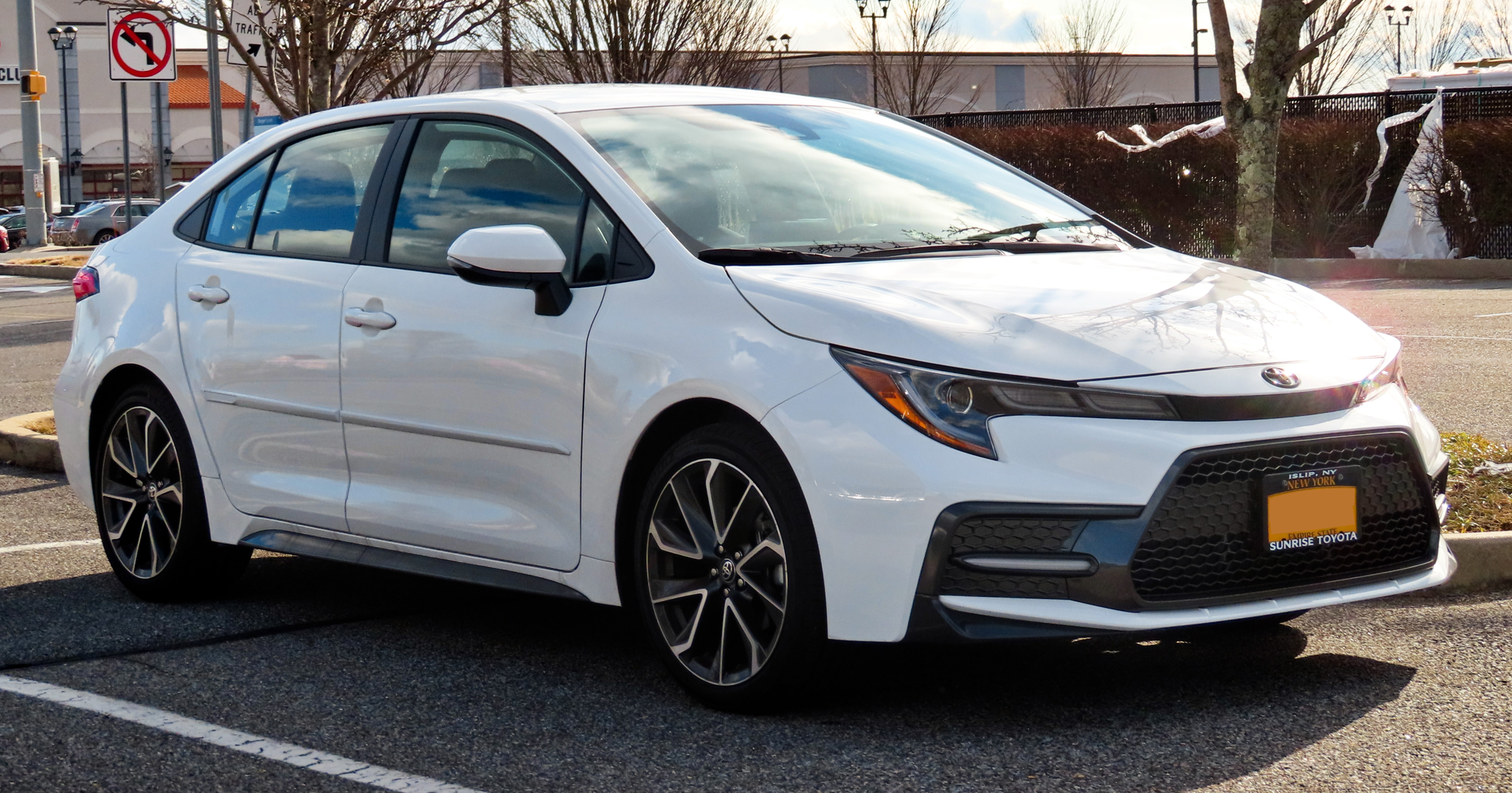
カローラセダン 北米仕様 SE

日本仕様：2019年 -
日本では2018年（平成30年）6月からカローラスポーツが、セダン・ワゴンに先駆け、オーリスの後継車として登場。本車はカローラ3兄弟中唯一グローバルモデルと同じ寸法で国内販売される。
遅れて1年後、2019年（令和元年）9月17日にセダン・ワゴンもフルモデルチェンジ。セダンは国内では13年ぶりとなる「カローラ」無印のネーミングが復活した（ワゴンでは「ツーリング」という新たなサブネームが与えられた）。キャッチフレーズは「あなたの真ん中へ。この世界の真ん中へ。」。グレード体系はガソリンエンジン車・ハイブリッド車共通で、「G-X」・「S」・2代目アクシオから継続の「W×B」の3グレード（ハイブリッド車は「HYBRID G-X」・「HYBRID S」・「HYBRID W×B」のグレード名称となる）となった。
車両骨格にはグローバルモデルと同じGA-Cプラットフォームが与えられて3ナンバー化された。一方、ボディは国内専用設計となり、全高はグローバルモデルと同一としつつ、全長で135mm・全幅で35 - 45mm（北米仕様と一部欧州仕様の全幅は70.1inch＝1,780mm）それぞれ短く、ホイールベースも60mm（セダンに限っては一部欧州仕様は国内仕様と同じ）短くなった。併せて、ドアミラーの取り付け位置も変更したことでミラー格納時の車幅は2代目アクシオと同等とし、最小回転半径は15インチタイヤ装着車で2代目アクシオと同等の5.0mを実現した。なお、3ナンバー化を決断した背景には、5ドアセダンの3・4代目（30系・50系）プリウスが3ナンバー車ながら大成功を収めているという理由があった。
外観はフロントデザインを大型台形のロアグリルフレームとメッシュグリルに統一。ヘッドランプは光源がLED化され、ラウンドを強めた一文字形状を採用する。リアデザインはコンビネーションランプを水平基調とした。ボディカラーは「G-X」系グレード・「S」系グレードは新規開発色の「セレスタイトグレーメタリック」を含む7色、「W×B」系グレードは新規設定色の「スパークリングブラックパールクリスタルシャイン」を含む3色が展開される。内装はインストルメントパネルが薄型・ワイド化されるとともに、Aピラーを細形化。ガソリン車・ハイブリッド車を問わず全車にタコメーターが標準装備される。「W×B」系グレードはフロントシートをスポーティーシートに、リアシートはトランクスルーも可能な6:4分割可倒式が新規採用された。
パワートレインは刷新され、ガソリン・CVT車とハイブリッド車は排気量を1.5Lから1.8Lにアップし、ガソリン・CVT車は2ZR-FAE型に、ハイブリッド車は2ZR-FXE型にそれぞれ変更。ガソリン・MT車は反対に1.2Lへダウンサイジングされ、カローラスポーツと共通の8NR-FTS型に換装された。またハイブリッド車は2代目アクシオでは設定されなかった4WD車が新たに追加され、電気式4WDシステム「E-Four」が搭載されている。また、ガソリン・MT車はカローラスポーツと同じ自動ブリッピング機能を備える「i-MT」となり、6速へ多段化された。WLTCモード走行による排出ガス並びに燃料消費率に対応（ハイブリッド車はJC08モード走行による燃料消費率も併記）しており、ハイブリッド車は「平成30年排出ガス基準75%低減レベル（☆☆☆☆☆）」認定を取得している。2022年10月の一部改良でガソリン車は2021年11月に一部改良を実施した中国仕様の12代目カローラセダン、および2代目レビンに先行採用された1.5L・直列3気筒DOHC12バルブのダイナミックフォースエンジンであるM15A-FKS型へ換装され、トランスミッションはMTを廃止してCVTへ一本化され、発進用ギアを追加した「Direct Shift-CVT」に変更。ハイブリッド車は電動モジュールが刷新され、フロントモーターを1VM型に変更したことでモーターの出力が向上された。なお、ガソリン車はエンジンの換装により排出ガス性能が向上され、「平成30年排出ガス基準50%低減レベル（☆☆☆☆）」認定を取得した。
足回りにはこの車格ではお馴染みとなったバネ上制振制御、これまでレクサスのみで採用されていた曲がる際前内輪にブレーキを掛けてハンドリングを向上させるACA（アクティブ・コーナリング・アシスト）が標準装備。加えて新たにレクサス/トヨタ車では初の試みとなる、運転者の目線の動きを計算したチューニングが施され、ストレスの少ない走りを実現している。なおこのチューニングはセダン・ワゴンのみならず、同時にマイナーチェンジされたカローラスポーツからも採用される。また、ブレーキに関してはこの代より日本仕様セダン・ワゴン（ツーリング）を含め、全車総輪ディスクブレーキ（前輪：ベンチレーテッドディスク、後輪：ソリッドディスク）が標準装備となり、ホイールもP.C.D.100.0 mmの5穴に統一されることとなった。
さらに、日本国内のトヨタ車で初となるディスプレイオーディオが全車に標準装備されており、SmartDeviceLink・Apple CarPlay・Android Autoの対応によってスマートフォンとの連携が可能なほか、エントリーナビキットまたはT-Connectナビキットのどちらかを選択することで車載用ナビ機能を利用することも可能である。カローラスポーツと同様にDCM（車載通信機）も標準装備されており、コネクティッドサービスの利用も可能である。
旧型となった2代目カローラアクシオだが、中高年層や法人からの需要が依然として高いことから、グレード体系を刷新して販売が継続されている（後述）。
- 2020年（令和2年）
  - 5月13日 - 特別仕様車「G-X"PLUS"」、「HYBRID G-X"PLUS"」が発売された[43]。「G-X」・「HYBRID G-X」をベースに、ベースグレードではメーカーオプション設定となるインテリジェントクリアランスソナー[パーキングサポートブレーキ(静止物)]とバックガイドモニターが特別装備され、リアドア・バックウィンドウガラスはUVカット機能付ソフトプライバシーにグレードアップ。内装はメーター周りやステアリングホイールなどにシルバー塗装が施され、レジスターノブはサテンメッキ加飾とした。
  - 10月1日 - 一部改良された[44]。ハイブリッド車の全グレードにアクセサリーコンセント（AC100V・1500W/コンセント2個/非常用給電システム付）のメーカーオプション設定が追加され、「HYBRID G-X」と「HYBRID S」は充電用USB端子を従来モデルから2個増やして3個となった。また、「S」系グレードは切削光輝+ミディアムグレーメタリック塗装の17インチアルミホイールのメーカーオプション設定が追加された。なお、ハイブリッド車は発売当初、左右サイドフェンダーに装着されていた「HYBRID」エンブレムが廃止された。
- 2021年（令和3年）
  - 7月2日 - 一部改良された[45]。ペダルの踏み間違いによる急加速を抑制するプラスサポートを販売店装着オプションに設定され、「W×B」系グレードと「S」系グレードは「ナノイーX」のメーカーオプションを追加（助手席側のエアコン吹き出し口に装着。エアクリーンモニターとのセットオプション設定）。ボディカラーは「G-X」系グレード、「S」系グレード専用の赤系（メーカーオプション）で変更され、スカーレッドメタリックと入れ替わりでセンシュアルレッドマイカを設定。これにより、「W×B」系グレードは4色展開となった。なお、今回の一部改良により、ハイブリッド車は2WD・E-Fourを問わず2030年度燃費基準優良車（2030年度燃費基準達成車）となった[46]。
  - 11月15日 - 特別仕様車「HYBRID W×B"50 Million Edition"」が発売された[47]。シリーズでのグローバル累計販売5,000万台を記念したもので、「HYBRID W×B」をベースに、外観は17インチアルミホイールをマットブラック塗装に、フロントロアグリルのフレーム部をスパークリングゴールド+ブラック艶あり塗装に、ドアミラーとリアスポイラーをカラード（ボディカラー同色）にそれぞれ変更され、フェンダー左右に専用ロゴデカールを装着。内装はアクセント塗装をスパークリングゴールドに、ルーフヘッドライニングをフロマージュにそれぞれ変え、インストルメントパネルアッパー部にはレーザー刻印による専用ロゴを配した。また、シートはブラック選択時はアクセントストライプをブラックに変更、メーカーオプションのホワイト選択時は専用ホワイトボルスターを追加したほか、運転席には一部に除電機能付表皮を設けることでドライバーや周辺に溜まった静電気をボディ全体に分散させることで帯電量を軽減させ、安定した車両挙動に貢献する除電スタビライジングプラスシートも装備された。さらに、ベースグレードではメーカーオプション設定となるブラインドスポットモニター（BSM）+パーキングサポートブレーキ（後方接近車両）、エアクリーンモニター、「ナノイーX」、9インチディスプレイオーディオ（6スピーカー）も特別装備される。ボディカラーは標準色のプラチナホワイトパールマイカ（メーカーオプション）、ブラックマイカに、特別設定色のスレートグレーメタリックを加えた3色が設定される。
- 2022年（令和4年）10月3日 - 一部改良された[48]。グレード体系は従来の「S」と「G-X」に替わり、「G」と「X」を設定した。前述したパワートレインの刷新に加え、「Toyota Safety Sense」はプリクラッシュセーフティが交差点右折時の対向直進車や右左折時の対向方向から横断してくる歩行者の検知が可能となり、リスクの先読みを行うことで危険に近づきすぎないようにステアリングやブレーキ操作をサポートするプロアクティブドライビングアシストを追加。さらに、ソフトウェアアップデートに対応したことで購入後でも運転支援技術を最新化させることが可能となった。ディスプレイオーディオはコネクティッドナビ対応となり、グレードにより8インチもしくは車載ナビ機能付の10.5インチ（ディスプレイオーディオPlus）を設定。T-Connectサービスの有料オプションにより車載Wi-Fiに対応した。その他、ドライブレコーダー（前方）とバックガイドモニターを「X」にメーカーオプション、「G」と「W×B」に標準装備され、「G」と「W×B」はバックガイドモニターをメーカーオプションで録画機能付にアップグレード可能とした。外観はヘッドランプやフロントロアグリルなどが変更され、ボディカラーはセレスタイトグレーメタリック（「G-X」・「S」専用色）とダークブルーマイカメタリック（「S」専用色）を廃止、ブラックマイカをアディチュードブラックマイカに差し替え、新色としてブルーメタリック（「G」専用色）とマッシブグレー（「W×B」専用色）を追加したことで、「G」は6色、「W×B」は5色、「X」は4色となった。なお、今回の一部改良により車両型式が変わり、ガソリン車はMZEA17型、ハイブリッド・2WD車はZWE219型、ハイブリッド・E-Four車はZWE215型となった。
- 2024年（令和6年）4月2日 -　一部改良並びに特別仕様車「ACTIVE SPORT」が発表され、同日より発売された[49]。「X」はパーキングサポートブレーキ（前後方静止物+後方接近車両）を採用（後方接近車両は他の装備とのセットでメーカーオプション設定）。「W×B」はシートヒーター（運転席・助手席）、ステアリングヒーター、「ナノイーX」が採用され、デジタルキーのメーカーオプションが設定された。なお、ハイブリッド車は今回の一部改良によりリアに装着されているハイブリッドシンボルマーク（HYBRID SYNERGY DRIVE）に替わって「HEV」エンブレムが装着された。「ACTIVE SPORT」は「W×B」のハイブリッド車をベースに、外観は専用デザインのフロントバンパーが装備され、17インチアルミホイールを切削光輝+ピアノブラック塗装に、ロッカーモールとサイドターンランプ付カラードドアミラーはアティチュードブラックマイカ塗装（ロッカーモールはACTIVE SPORTロゴマーク付）にそれぞれ変更。内装はシートが合成皮革+ブランノーブ（除電スタビライジングシート[運転席]・サテンメッキ加飾付）となり、フロントシートをスポーツ仕様に変更。アルミペダルが特別装備され、内装の一部にグレーステッチが施された。機能面ではベースグレードではメーカーオプション設定となるBSMと安心降車アシスト[SEA]、デジタルキー、先読みエコドライブ（先読み減速支援、先読みSOC制御）が標準装備となり、パーキングサポートブレーキには後方接近車両を、ドライブレコーダーにはバックガイドモニター（録画機能付）がそれぞれ追加、ディスプレイオーディオは10.5インチ仕様のPlusとなり、2WD車にはサスペンションに専用チューニングが施された。ボディカラーは特別設定色のセメントグレーメタリック、プラチナホワイトパールマイカ（メーカーオプション）、アティチュードブラックマイカの3色が設定される。
- 2025年（令和7年）5月9日 - 一部改良（5月19日発売）[50]。フルモデルチェンジ当初から設定されていたガソリン車（1.8L → 1.5L）が廃止され、ハイブリッド専用車種へ移行。また、「G」はブラインドスポットモニター+安心降車アシスト、205/55R16タイヤ&16×7Jアルミホイール、LEDフロントフォグランプ、「W×B」はドライブレコーダー 前方+バックガイドモニター （簡易録画機能付）、ブラインドスポットモニター+安心降車アシスト、デジタルキー、ディスプレイオーディオPlusがそれぞれ標準装備化され、「G」と「W×B」のパーキングサポートブレーキは後方接近車両も標準設定化。メーカーオプションのアクセサリーコンセントには給電アタッチメントが追加された。なお、ボディカラーの設定も一部変更され、「W×B」専用色のスパークリングブラックパールクリスタルシャイン（メーカーオプション）が廃止された。

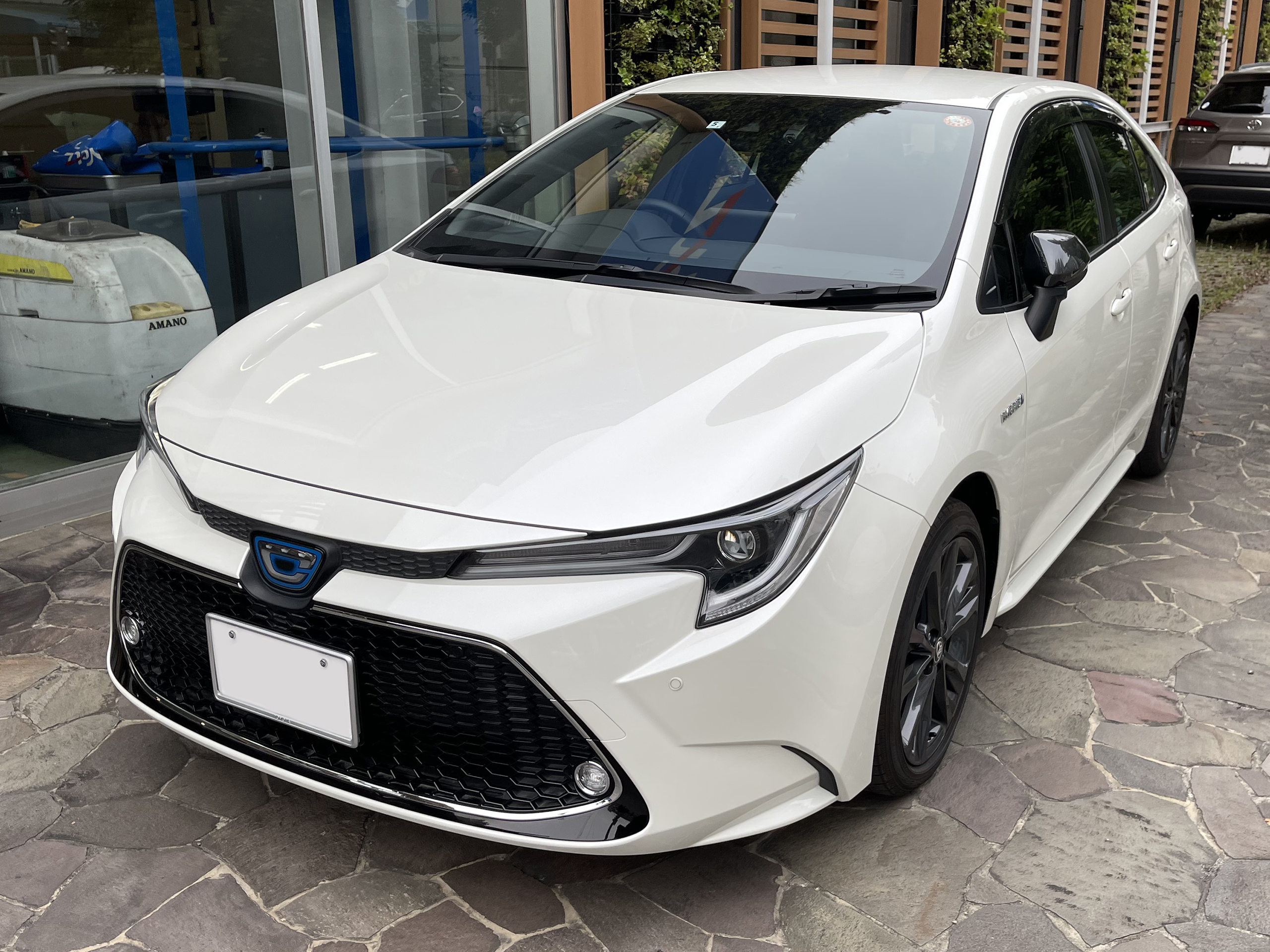
2019年9月初期型 HYBRID W×B
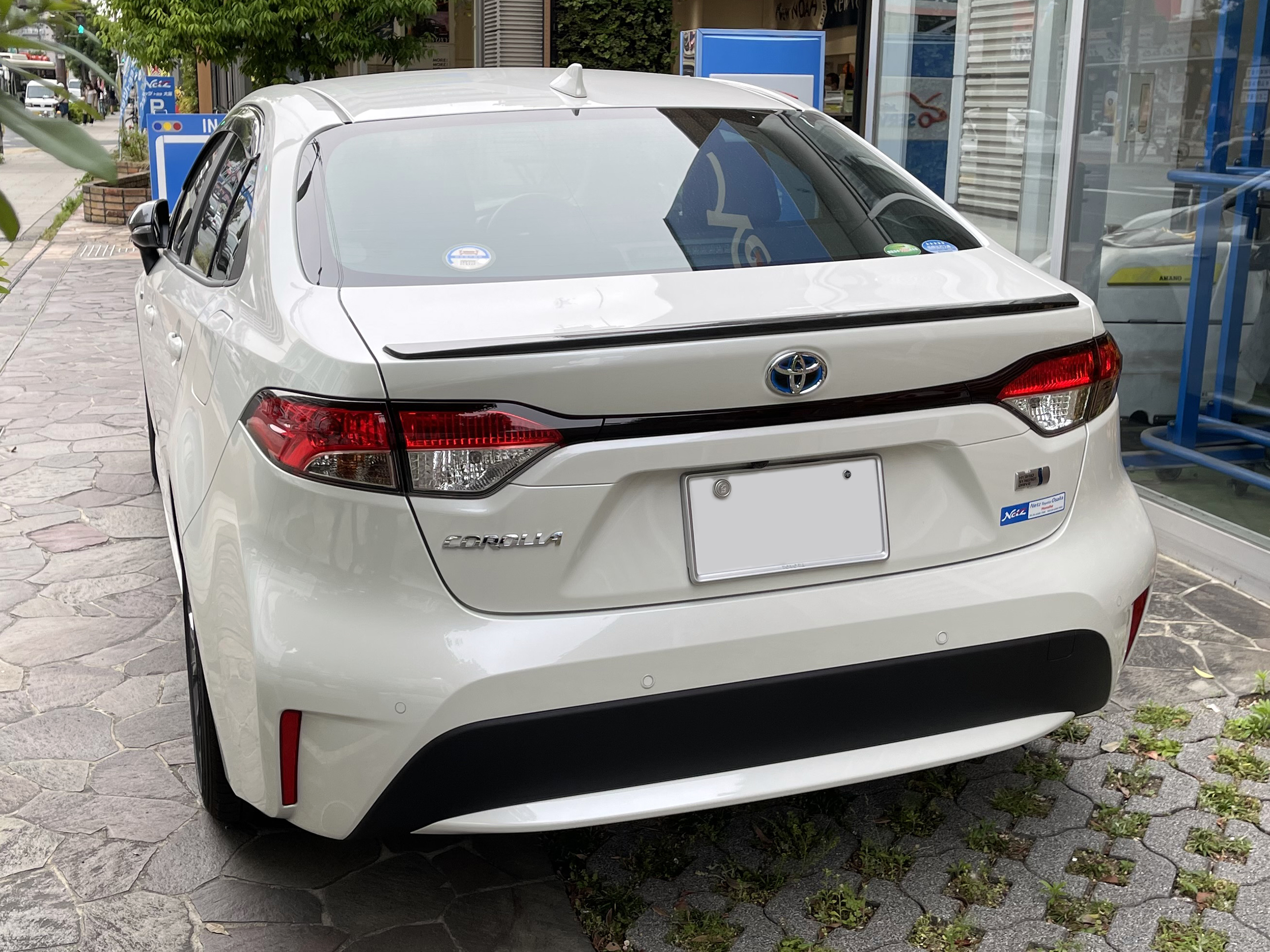
2019年9月初期型 HYBRID W×B 後
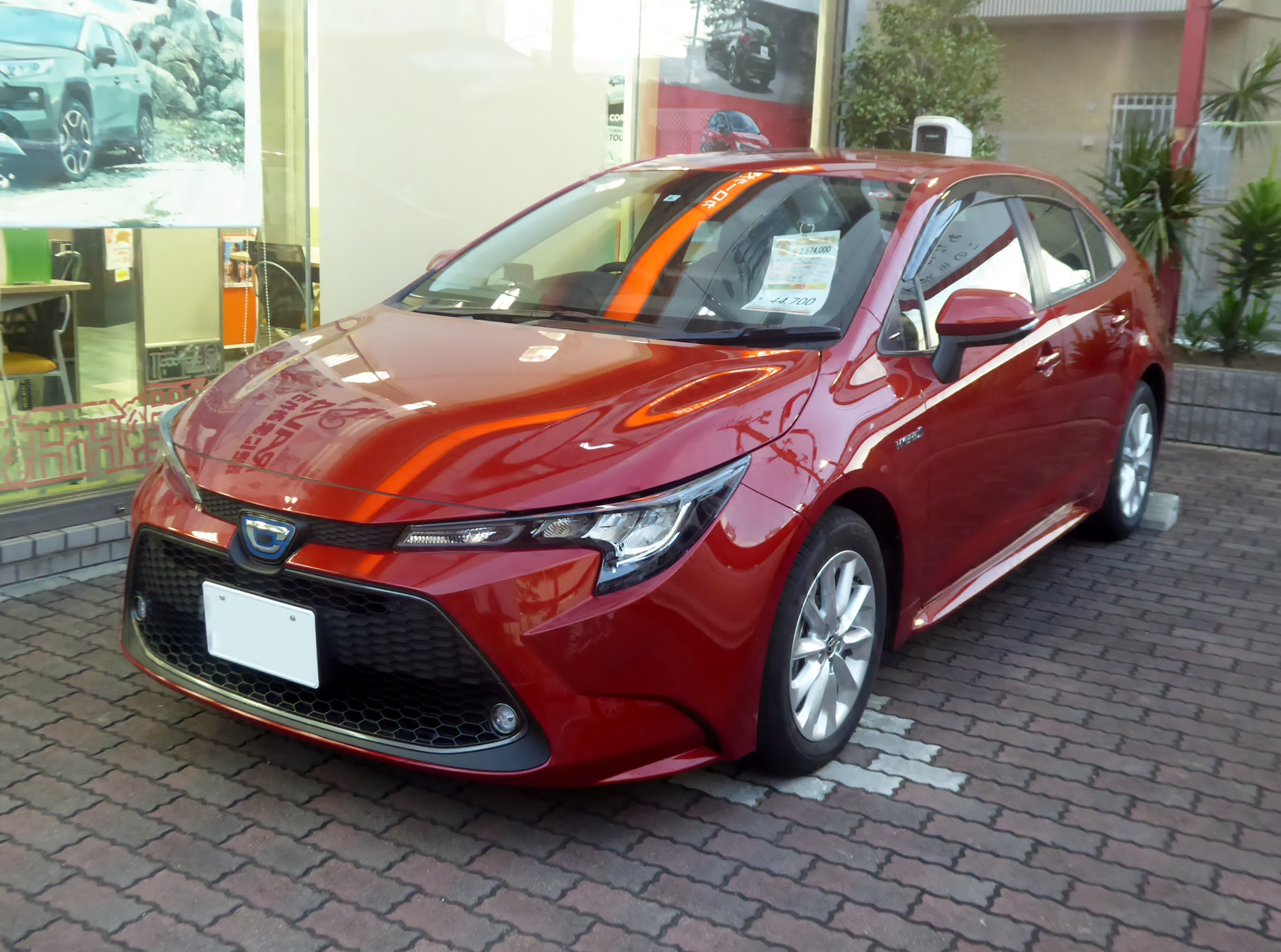
2019年9月初期型 HYBRID S
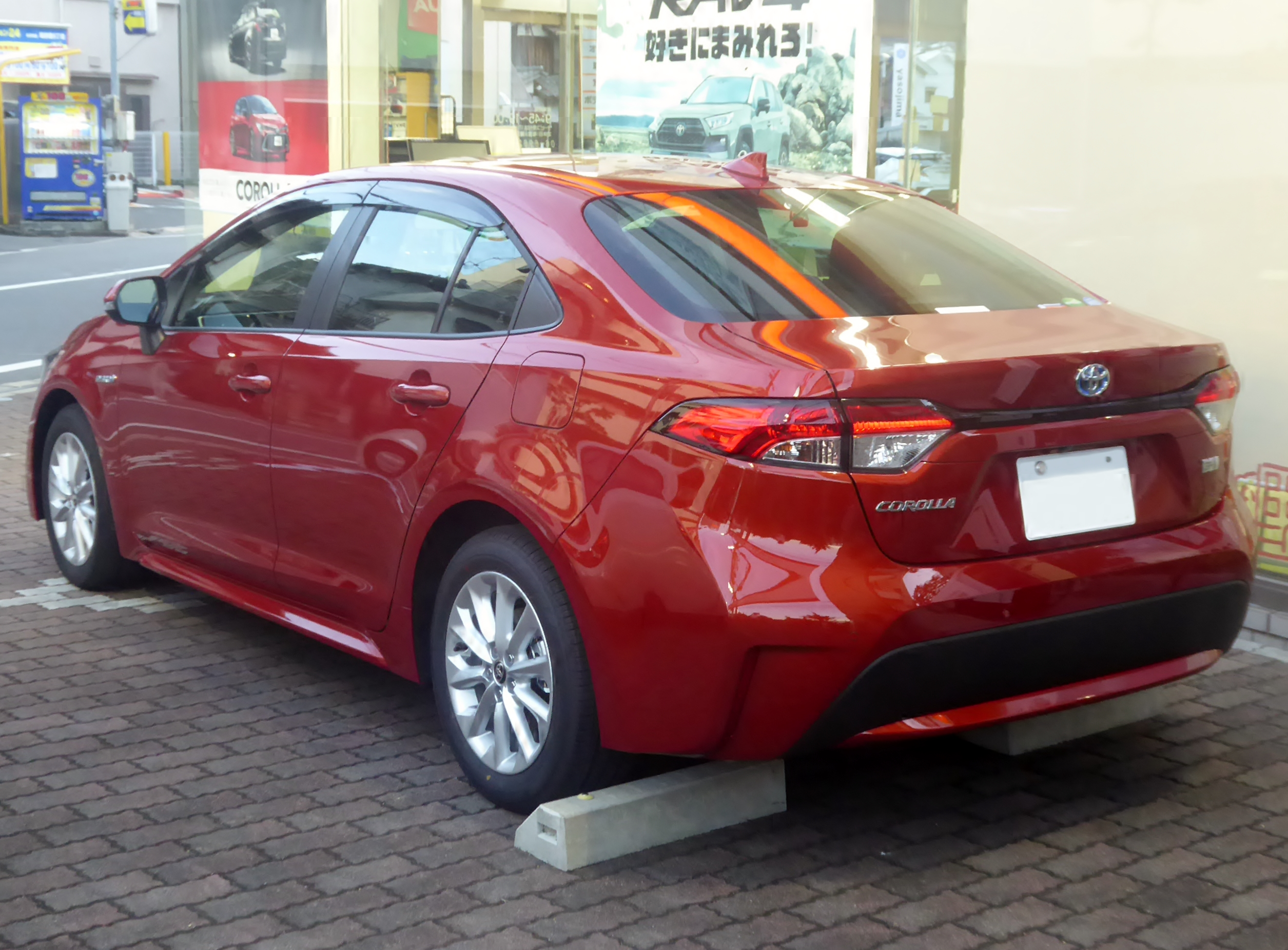
2019年9月初期型 HYBRID S 後
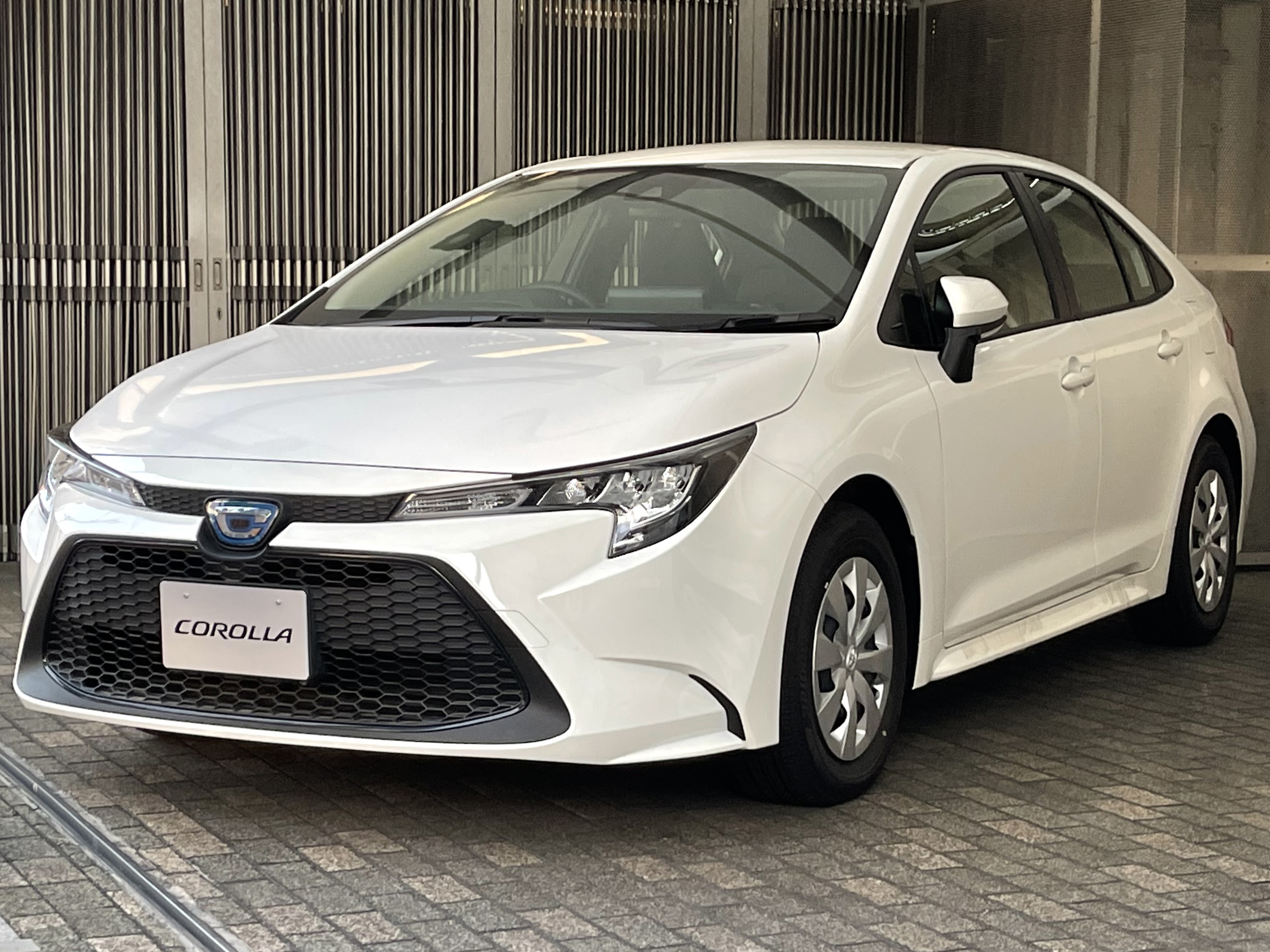
2019年9月初期型 HYBRID G-X
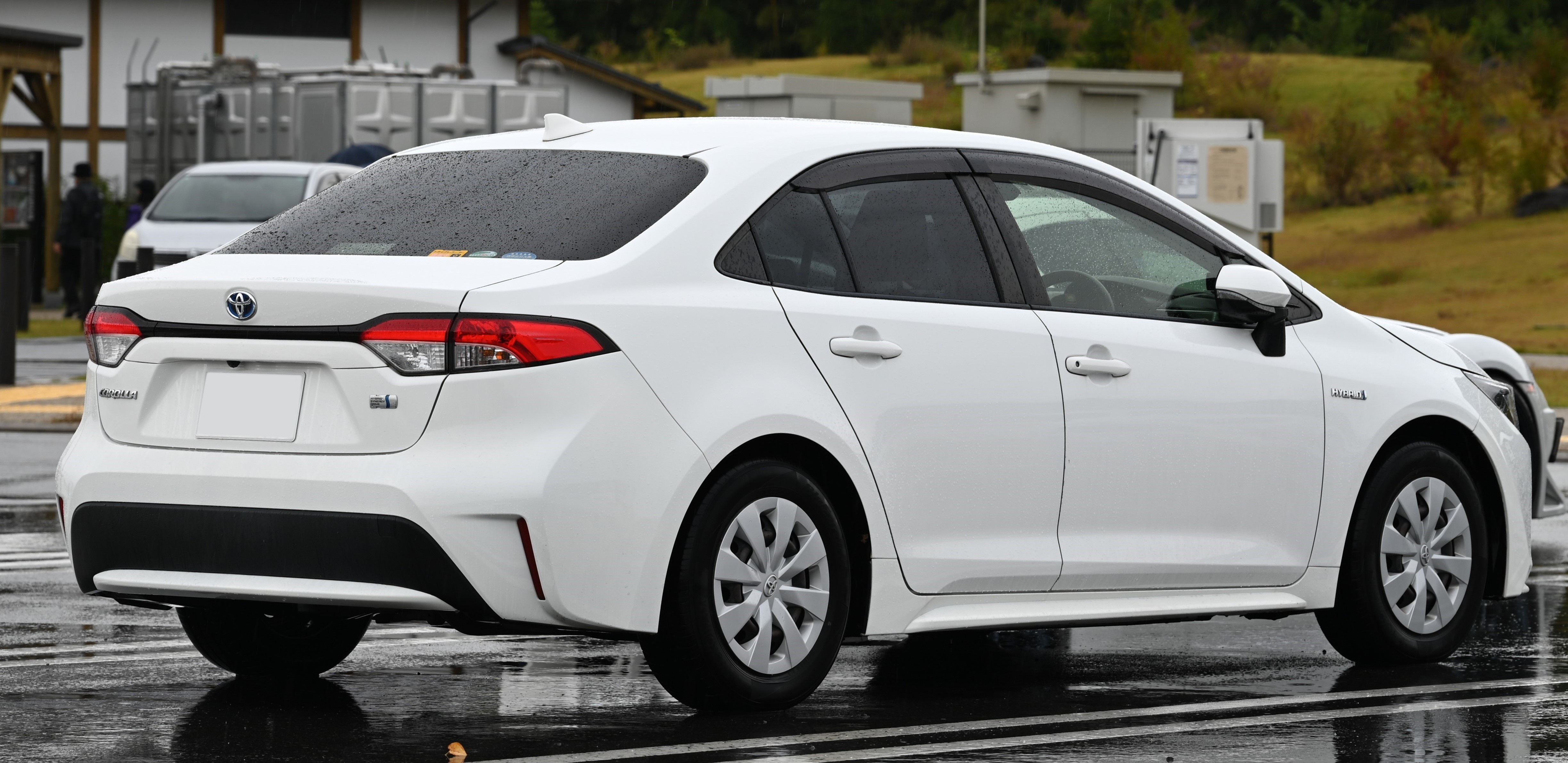
2019年9月初期型 HYBRID G-X 後
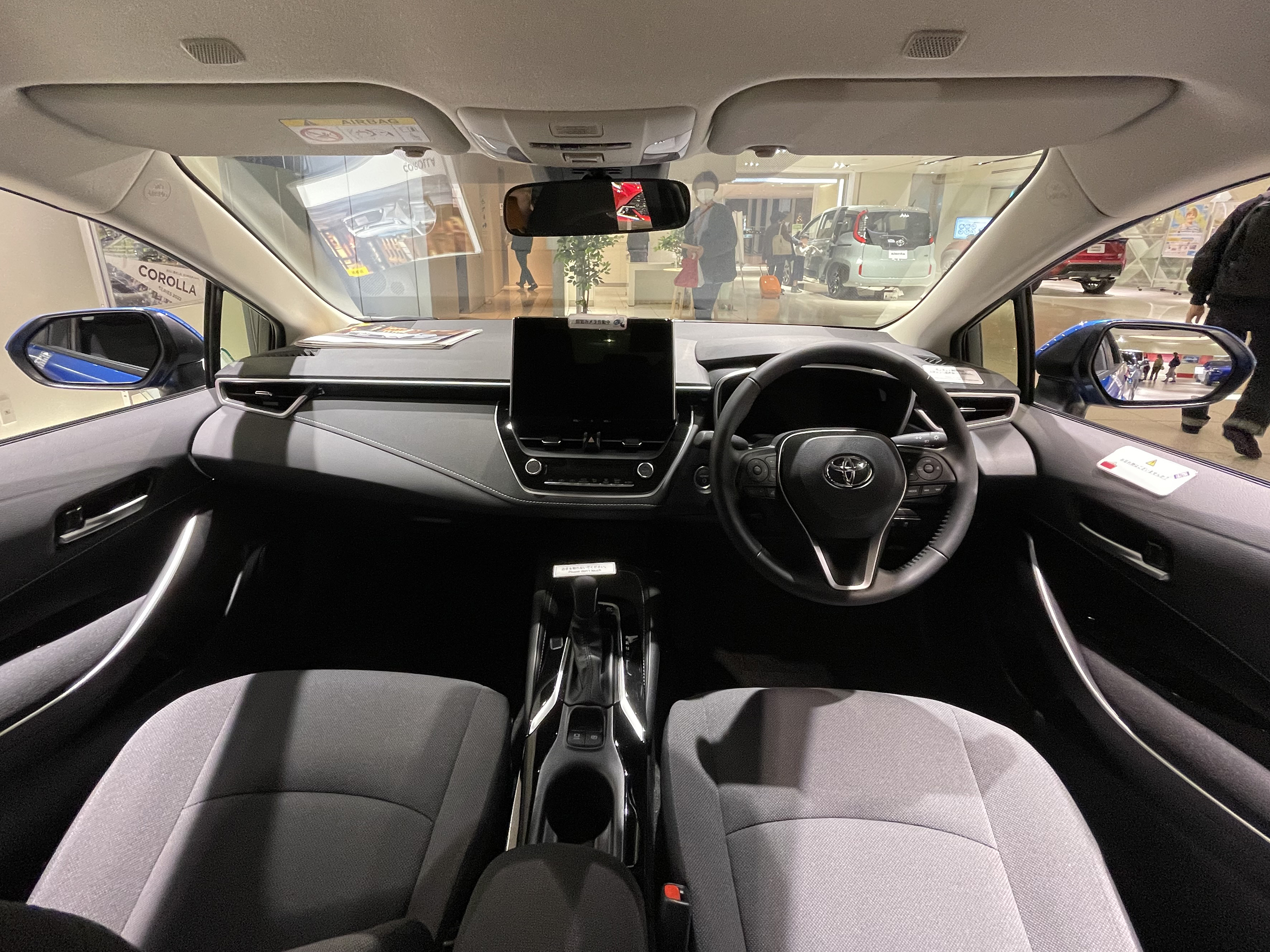
2022年10月改良型 HYBRID G 内装

## モータースポーツ
初代（E1#型）

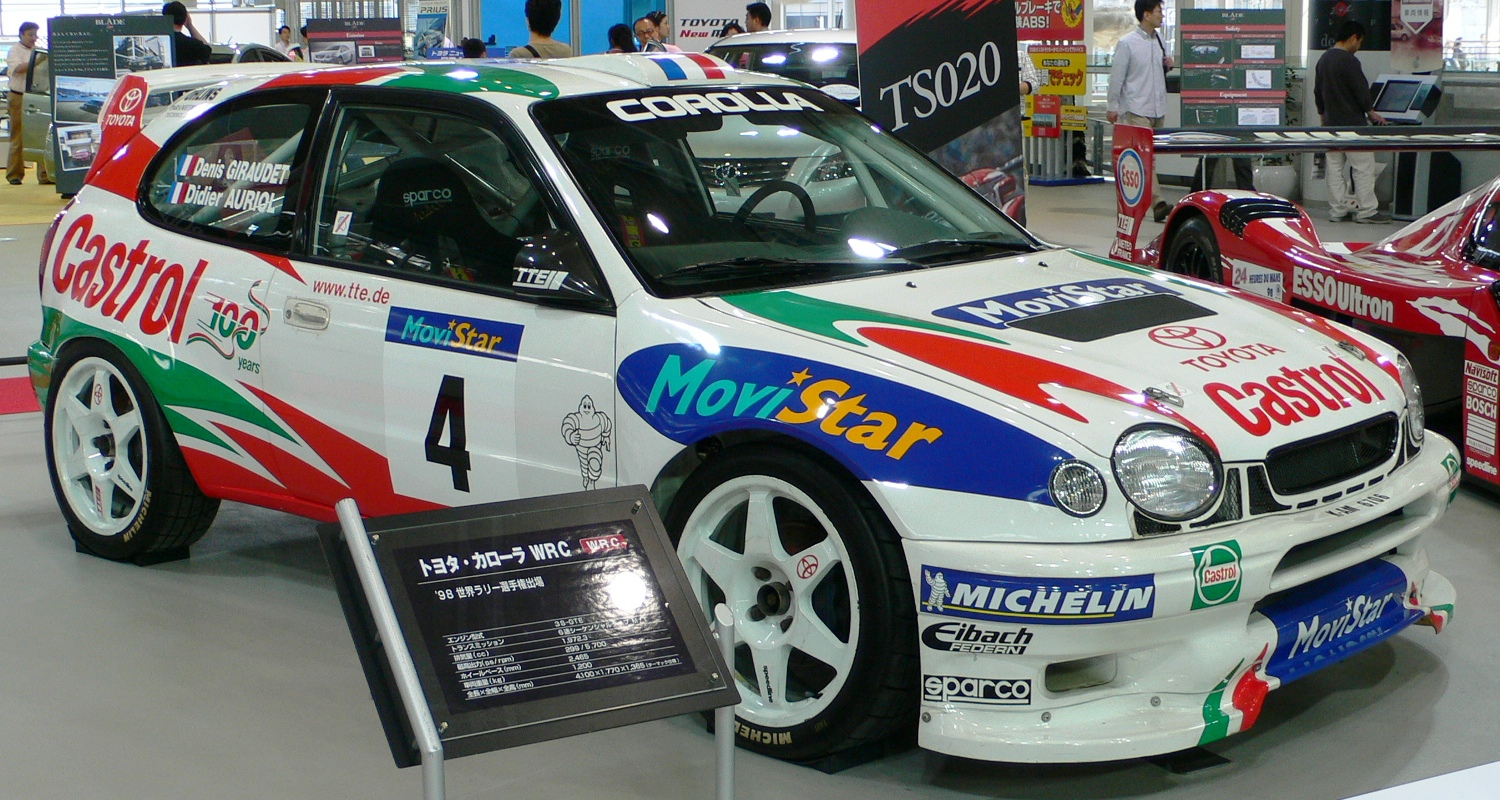
1999年世界ラリー選手権でマニュファクチャラーズタイトルを獲得したカローラWRC

- 1967年頃からツーリングカーレースやラリーに登場。ツール・ド・ニッポン、東北ラリーなどで優勝を挙げた[51]。

4代目（E70#型）
- プライベーターの運用により、イギリスツーリングカー選手権（BTCC）に参戦。1982年にウィン・パーシーがドライバーズチャンピオンに輝いている[52]。

5代目（E8#型）
- 1984年10月 - カローラFX（ハッチバックモデル）が全日本ツーリングカー選手権で活躍。同クラスのシビックと死闘を繰り広げた。1986年には、仙台ハイランドレースウェイで行われたレースでカローラFXが総合優勝を果たしている。

7代目（E10#型）・8代目（E11#型）
- 全日本ツーリングカー選手権が競技車両規定変更よりスーパーツーリングカーを採用した際、1994年は7代目 E100型セダン、1995年 - 1997年までは8代目 E110型セダンをベースにしたマシンが製作され参戦していた。
- 新井敏弘が全日本ラリー選手権で初優勝を収めたのはE10型（通称AE101型カローラセダン）だった。
- 欧州仕様の3ドアハッチバックをベースにした、WRカー規定のカローラWRCが世界ラリー選手権で活動した。1997年終盤のラリー・フィンランドでデビュー。1998年開幕戦のラリー・モンテカルロで初優勝を挙げ、スバルを破ってドライバー・マニュファクチャラーズで年間2位を獲得。1999年にはマニュファクチュアラーズチャンピオンとなった。ライバルのスバル・インプレッサWRCや三菱・ランサーエボリューションに比べると絶対的なスピード面では一歩譲ったものの、ターマック、グラベル、スノーなどあらゆる路面で安定した速さを見せた。特にハンドリングのよさ、マシンセッティングのしやすさは抜群で、トヨタのWRC撤退後もセバスチャン・ローブやヤリ＝マティ・ラトバラ、ヴァレンティーノ・ロッシなどの若者やプライベーターに好んで用いられた。また2000年・2001年のヨーロッパラリー選手権も連覇している。

E12/E13型
- アルゼンチンのTC2000シリーズに参戦し、2002年（ノルベルト・フォンタナ）・2011年・2013年（マティアス・ロッシ）のチャンピオンマシンとなった。
- オーストラリアラリー選手権ではTRD協力のもとにスーパー2000規定のラリーカーとして開発され、2006年～2008年までチャンピオンシップを連覇した。

E21型
- 北米のPapadakis Racingが、カローラスポーツを後輪駆動と1000馬力のトヨタ・2ARエンジンに換装してフォーミュラ・ドリフトに参戦、開幕戦ロングビーチで優勝し、年間ランキングでも2位に着けた[53]。
- 2019年からBTCCにワークス復帰した英国トヨタは、カローラスポーツをベース車両として参戦している。

- 2020年からはセダンタイプでストックカー・ブラジルに参戦。北米TRDが開発したV8自然吸気エンジンを搭載する。
- 2021年からカローラスポーツが、世界初の水素エンジンのレーシングカーとしてスーパー耐久に参戦している。
- 2022年にTGRアルゼンチンがセダンボディで製作したTCR既定のツーリングカーが公認を取得した。エンジンは2.0リッターターボの8AR-FTSを用いる。

カローラアクシオ
カローラ・アルティス
カローラレビン

### ギャラリー

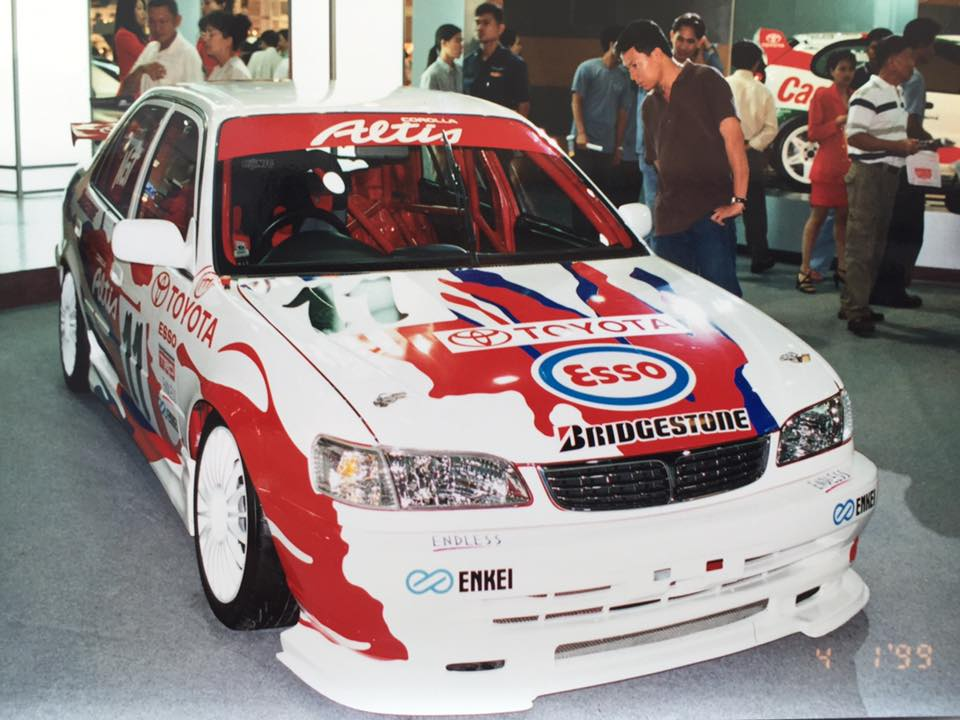
タイトヨタのスーパーツーリング規定のカローラ・アルティス（1999年）
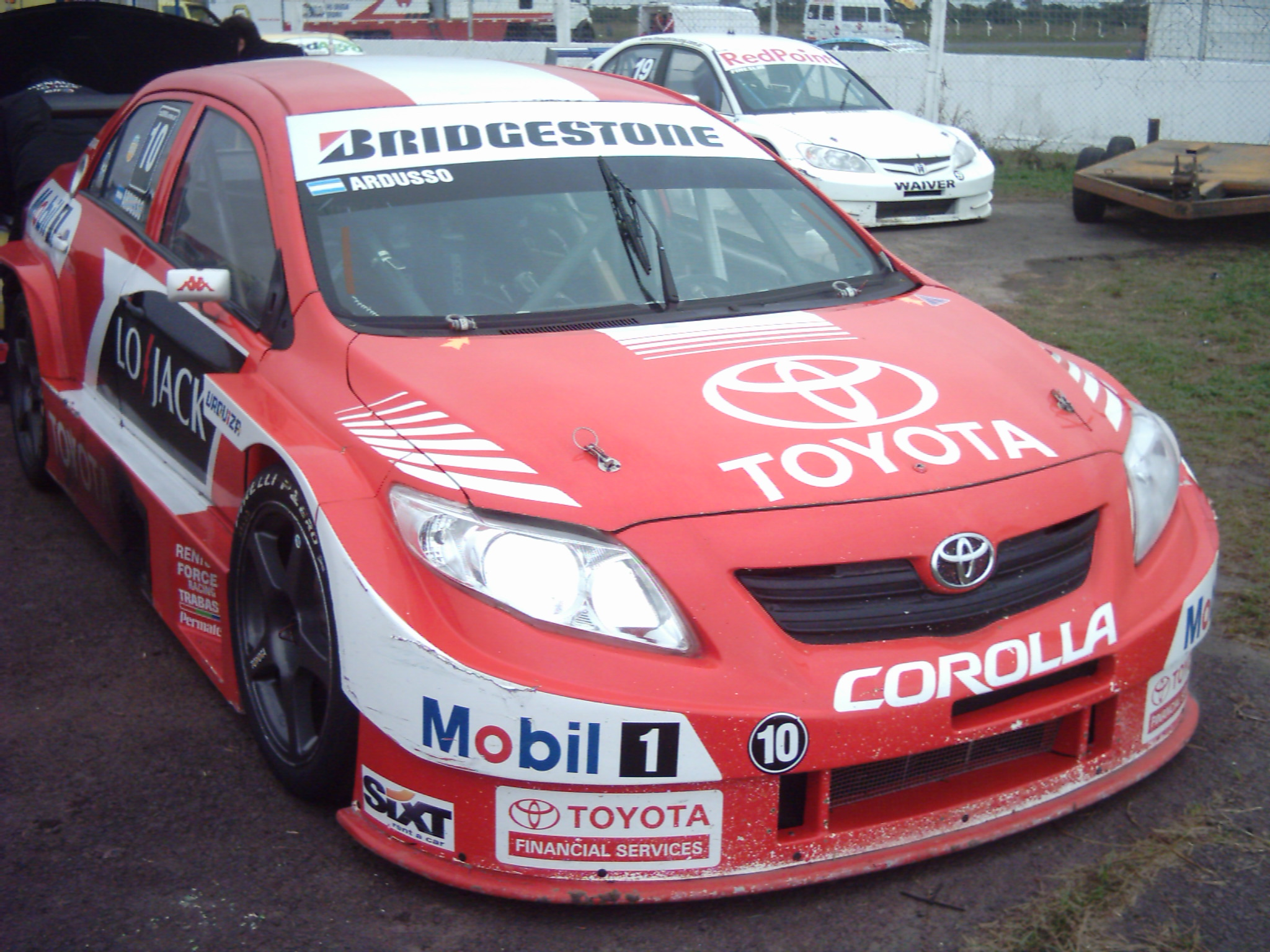
アルゼンチンTC2000のカローラ（2010年）
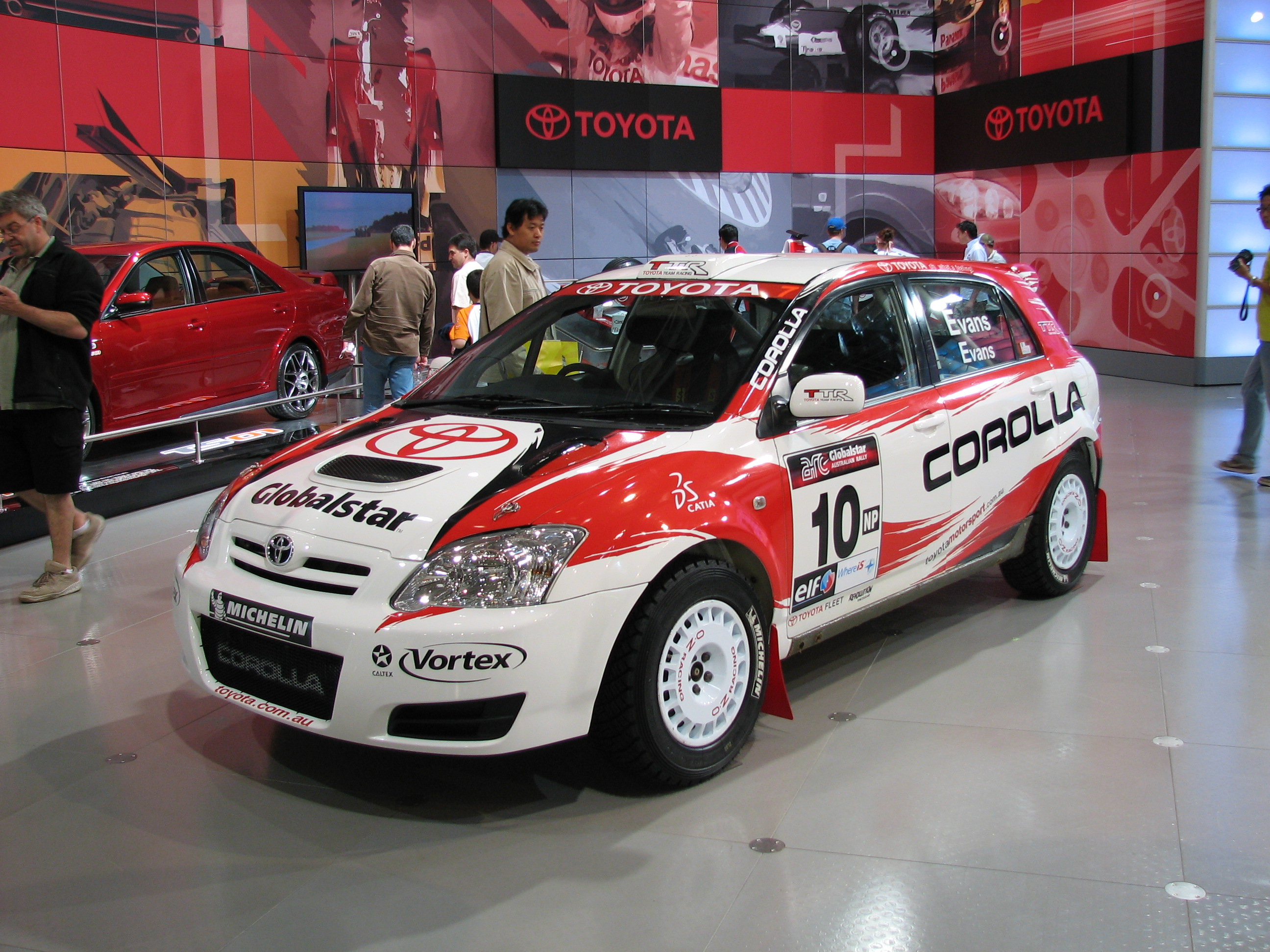
豪州のスーパー2000規定のカローラ（2007年）
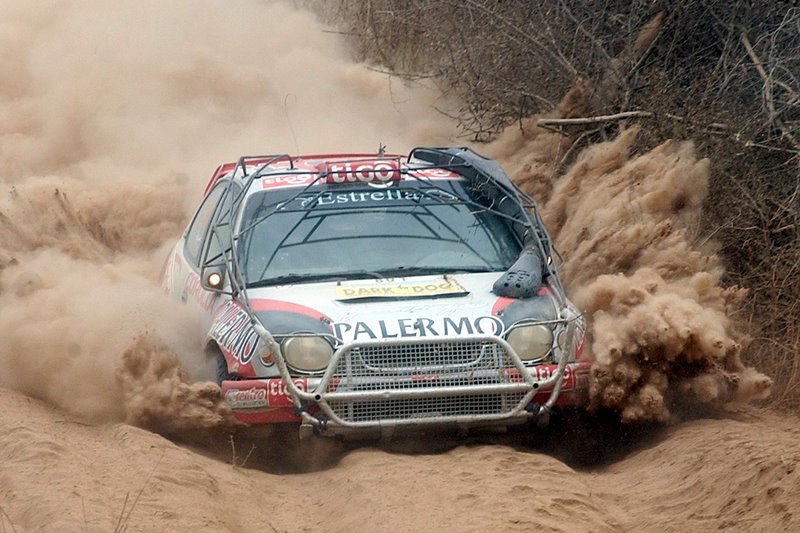
パラグアイのプライベーターが運用するカローラWRC（2005年）
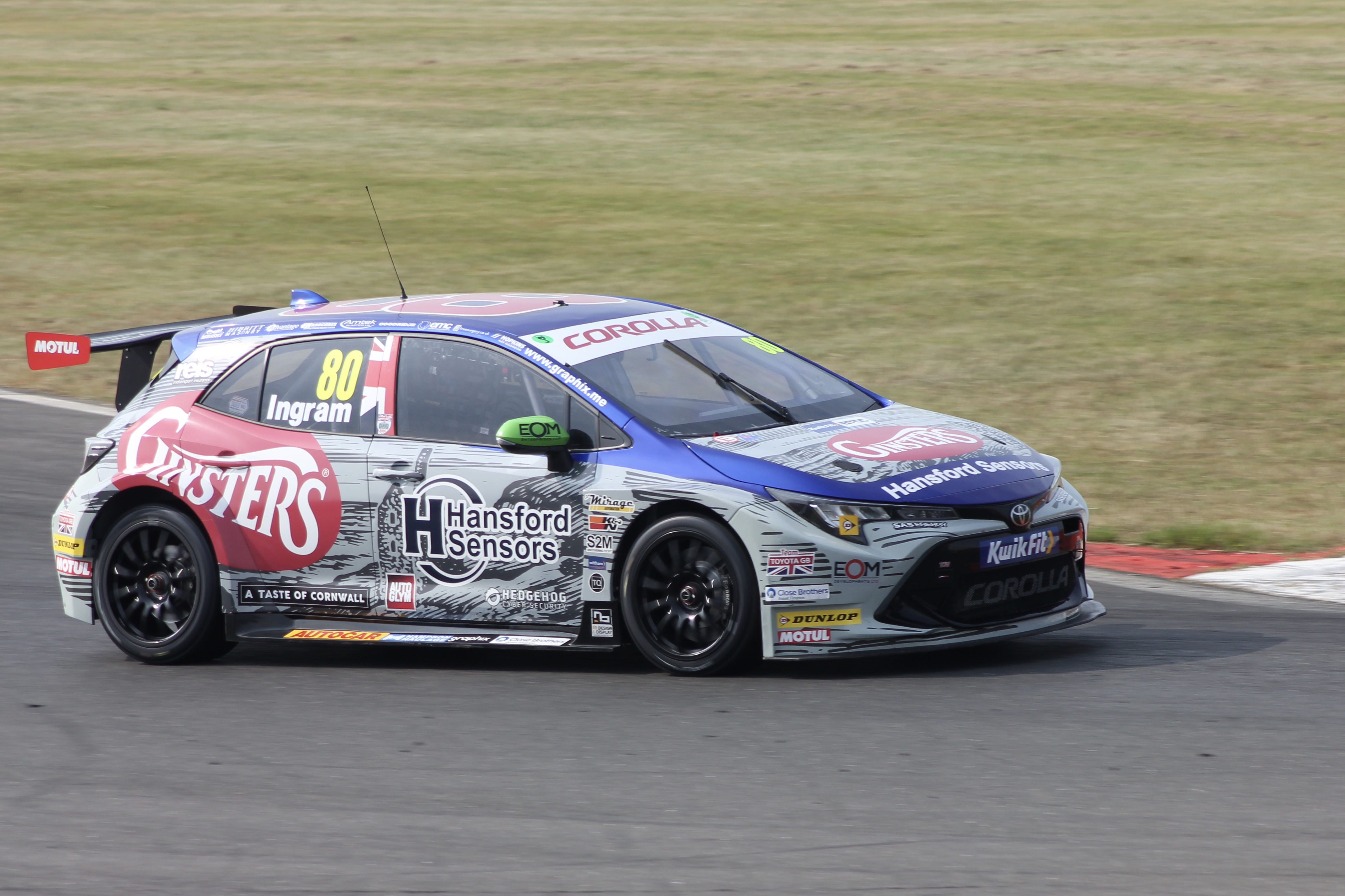
BTCCのカローラスポーツ(2019年)
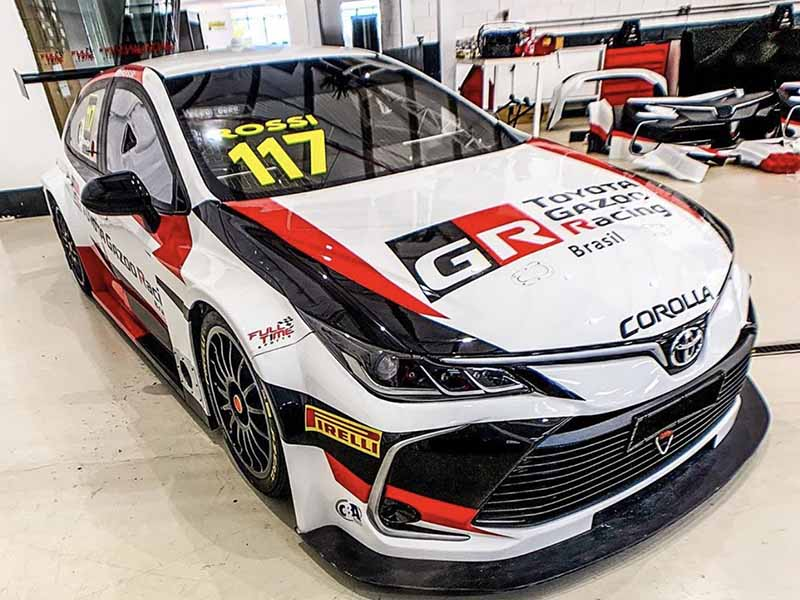
ストックカー・ブラジルのカローラ（2020年）

## ダイハツでの生産
1975年11月から1977年12月までH-KE26V、1984年9月から1987年7月までE7#V型、E7#G型、1987年6月から1991年9月はE9#V型、E9#G型、1991年6月から2002年6月までE10#V型、E10#G型がダイハツでやや少量だが委託生産された。また、カローラベースでシャルマンとして同社より発売されていた。初代シャルマンはE2#型セダン/同E2#型バンがベースとなっており2代目シャルマンはE7#型セダンがベースとなっている。

## 取扱販売店
当初はパブリカ店扱いであったが、1969年にパブリカ店がカローラ店に改称され現在に至る。なお、ディーゼル店でも併売されていたが、ディーゼル店の他系列への吸収により販売は終了した。
東京都では、以前はトヨタ東京カローラとトヨタ西東京カローラで取扱っていたが、2019年4月1日の販売チャネル制度廃止に伴い、東京都内の全販売店（トヨタモビリティ東京、トヨタ西東京カローラ、ネッツ店系列のネッツトヨタ東都とネッツトヨタ多摩）で取り扱う。
2020年5月1日に東京都を除く全ての地域での全車種併売化に伴い、トヨタ店、トヨペット店、ネッツトヨタ東都・ネッツトヨタ多摩を除くネッツ店でも取り扱われるようになった。なお、カローラアクシオEXについては東かがわトヨタ自動車販売での取扱いはない。

## 車名の由来
「COROLLA」はラテン語で「花の冠」の意味を持つ。

## テレビ番組
- 日経スペシャル ガイアの夜明け No.1を死守せよ 〜カローラ40年目の苦闘〜（2006年11月14日、テレビ東京）[54]。- 10代目のフルモデルチェンジを取材。